# Araneae

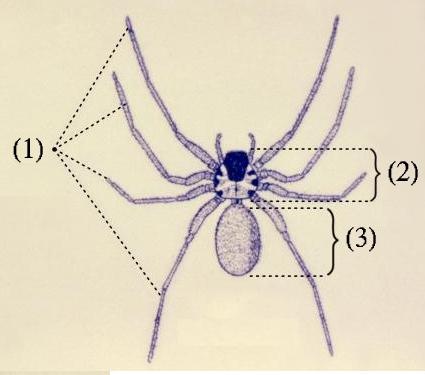
Morfologia di un ragno:
(1) quattro paia di zampe
(2) cefalotorace
(3) opistosoma

Gli araneidi (Araneae Clerck, 1757) sono un ordine di Aracnidi, suddiviso, a novembre 2021, in 129 famiglie che comprendono ben 49 720 specie. I membri dell'ordine vengono comunemente chiamati ragni.
Sono artropodi terrestri provvisti di cheliceri e hanno il corpo suddiviso in due segmenti, cefalotorace e opistosoma, e otto zampe. I due segmenti sono congiunti da un piccolo pedicello di forma cilindrica. Come in tutti gli artropodi, il celoma (cavità del mesoderma per il trasporto dei fluidi), pur essendo molto piccolo, consente il passaggio dell'emolinfa che ossigena e nutre i tessuti e rimuove i prodotti di scarto. L'intestino è così stretto che i ragni non possono mangiare alcun grumo di materiale solido, per quanto piccolo, e sono costretti a rendere liquide le parti interne delle loro prede con vari enzimi digestivi per poi suggerle e nutrirsene.
Con l'eccezione del sottordine più primitivo, quello dei Mesothelae, i ragni hanno il sistema nervoso più centralizzato fra tutti gli artropodi e, come questi, hanno i gangli cefalici fusi in una sola massa all'interno del cefalotorace. Diversamente dalla maggior parte degli artropodi, i ragni non hanno muscoli estensori nel loro corpo; i movimenti delle zampe e del corpo sono ottenuti attraverso variazioni di pressione del loro sistema idraulico. Nella parte terminale dell'addome sono presenti le filiere che estrudono la seta, usata per avvolgere le prede e costruire le ragnatele.

## Caratteri generali

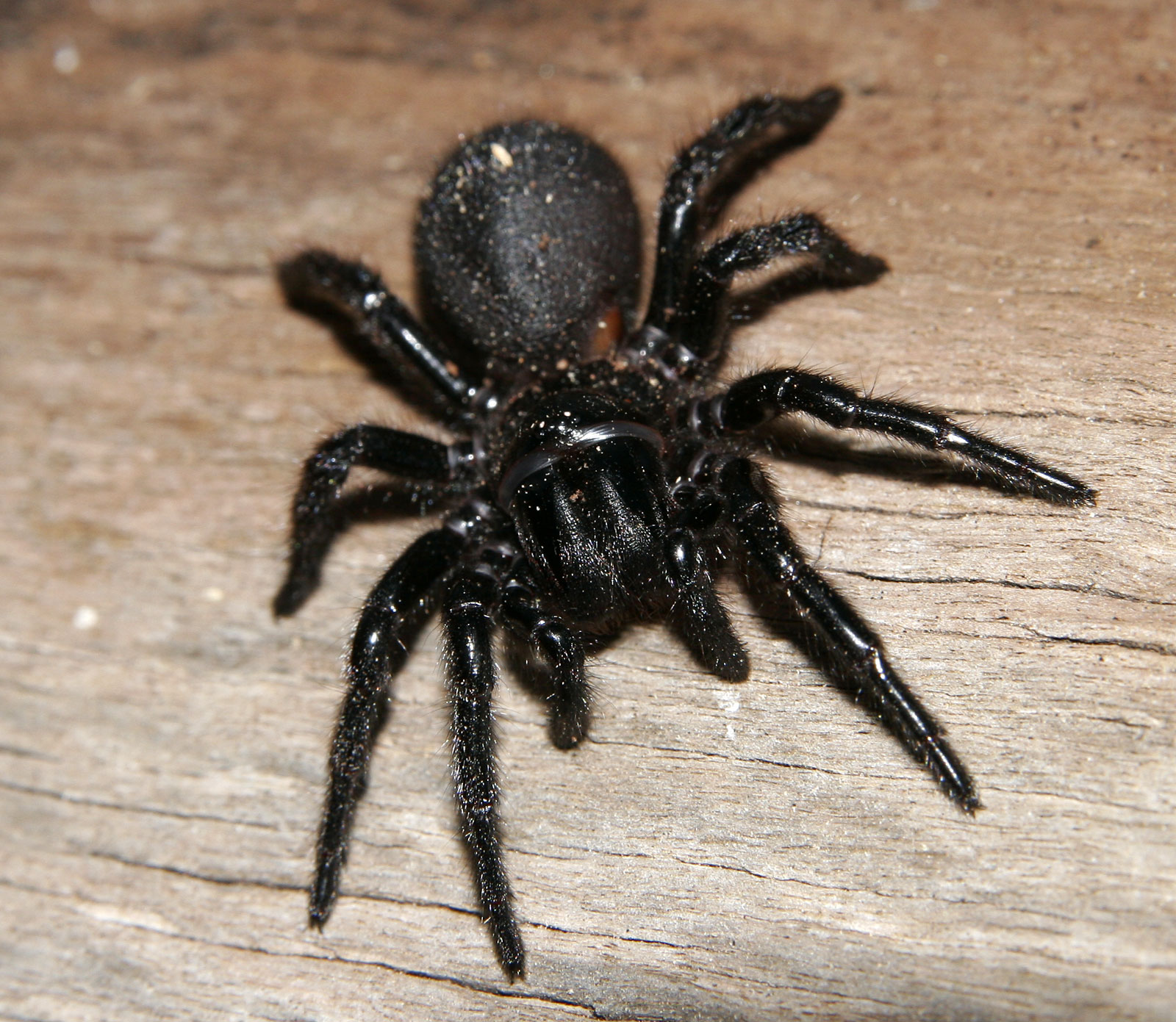
Atrax robustus, ragno fra i più velenosi e pericolosi per l'uomo

I ragni sono animali predatori, sia di altri ragni, sia di insetti; le specie più grandi arrivano a catturare e nutrirsi anche di lucertole e di piccoli uccelli senza difficoltà. Da vari studi e osservazioni si è scoperto che gli esemplari giovani completano la loro dieta con il nettare, mentre gli esemplari adulti preferiscono integrare con il polline. Nel 2007 è stata descritta la prima specie vegetariana di ragni: si nutre quasi esclusivamente di polline e delle tenere punte delle foglie di alcune acacie.
In varie specie di ragni i cheliceri sono diventati atti a secernere un veleno per immobilizzare le prede, a volte tanto tossico da risultare pericoloso anche per l'uomo. Negli ultimi due decenni si stanno sperimentando piccole dosi di questi veleni a scopo terapeutico o come insetticidi non inquinanti. Buona parte dei ragni cattura le prede intrappolandole in vischiose ragnatele ponendosi in agguato nelle vicinanze per poi iniettare loro il veleno. Le specie che usano questa tattica di caccia sono molto sensibili alla più piccola vibrazione che scuote i fili della ragnatela. D'altro canto, le specie che cacciano all'agguato sono fornite di un'ottima vista, fino a dieci volte più acuta di quella di una libellula.
Alcuni ragni cacciatori hanno particolare abilità e intelligenza nell'adoperare varie tattiche per sopraffare la preda, mostrando anche di saperne imparare di nuove se occorre. Ad esempio alcune specie hanno modificato il loro aspetto prendendo le sembianze esteriori di formiche al punto da essere facilmente confusi con una di loro.
Le ragnatele sono molto variabili in forma, quantità di tela adoperata e grandezza. Sembra che le prime forme a essere adottate siano state quelle orbicolari; le specie che ancora le adoperano sono poche: la maggior parte dei ragni esistenti preferisce estendere la propria tela e renderla quanto più aggrovigliata possibile allo scopo di massimizzare il volume d'aria in cui può imbattersi un insetto.
Nei ragni maschi i pedipalpi (appendici situate sotto o a lato dell'apertura boccale) sono stati modificati a guisa di siringa per iniettare lo sperma nell'apparato genitale femminile. Alcuni di loro devono porre in essere complicati rituali di corteggiamento prima di potersi avvicinare alla femmina per fecondarla, per evitare di essere divorati. I maschi della maggior parte delle specie riescono a evitare questo destino in quanto la femmina consente loro di posizionarsi nelle parti marginali delle ragnatele anche per qualche tempo dopo l'accoppiamento. D'altro canto vi sono maschi di alcune specie che, dopo aver fecondato la femmina, si offrono in pasto a lei, probabilmente per fornire più nutrienti alla prole che nascerà. In varie specie le femmine costruiscono un sacco ovigero setoso dove trovano spazio almeno un centinaio di uova; i giovani, una volta nati, sono comunque incapaci di procurarsi il cibo da soli, fino a quando non hanno compiuto la loro prima muta. In questi casi sono le femmine/madri a sfamare la prole e condividere le prede catturate con essa.

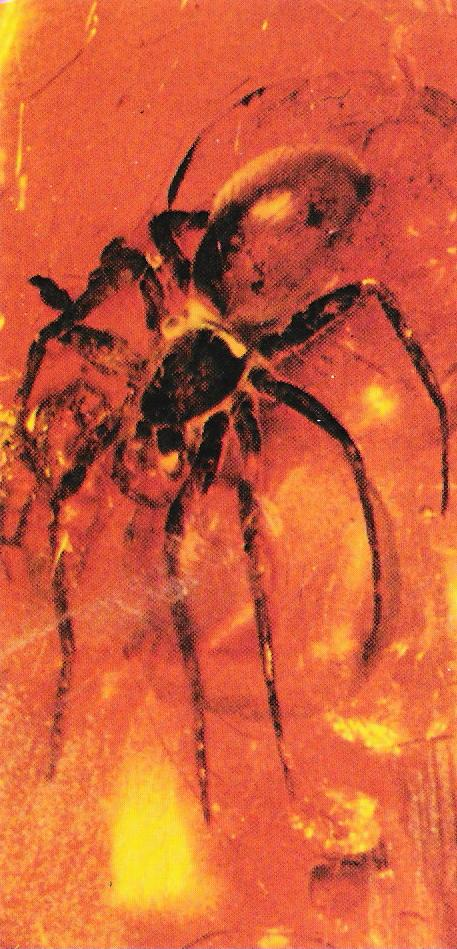
Ragno nell'ambra

Solo poche specie di ragni hanno un comportamento sociale, cioè costruiscono tele in cooperazione con altri ragni, fino a diverse migliaia; il comportamento sociale è vario: da una semplice tolleranza di vicinato, come nell'aggressiva vedova nera, a una vera e propria caccia coordinata fra più esemplari e successiva suddivisione delle prede catturate. In quanto a longevità, la maggior parte dei ragni non supera i due anni, solo alcuni esemplari di tarantole e vari migalomorfi in cattività sono noti per essere sopravvissuti fino a venticinque anni. In un caso un esemplare in cattività ha raggiunto i 43 anni di età.
Dallo studio dei reperti fossili rinvenuti, i primi animali capaci di produrre seta compaiono nel Devoniano, circa 386 milioni di anni fa, comunque in essi manca ogni traccia di filiere. I primi ragni fossili veri e propri sono stati rinvenuti in rocce del Carbonifero, databili quindi fra 299 e 318 milioni di anni fa, e sono molto simili agli attuali appartenenti all'ordine Mesothelae. I gruppi principali di ragni moderni, Araneomorphae e Mygalomorphae, fanno la loro comparsa nel Triassico inferiore, all'incirca 200 milioni di anni fa. Solo nei fossili datati da 130 milioni di anni fa in poi si ritrovano anche ragni conservati nell'ambra, aventi una maggiore ricchezza di particolari visibili e analizzabili, soprattutto nei dettagli anatomici. Sono state rinvenute anche ambre con un abbraccio mortale fra un ragno e la sua preda, mentre la sta imbozzolando e altre in cui si sono preservate anche le uova nei sacchi ovigeri.

## Descrizione

### Struttura del corpo
|  |  |  |

I ragni, in quanto a struttura del corpo, sono artropodi, cioè costituiti da segmenti articolati fra loro, e chelicerati, cioè provvisti di cheliceri e di un apparato boccale peculiare. In quanto artropodi hanno un corpo suddiviso in segmenti dai margini articolati, ricoperto da una cuticola composta da chitina e proteine. La testa è composta da vari segmenti che si fondono l'uno con l'altro durante lo sviluppo dell'embrione. In quanto chelicerati il loro corpo è costituito da due tagmata, tipica segmentazione degli Artropodi, insieme di segmenti che sottendono una funzione simile. Il primo di questi, che prende il nome di cefalotorace o prosoma, è la fusione completa di due tagmata che in un insetto sarebbero separati: il capo e il torace; il tagma posteriore prende il nome di addome o opistosoma. Lo schema della fusione dei segmenti che compongono la testa dei chelicerati è unico fra gli artropodi: quello che sarebbe il primo segmento del capo di norma scompare all'inizio dello sviluppo, cosicché ai chelicerati mancano le antenne tipiche di molti artropodi. Infatti i chelicerati davanti alla bocca hanno solo due appendici che funzionano al più solo per accompagnare il cibo, ma mancano completamente della struttura masticatoria che potrebbe avere funzione di mascella. Le prime appendici sul davanti dell'apparato della bocca sono chiamate pedipalpi e hanno funzioni diverse all'interno di gruppi diversi di chelicerati.
     cuore
     intestino
     cerebro, nervi, gangli

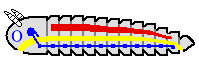
Struttura di base del corpo degli Artropodi
cuore
intestino
cerebro, nervi, gangliO = occhio composto

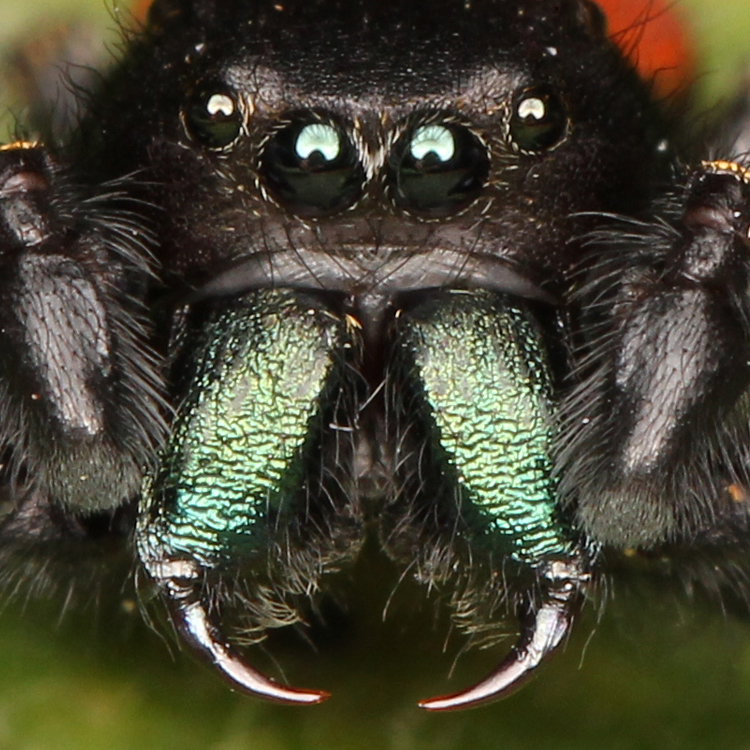
Cheliceri di ragno (verde)

Ragni e scorpioni appartengono a uno dei gruppi di chelicerati, denominato Aracnidi. Mentre i cheliceri degli scorpioni sono composti da un paio di artigli di dimensioni ragguardevoli che ha la funzione di accompagnare il cibo verso la bocca o di contribuire a tenerlo fermo, quelli dei ragni sono cavi e contengono ghiandole velenigene; inoltre terminano in forma appuntita, molto sottile, al fine di inoculare il veleno. Quando i cheliceri non sono in uso vengono ripiegati all'indietro nella parte superiore, in cui sono allocate barbe spesse che hanno il compito di filtrare e trattenere fuori qualsiasi grumo solido, in quanto i ragni si alimentano solo di cibo liquido o reso in forma liquida. I pedipalpi negli altri scorpionidi prendono la forma di artigli appuntiti atti a catturare e trattenere la preda, mentre nei ragni fungono da sensori di dimensioni abbastanza piccole, le cui parti basali sono un prolungamento della bocca. In aggiunta, i ragni maschi hanno allargato queste ultime sezioni basali adoperandole per il trasferimento di sperma all'interno della femmina.
Nei ragni, il cefalotorace e l'addome sono congiunti da un piccolo peduncolo di forma cilindrica che consente all'addome di muoversi indipendentemente dal capo mentre secerne la seta. La parte superiore del cefalotorace è ricoperta da un singolo carapace convesso, mentre la parte inferiore è ricoperta da due pezzi di carapace di forma alquanto appiattita. L'addome è molle e ha la forma ovoidale, non mostra alcun segno di suddivisione o frazionamento, con l'eccezione dei primitivi Mesothelae, i cui rappresentanti odierni, i Liphistiidae, hanno il carapace costituito da vari segmenti nella parte posteriore.

#### Problema della segmentazione del capo degli artropodi
Un problema oggetto di acceso dibattito fra gli esperti del settore è quello relativo alla segmentazione del capo degli artropodi, diversa da un gruppo all'altro; in modo particolare si discute se e come queste differenze possano essere inquadrate in un processo evolutivo che si estende dai Trilobiti fino ai Crostacei e ai Chelicerati di cui fanno parte i ragni. Le origini di queste segmentazioni, e una loro prima differenziazione, viene fatta risalire ai fossili dell'Argillite di Burgess, del periodo Cambriano, quando si diffuse una pluralità di forme viventi molto diverse fra loro, molte delle quali si estinsero in breve tempo. Come si evince dalla tabella a fianco, la segmentazione parte da una struttura semplice e lineare, quale quella dei Trilobiti, per poi crescere di complessità, sia nel posizionamento dei vari organi (zampe, pedipalpi, cheliceri), sia nell'aumento della quantità dei segmenti che, originariamente facenti parte della testa, nei Crostacei e nei Tracheati vanno a comporre il corpo. In centinaia di milioni di anni la parte sommitale, il primo segmento o acron, che contiene le varie tipologie di occhi composti è rimasto pressoché inalterato, come pure il segmento della testa preposto alla crescita delle antenne, assente solo nei chelicerati. Infine, nei Chelicerati e nei Tracheati un segmento posteriore all'acron si perde durante lo sviluppo embrionale, rispettivamente il primo e il secondo segmento, come se non fossero funzionali, pur continuando a essere latenti in questi gruppi di animali. Anche nell'uomo abbiamo simili strutture vestigiali quali l'appendice o il coccige della colonna vertebrale.

### Apparato circolatorio e respiratorio

#### Apparato circolatorio
Al pari degli altri artropodi, i ragni sono provvisti di celoma strutturato in piccole aree situate nei dintorni dell'apparato riproduttivo e dell'apparato escretore ma non avente funzione circolatoria. Tale funzione è espletata dall'emocele, cavità estesa per la maggior parte della lunghezza del corpo e in cui circola il flusso sanguigno. Il cuore ha forma tubolare ed è situato nella parte posteriore del corpo con all'interno molteplici sottili ostii che consentono il flusso del sangue in una sola direzione, impedendogli di defluire all'indietro; ciò fa sì che il sangue entri nel cuore dall'emocele ma non vi ritorni prima di aver attraversato tutta la parte anteriore; Dal cuore si dirama un'arteria che si apre nella parte anteriore dell'addome e che, passando attraverso il pedicello, si ramifica e si diffonde in molte parti del cefalotorace. Questa tipologia di apparato circolatorio è detto sistema circolatorio aperto.

#### Apparato respiratorio
I ragni hanno sviluppato più tipi di organi respiratori, fra cui i polmoni a libro, la trachea, o entrambi. Il sangue di tutti i ragni che hanno polmoni a libro contiene il pigmento respiratorio emocianina che rende il trasporto dell'ossigeno più efficiente.
I ragni Migalomorfi e Mesothelae hanno due paia di polmoni a libro, che si riempiono di emolinfa, e hanno due aperture esterne sulla superficie ventrale dell'addome che consentono all'aria di entrare e di porre in circolo l'ossigeno. Questo è anche il caso di una delle famiglie più antiche di ragni Araneomorfi, la famiglia Hypochilidae; le restanti famiglie di questo gruppo hanno solo il paio anteriore di polmoni a libro intatto, mentre quello posteriore dell'apparato respiratorio è parzialmente o totalmente cambiato in una trachea, attraverso la quale l'ossigeno viene diffuso nell'emolinfa o direttamente ai tessuti e agli organi. Le trachee, dove presenti, sono molto simili per forma, dimensioni e funzione alle trachee degli Insetti, ma nei ragni sono poste nell'opistosoma. Il sistema respiratorio con la trachea si è probabilmente diffuso a partire dai ragni di piccole dimensioni per contrastare la disidratazione e l'essiccamento. La trachea originariamente era collegata agli organi circostanti attraverso un paio di aperture chiamate spiracoli tracheali, ma nella maggioranza dei ragni odierni questi spiracoli si sono fusi in uno solo nella parte mediana, spostandosi nella parte posteriore vicino alle filiere. I ragni che posseggono trachee hanno generalmente un tasso metabolico più elevato e una migliore resistenza alla disidratazione.

### Nutrizione, digestione ed escrezione

#### Nutrizione

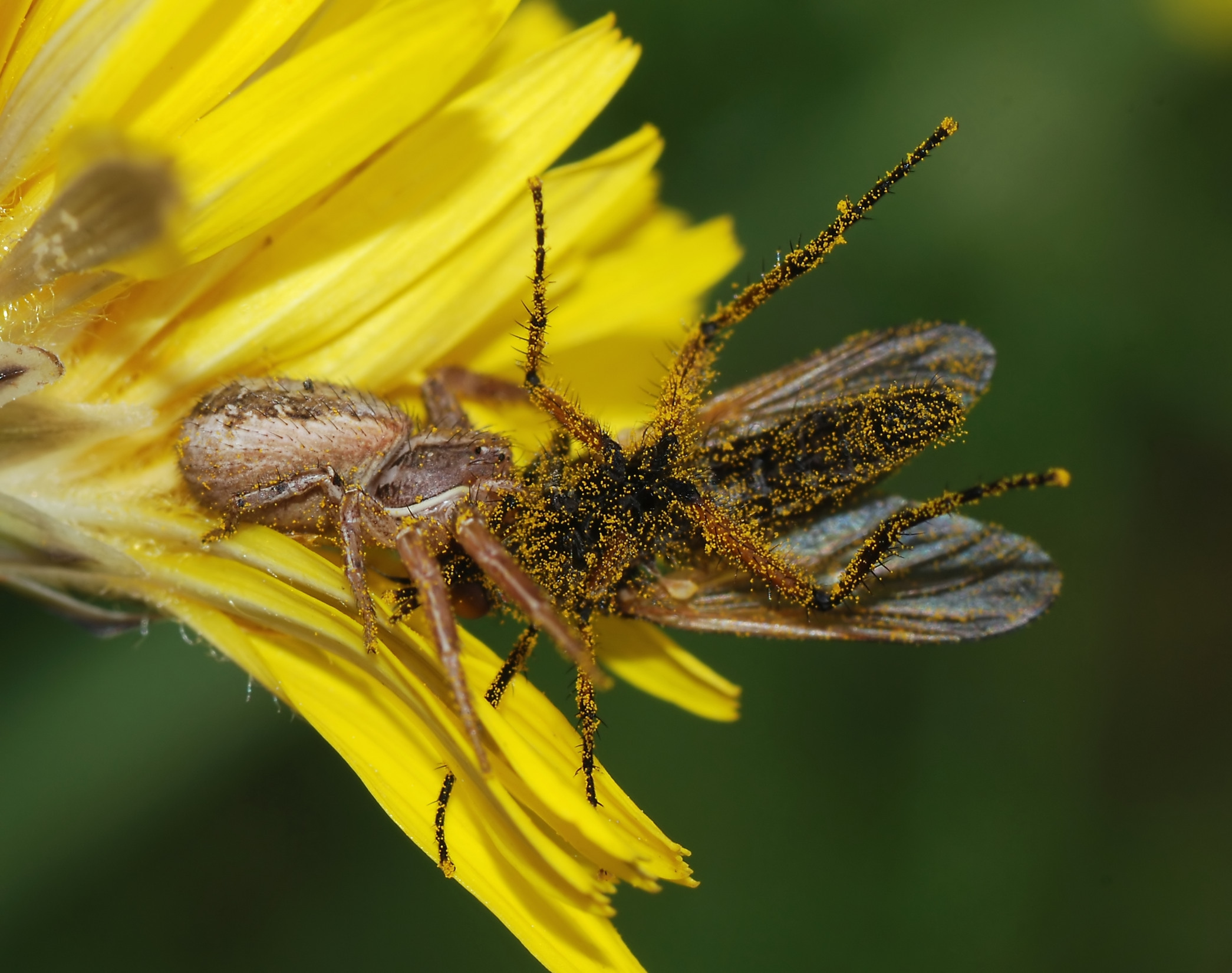
Uno Xysticus che paralizza una mosca

Nei ragni i cheliceri sono indispensabili per la nutrizione: sono costituiti da un segmento basale e da uno terminale a forma di artiglio dentellato. Caratteristica unica fra i chelicerati è la parte terminale dei cheliceri, la punta dell'artiglio, che viene adoperata dalla maggior parte delle specie per inoculare il veleno secreto dalla ghiandole velenifere. La dimensione di queste ghiandole varia a seconda delle diverse famiglie: in alcune mancano del tutto, in altre coinvolgono ampie sezioni della parte anteriore del prosoma. Le ghiandole sono costituite in genere da una parte epiteliale con funzione escretrice e sono avvolte da un rivestimento le cui contrazioni consentono lo sgorgare di goccioline di veleno all'interno dei cheliceri fino alla base delle zanne. L'unica famiglia di ragni completamente sprovvista di ghiandole velenifere è quella degli Uloboridae. I due pedipalpi sono più corti delle zampe e formati da sei segmenti; alla base hanno delle gnathocoxae usate come mascelle per tenere ben stretto il cibo, coadiuvarne la triturazione, la liquefazione e infine l'assimilazione.

#### Digestione
Nell'ambito degli aracnidi, i ragni hanno un intestino alquanto stretto, che può ricevere solo cibo in forma liquida, e due serie di filtri appositi per trattenere all'esterno qualsiasi particella di cibo solido, per quanto piccola. Essi utilizzano, uno alla volta, due sistemi diversi per digerire il cibo esternamente prima di ingerirlo.

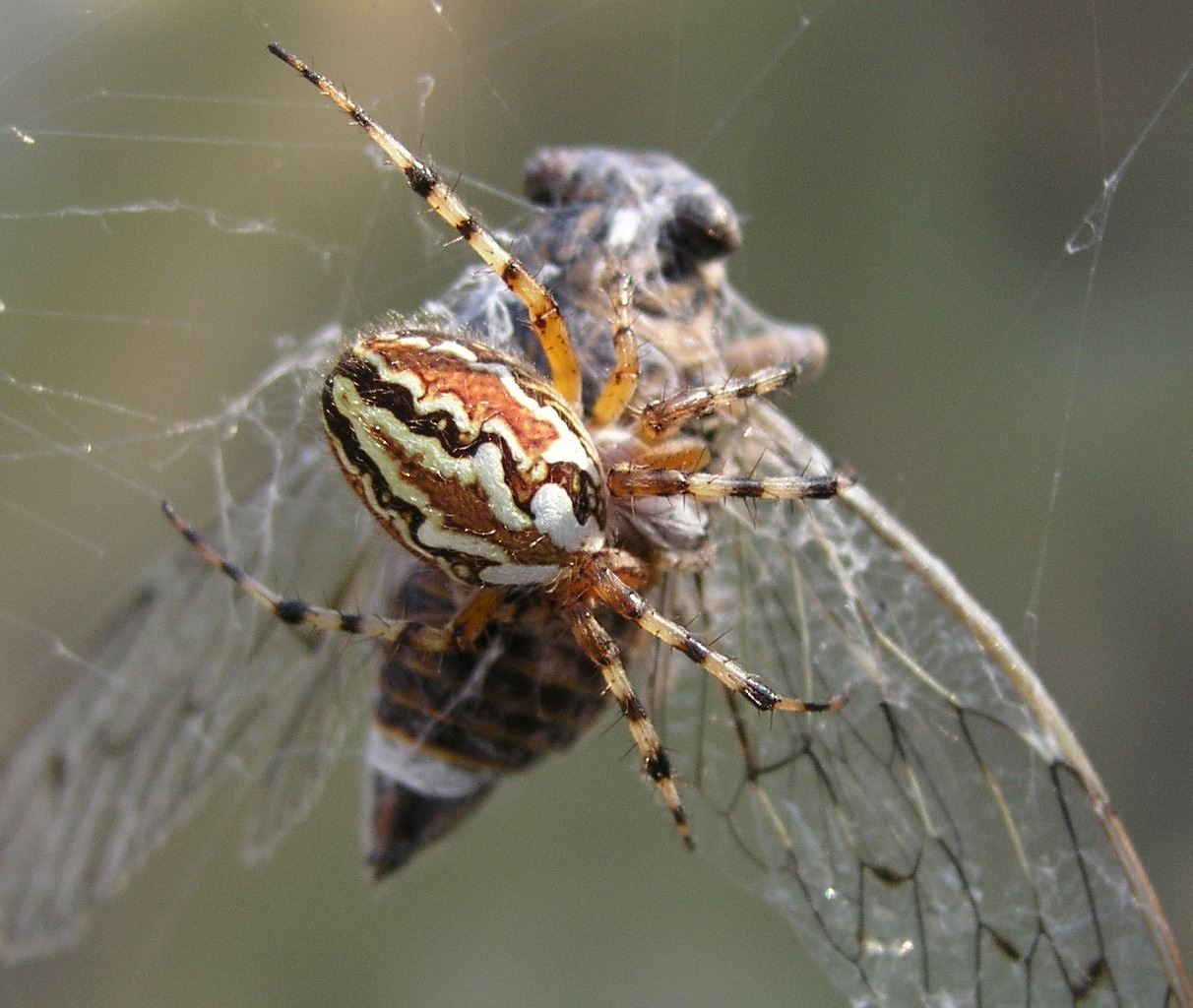
Aculepeira armida sta avvolgendo una cicala nella seta per potersene cibare in seguito

Alcuni ragni pompano enzimi digestivi dal mesentere nella preda e poi succhiano i tessuti liquefatti della preda stessa nell'intestino; quindi abbandonano l'esuvia vuota della preda composta in genere di materiali troppo duri e non digeribili. Altre specie di ragni macinano prima la preda spappolandola con la parte terminale dei pedipalpi e i cheliceri, utilizzando sempre gli enzimi digestivi per facilitare l'assimilazione. In queste specie sia i cheliceri sia la base dei pedipalpi sono posizionati in modo da formare una cavità antecedente la bocca vera e propria.
Lo stomaco, posto nel cefalotorace, funziona come una pompa che spedisce il cibo sempre più all'interno del sistema digestivo. Nella parte anteriore dell'intestino è presente un filtro setoso che impedisce al particolato ancora presente di proseguire, al fine di non ostruire i sottili tubuli che costituiscono le parti successive dell'intestino. Il mesentere è ricco di punti ciechi per la digestione, compartimenti senza uscita dove vengono estratti i nutrienti dal cibo ingerito. La maggior parte di essi si trova nell'addome in cui è preponderante il sistema digestivo, ma alcuni sono situati anche nel cefalotorace. Nell'intestino posteriore vengono disidratate le feci allo scopo di recuperarne l'acqua.

#### Escrezione
La maggior parte dei ragni converte i prodotti di scarto delle varie attività fisiologiche in acido urico, che può essere espulso come materiale asciutto. I tubuli malpighiani sono deputati a estrarre questi prodotti di scarto dal sangue nell'emocele per poi scaricarli nella borsa cloacale, da cui vengono espulsi attraverso l'ano. La produzione di acido urico e la rimozione degli scarti attraverso i tubuli sono caratteristiche evolutesi indipendentemente in vari rami di artropodi per conservare l'acqua e consentire loro di sopravvivere in ambienti in cui essa è un bene raro e prezioso; tra le varie strutture preposte all'escrezione, i tubuli malpighiani degli insetti e degli aracnidi si sviluppano da parti completamente diverse dell'embrione. Comunque alcuni ragni primitivi dell'ordine Mesothelae e del sottordine Mygalomorphae, conservano i nefridi (piccoli reni) del presunto artropode progenitore ancestrale, le cui funzioni sono simili a quelle dei reni umani: adoperano infatti un certo quantitativo di acqua per espellere prodotti di scarto azotati quali l'ammoniaca.

### Sistema nervoso centrale
Il sistema nervoso centrale di base di un artropode è costituito da un paio di fasci di nervi che corrono lungo l'intestino con gruppi di gangli come centri di controllo locali nei vari segmenti del corpo, e da un cervello formato dalla fusione dei gangli dei segmenti della testa posti davanti e dietro la bocca, in modo tale che l'esofago sia circondato da questi conglomerati di gangli. In particolare possiamo distinguere un ganglio sopraesofageo, più piccolo, che riceve informazioni dagli ocelli e da altri organi di senso, e ha la funzione di elaborare e integrare gli stimoli esterni e poi, tramite i neuroni con cui è connesso all'altro ganglio, coordinare una risposta. L'altro ganglio, che prende il nome di ganglio sottoesofageo, posto nella parte bassa del cefalotorace, è l'insieme dei gangli delle varie appendici e ha la forma di una stella a più punte; questo ganglio prosegue il suo cammino nell'opistosoma attraverso un minuscolo cordoncino, innervandolo, e ha come funzione principale il coordinamento motorio dell'animale. Con l'eccezione dei primitivi Mesothelae, dei quali i Liphistiidae è l'unica famiglia sopravvissuta, i ragni hanno il sistema nervoso centralizzato tipico degli Aracnidi: i gangli di tutti i segmenti nella parte posteriore dell'esofago sono fusi, in modo che il cefalotorace è riempito in massima parte da tessuto nervoso e non vi sono gangli nell'addome. Nei Mesothelae, invece, i gangli dell'addome e della parte posteriore del cefalotorace sono separati e distinti.

### Organi di senso

#### Ocelli

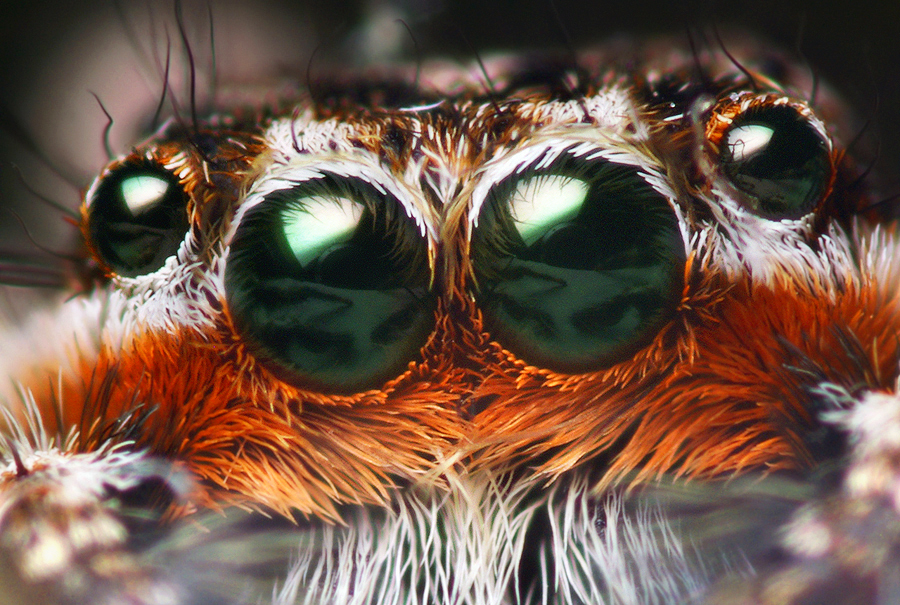
Nei ragni salticidi il paio centrale degli ocelli è molto acuto; il paio esterno funge da vista secondaria, come pure le restanti due paia di occhi posizionati sui lati e in cima alla testa

La maggior parte dei ragni ha quattro paia di occhi nella parte frontale del cefalotorace, posizionati in schemi (detti patterns) che variano da una famiglia all'altra. Il paio posizionato sulla fronte è del tipo chiamato ocelli pigment-cup (contenitori del colore), che nella maggior parte degli artropodi servono solo a individuare la direzione dalla quale arriva la luce, adoperando l'ombra proiettata dalle superfici negli ocelli stessi. In ogni caso gli occhi principali della parte frontale delle teste dei ragni hanno la capacità di formare delle immagini abbastanza nette e distinte.
Gli ocelli laterali si pensa siano derivati dagli occhi composti dei chelicerati più primitivi, ma non hanno le suddivisioni in sfaccettature tipiche di quelli degli altri invertebrati. In molti ragni questi ocelli secondari rilevano la luce riflessa diversamente dagli occhi principali tramite un tapetum lucidum riflettente; ad esempio, ciò fa sì che al buio gli occhi dei ragni-lupo vengono rilevati dalla luce riflessa di una torcia proprio grazie ai tapeta. D'altra parte, gli occhi secondari dei ragni salticidi non hanno traccia alcuna di tapetum.

Pattern oculare del ragno Accola lewisi

L'acutezza visiva dei ragni salticidi supera di un fattore dieci quella delle libellule che sono, fra gli insetti, quelli che vedono meglio. In effetti l'occhio umano, per quanto complesso, è solo cinque volte più acuto di quello di un ragno salticida. Questi ragni riescono ad avere una vista così acuta grazie a una serie di lenti, una retina composta di quattro strati e l'abilità di girare dappertutto i loro occhi integrando le immagini di tutti in una sola. L'unico difetto di tutto questo processo di scansione e integrazione di immagini è di essere relativamente lento.

#### Cuticola e peli
Nella maggior parte degli altri artropodi la cuticola, per sua stessa natura, blocca la maggior parte degli stimoli sensoriali provenienti dall'esterno. Invece i ragni e altri generi di artropodi hanno modificato la struttura della cuticola in modo da poter ricevere stimoli dall'esterno e potervi reagire, permeandola di piccoli organi di senso che collegano l'esterno del corpo col sistema nervoso. Vari sensori di tatto, in modo particolare peli di varie forme chiamati setae, sono sensibili a vari livelli di pressione, dalla brezza leggera delle correnti d'aria a un contatto pressorio di una certa forza. Altri sensori di tipo chimico consentono di sopperire alle nostre funzioni di riconoscimento degli odori e dei sapori, spesso dalla parte mediana delle setae. I ragni hanno anche nelle giunture dei loro arti dei sensori particolari in grado di percepire vibrazioni anche di piccola entità, i tricobotrii, meccanorecettori in grado di percepire con precisione il movimento delle ali di una mosca e poterla catturare. Nella costruzione delle ragnatele, tutte le informazioni supportate da questi sensori meccanici e chimici sono più importanti della vista stessa, mentre è la vista acuta a prevalere come importanza sugli altri organi di senso nei ragni che cacciano attivamente.

#### Organi liriformi
Gli organi liriformi sono organi di senso a fessura, propriocettori in grado di misurare le variazioni di tensione della cuticola dei ragni quando è sottoposta a pressione. Hanno la forma di un'apertura lunga a forma di fessura (da 8 a 200 micrometri di lunghezza) e sono situati principalmente sulle articolazioni dei segmenti delle zampe; alcuni ragni li hanno anche distribuiti sul corpo e lungo gli articoli delle zampe.
Come nella maggior parte degli artropodi, i ragni mancano di organi preposti all'equilibrio e all'accelerazione e contano esclusivamente sulla vista per stabilire di volta in volta dove è su e dove è giù. I propriocettori degli artropodi, cioè quegli organi di senso che portano informazioni sul grado di forza applicata dai muscoli e sul grado di curvatura delle varie giunture delle zampe, sono attivi e funzionali. D'altra parte, poco è noto su altri tipi di sensori interni che ragni e artropodi potrebbero avere.

### Locomozione

#### Zampe
I ragni hanno quattro paia di zampe funzionali all'ambulazione, ognuna delle quali è formata da sette segmenti; partendo dall'interno verso l'esterno sono: la coxa, il trocantere, il femore, la patella, la tibia, il metatarso e il tarso. Tutti questi segmenti sono ricoperti da una cuticola provvista di peli, alcuni dei quali si possono considerare veri e propri organi di senso. Anche se tutti gli artropodi usano per la locomozione muscoli legati all'interno del loro esoscheletro per flettere i loro arti, i ragni e alcuni gruppi di artropodi usano un sistema pressorio idraulico per distenderli e contrarli, sistema ereditato a sua volta dalle forme di vita antenate degli artropodi. Di conseguenza, un ragno col cefalotorace forato non può più estendere le sue zampe, e le zampe stesse di ragni morti si contraggono su sé stesse accartocciandosi e aggranchiendosi. A quanto risulta da alcuni esperimenti, i ragni possono generare pressioni, internamente, fino a otto volte la forza necessaria a estendere totalmente le loro zampe, e i ragni salticidi possono saltare verso l'alto fino a cinquanta volte la loro lunghezza aumentando all'improvviso la pressione del sangue nel terzo e quarto paio di zampe.

#### Scopulae
La maggior parte dei ragni che cacciano attivamente, anziché fare affidamento sulle ragnatele, ha ciuffi densi di peli molto sottili fra gli artigli appaiati sulle punte delle loro zampe. Questi ciuffi, noti come scopulae, consistono di setole le cui parti terminali sono suddivise in circa mille ramificazioni, che consentono, ai ragni che le posseggono, di camminare agevolmente su superfici lisce come i vetri e a testa in giù su qualsiasi tipo di soffitto. A quanto è stato appurato le scopulae ottengono questa forte presa di contatto grazie a strati estremamente sottili di acqua sulle superfici. I ragni, come del resto altri aracnidi, sia camminando sia correndo, poggiano sempre almeno quattro zampe sul terreno contemporaneamente.

### Produzione della seta

#### Filiere

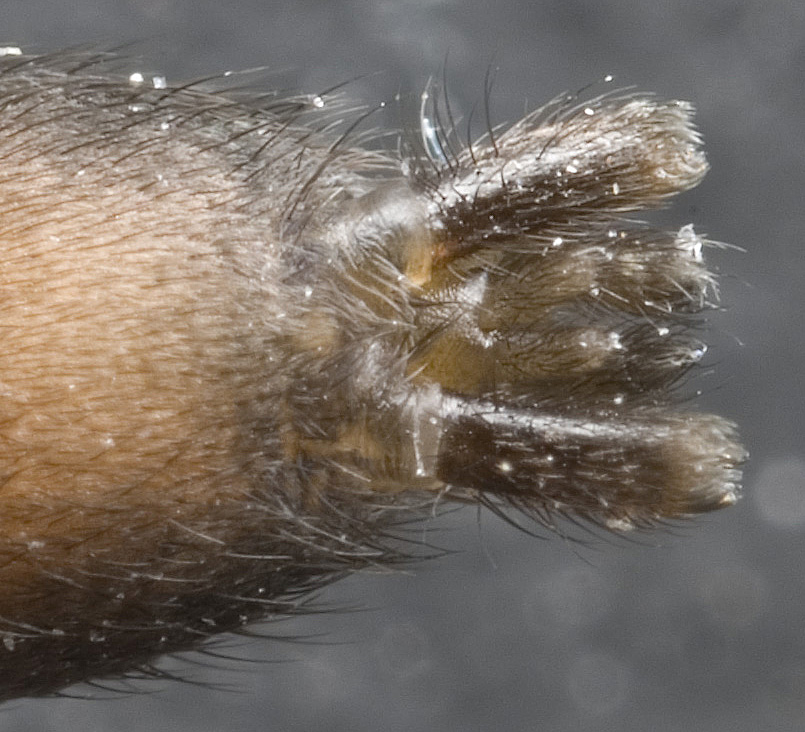
Particolare delle filiere di un ragno

L'addome dei ragni non ha appendici, con l'eccezione di quelle che sono state modificate per formare da una a quattro (di norma sono tre) paia di filiere corte e mobili, che emettono seta. Ogni filiera ha molti fusuli, sorta di tubicini microscopici, ognuno dei quali è collegato a una ghiandola sericigena. Sono conosciuti almeno sei tipi di ghiandole setifere, ognuna delle quali produce un tipo leggermente diverso di seta.
La seta è composta principalmente da una proteina molto simile a quella adoperata nelle sete secrete da insetti. Nella fase iniziale di produzione è un liquido che non indurisce subito per esposizione all'aria e ciò consente ai ragni di intrecciarla esternamente. In seguito, dopo che si è indurita, la proteina riesce a cambiare la struttura interna. Una volta completata la filatura, la seta risultante per quanto concerne la resistenza alla trazione, a parità di diametro, è simile al nylon e a materiali biologici quali la chitina, la cellulosa e il collagene, ma è molto più elastica, in altre parole si può stirare e allungare molto di più prima che si spezzi o perda la forma originaria.

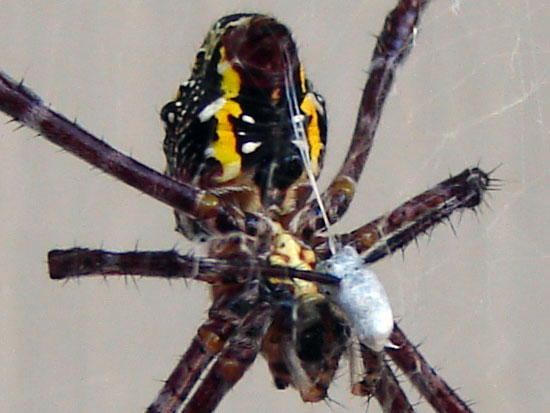
Argiope appensa avvolge la sua preda con la seta secreta dalle filiere

#### Cribellum
Alcuni ragni hanno un cribellum, una filiera modificata con oltre 40 000 fusuli, ognuno dei quali produce una sola fibra eccezionalmente sottile. Tali fibre vengono estratte fuori dal calamistro, una sorta di appendice anatomica dalla forma di pettine con un insieme di peli sulla punta articolata del cribellum, e unite insieme in un solo filo lanoso, utilizzata dal ragno proprio per separare e rendere più voluminosi i fili vischiosi distesi dal cribellum; così distese le fibre sono molto efficienti nell'afferrare e trattenere le setole degli insetti. I ragni più primitivi avevano cribellum che producevano seta in grado di catturare le prede, prima che sviluppassero la seta cosparsa di goccioline appiccicose, più efficiente nel trattenere gli insetti. La maggior parte delle famiglie di ragni ha perso il cribellum e vengono per questo chiamati anche ecribellati.
Alcune specie di ragni che non costruiscono ragnatele per afferrare le prede utilizzano la seta in diversi altri modi: come involucri per lo sperma e per le uova fertilizzate, come corde di sicurezza nell'affidarsi alle correnti di vento, per costruire tane e ricoveri, e persino come paracadute dagli esemplari più giovani e più leggeri.

### Riproduzione e ciclo vitale

#### Rituali della riproduzione

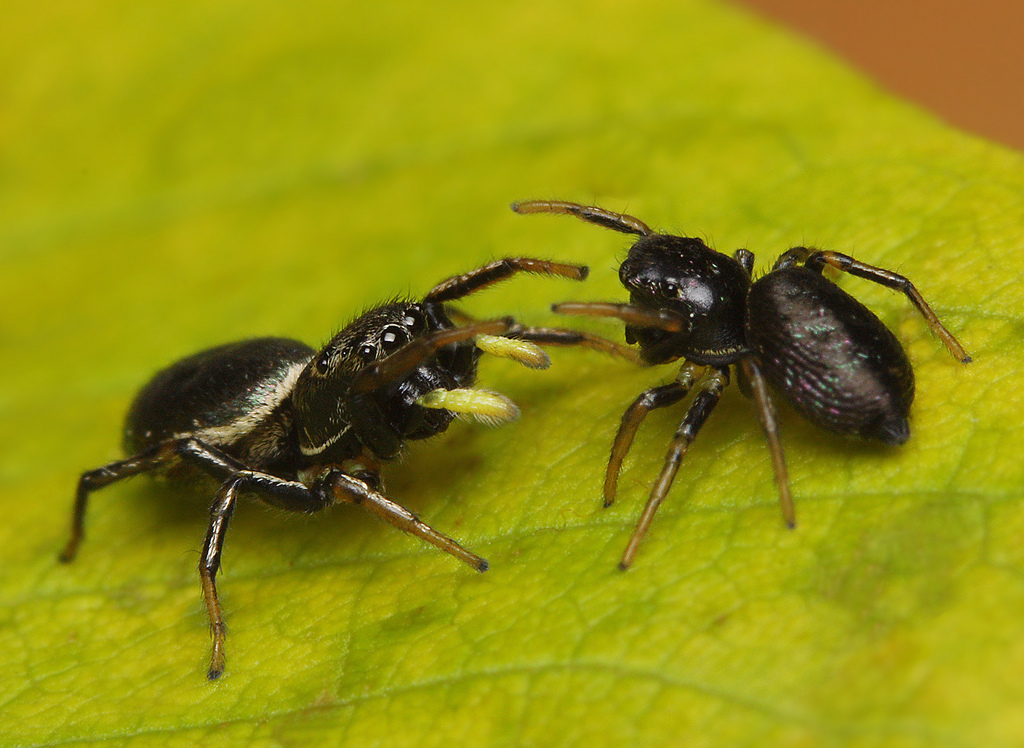
Rituale di corteggiamento fra due Heliophanus sp.

I ragni si riproducono sessualmente e la fertilizzazione è interna ma indiretta, in pratica lo sperma non è inserito nel corpo della femmina dai genitali del maschio ma da una struttura intermedia. Diversamente da altri artropodi terrestri, i ragni maschi non producono spermatofore, involucri pieni di sperma, all'interno del loro corpo, ma roteano la piccola tela che lo contiene fino all'eiaculazione e poi lo trasferiscono su alcune strutture a forma di pipetta situate sulle punte dei loro pedipalpi. Nel momento in cui un maschio scopre nei suoi pressi segnali della presenza di una femmina della sua stessa specie, controlla se è pronta per l'accoppiamento: ad esempio, in alcune specie che costruiscono ragnatele o corde di sicurezza, il maschio può identificare la specie e il sesso del ragno che ha prodotto questi oggetti attraverso l'odorato.

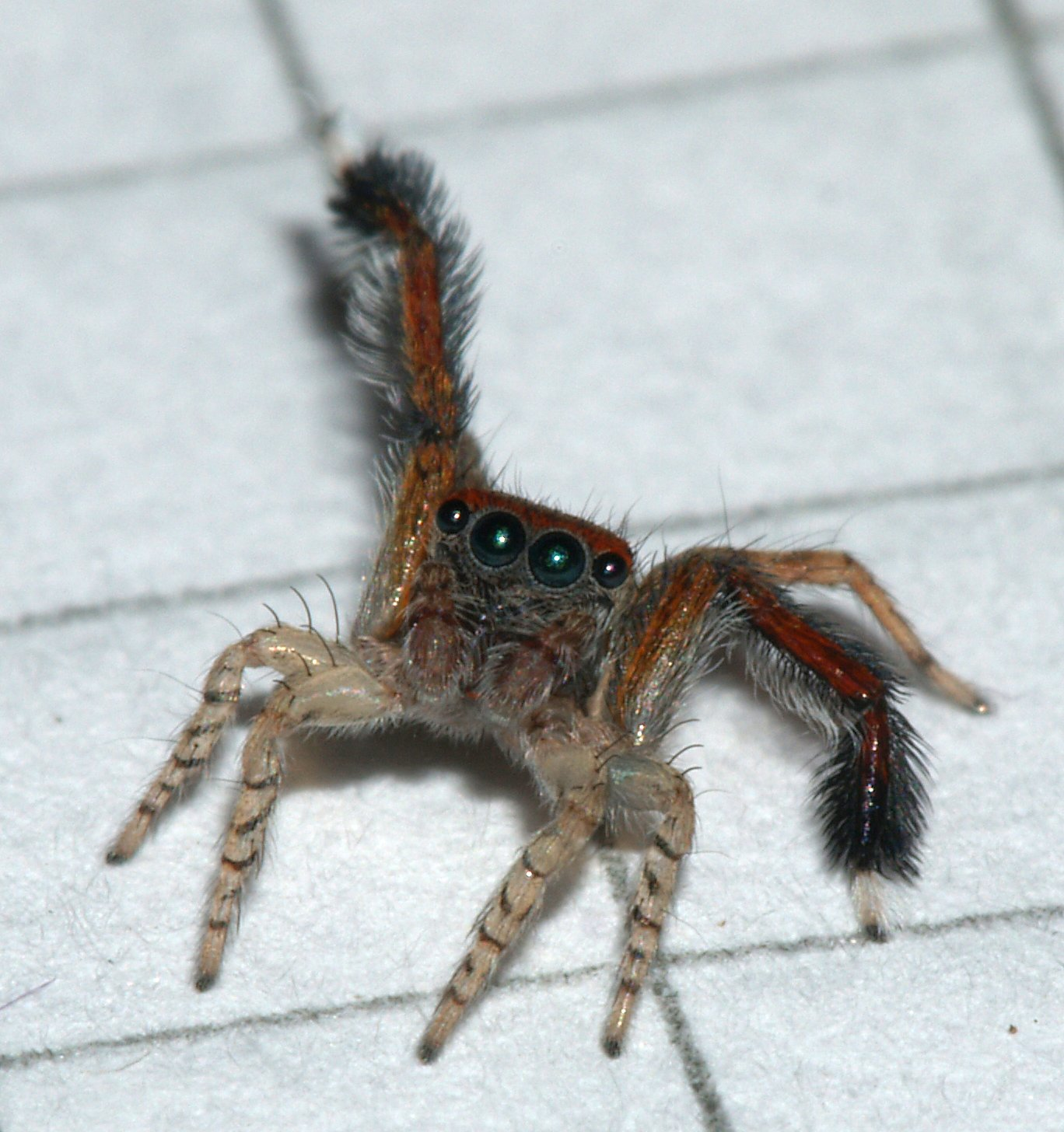
Maschio di ragno salticida ondeggia per attirare l'attenzione di una femmina

#### Corteggiamento
I ragni hanno un marcato dimorfismo sessuale nella maggior parte delle specie. I maschi adoperano generalmente rituali di corteggiamento elaborati per impedire alle femmine, spesso di dimensioni maggiori, di mangiarseli prima di portare a termine la fertilizzazione; in alcuni casi il maschio è di dimensioni tanto più piccole da non essere considerato minimamente appetibile. I maschi hanno quindi il compito di manifestare, con svariati comportamenti, l'intenzione di accoppiarsi e le femmine, con un atteggiamento passivo e non mostrando aggressività, si rendono disponibili all'accoppiamento. In tal caso il maschio trasferisce lo sperma nella parte terminale del pedipalpo inserendolo nelle aperture presenti nella parte posteriore dell'opistosoma femminile per fecondarla. Sebbene ogni specie abbia le sue peculiari caratteristiche nel corteggiamento, possiamo però distinguerne tre diversi tipi a seconda della strategia messa in atto da parte del maschio:
1. Richiede contatto diretto fra maschio e femmina.
2. Richiede feromoni femminili che stimolino il maschio.
3. Richiede un riconoscimento visivo da parte della femmina.

##### Primo tipo
I ragni delle famiglie Thomisidae e Clubionidae hanno un corteggiamento molto modesto; di solito il maschio semplicemente striscia sulla femmina, tiene fermo il suo addome e inserisce l'organo copulatore nell'apertura genitale femminile. Ancora più fugace è l'incontro fra i due sessi di Micrommata virescens, uno Sparassidae, dove il maschio colorato salta accanto alla femmina più grande di lui e di colore verde intenso, l'afferra con i cheliceri, si posiziona per l'accoppiamento e lo completa con la totale passività della femmina.
Anche molti Haplogynae e migalomorfi mostrano rituali poco complessi; dopo il contatto diretto dei corpi, i maschi e le femmine si scambiano un breve intergioco con le zampe frontali e i pedipalpi prima dell'accoppiamento. Nel caso del terafoside Aphonopelma hentzi, ad esempio, il maschio entra in contatto con la femmina tamburellando con le zampe anteriori sul corpo di lei e collocandosi frontalmente. La reazione della femmina è istintiva, disponendosi in posizione di attacco con le zampe anteriori sollevate. Questa particolare posizione consente però di proseguire il corteggiamento al maschio che, tamburellando e tirando, la trasforma in una posizione di sottomissione, in modo da consentirgli l'accoppiamento senza correre pericoli: la femmina offre i propri cheliceri aperti al maschio affinché possa tenerli bloccati per il tempo necessario all'accoppiamento, all'incirca un minuto o poco più.
Alcuni ragni muniti di cribellum invece hanno sviluppato un'altra particolare modalità di corteggiamento: i maschi legano le femmine con la seta prima dell'accoppiamento: fatto che sembra avere solo un significato simbolico dato che dopo l'accoppiamento la femmina è perfettamente in grado di liberarsi da sola.

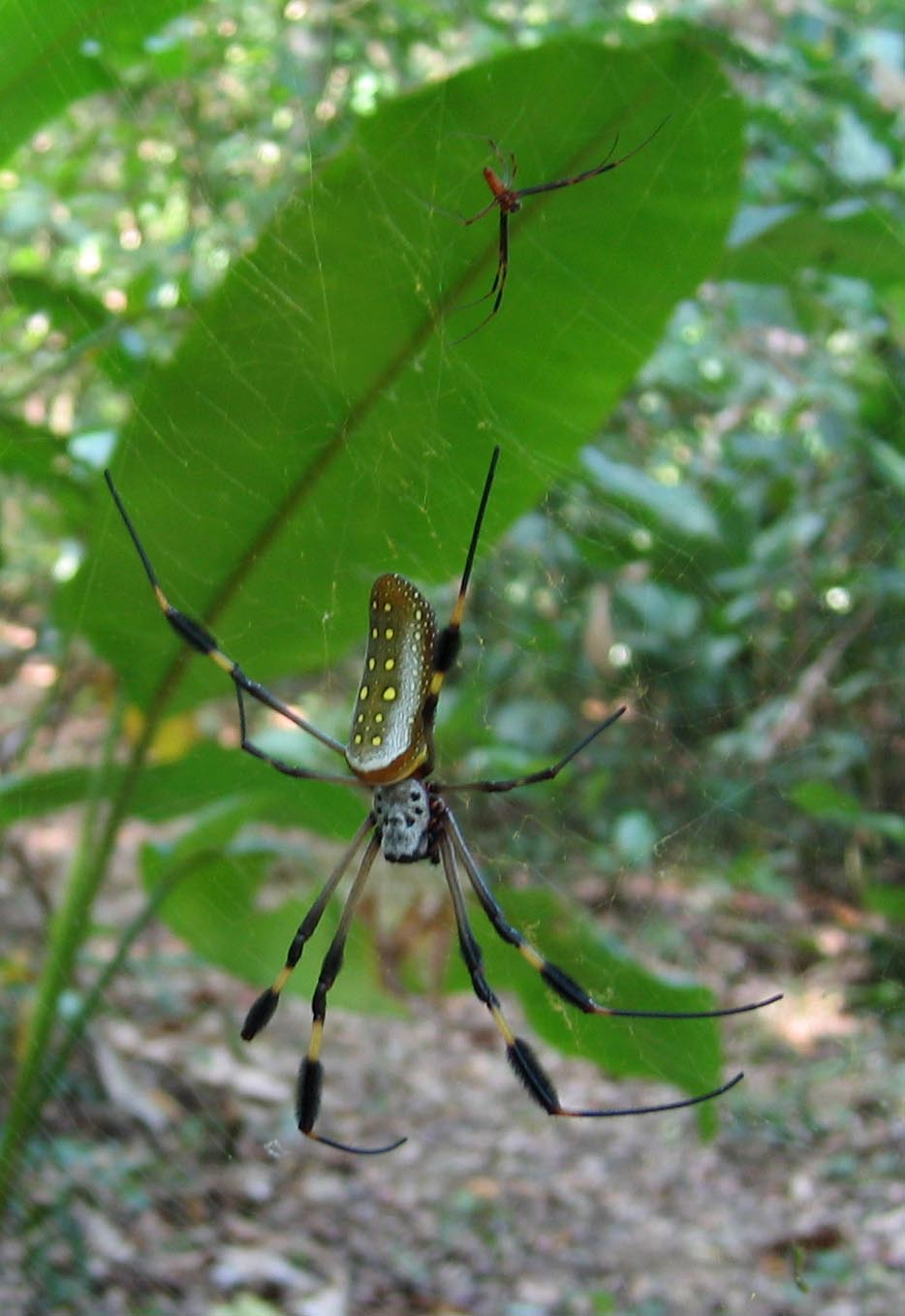
Il piccolo maschio di Nephila maculata (vicino alla punta della foglia) si salva dall'essere divorato dalla femmina perché produce le giuste vibrazioni sulla ragnatela e perché è troppo piccolo per essere mangiato

##### Secondo tipo
Nel caso si renda necessaria l'emissione di feromoni da parte della femmina, il corteggiamento è molto più complesso e diversificato.
Spesso i feromoni sono già secreti dalla femmina sulla ragnatela (riscontrato nei generi Filistata, Segestria e Amaurobius); in questo caso il maschio cerca di farsi riconoscere tirando o pizzicando fili della ragnatela stessa. A volte il contatto fisico è necessario per scatenare il corteggiamento come in Amaurobius ferox; invece in Amaurobius simili e in Amaurobius fenestralis è sufficiente la presenza del feromone. In molte specie di Amaurobius i segnali vibratori generati da zampe, palpi e addome assumono caratteristiche peculiari a seconda della specie.
In alcuni Clubionidae e Gnaphosidae i maschi si sistemano vicino a femmine immature e aspettano la loro ultima muta per accoppiarsi immediatamente dopo, approfittando del momento in cui queste sono ancora inoffensive in quanto la cuticola non si è ancora completamente sclerotizzata. Questo comportamento è stato riscontrato anche nei maschi del genere Argiope.
Nel caso specifico di Philodromus rufus, un ragno della famiglia dei Thomisidae che vive due anni, la femmina è, occasionalmente, capace di essere fecondata durante l'ultima muta addirittura anche in presenza dei fluidi della muta stessa; inoltre essa si accoppia ripetutamente con lo stesso maschio o anche con altri per più giorni consecutivi; il feromone, in questo caso, è concentrato sulle zampe: infatti se queste vengono lavate con appropriati solventi, non si ha più risposta da parte del maschio. Negli Araneidae i maschi pizzicano i fili delle tele delle femmine in maniera da attirarle sul filo dell'accoppiamento da essi creato.
In Linyphia triangularis, della famiglia Linyphiidae, invece il maschio è sempre dominante rispetto alla femmina e non viene mai da essa attaccato, anzi si nutre sfruttando la tela di lei e poi al momento del corteggiamento la distrugge quasi completamente affinché nessun altro maschio possa raggiungerla e nessuna preda possa distrarre la femmina stessa dalla presenza del maschio.
Nel caso invece dei Lycosidae e dei Pisauridae le femmine lasciano una traccia di feromoni sul substrato sul quale camminano insieme al filo di seta; infatti occludendo le filiere della femmina ricettiva si è visto che non vi è alcuna reazione da parte dei maschi collocati sullo stesso substrato sul quale è appena passata, mentre si ha una immediata risposta di corteggiamento quando alla stessa femmina si liberano di nuovo le filiere. Sono comunque necessari al corteggiamento anche segnali tattili, vibratori, visivi e acustici. Spesso la femmina non è passiva, risponde attivamente ai segnali maschili. I segnali vibratori e acustici sono particolarmente necessari in caso di incontri che avvengono di notte. Il repertorio di segnali del corteggiamento dei Lycosidae è veramente molto complesso e vario.

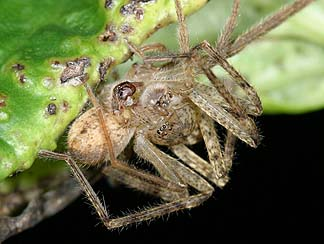
Accoppiamento fra due Pseudopoda spirembolus, ragni della famiglia Sparassidae

Nei Pisauridae invece il corteggiamento inizia con l'approccio da parte del maschio alla femmina tramite un dono, di solito una mosca avvolta nella seta, ma nei più evoluti rimane solo il simbolico involucro vuoto; l'accoppiamento avviene grazie al fatto che la femmina è distratta e pone la sua attenzione principalmente sul dono.

##### Terzo tipo
Nei Salticidae e negli Oxyopidae i segnali visivi sono i più importanti nel corteggiamento sebbene vi siano anche segnali tattili e chimici. I maschi compiono una vera e propria danza davanti alla femmina e spesso le estremità delle zampe più usate a questo scopo sono addirittura colorate.
Se la femmina rimane immobile o risponde con i segnali adeguati alla specie il maschio la tocca con le zampe anteriori e procede con l'accoppiamento. Pare che le femmine più giovani che abbiano appena mutato siano preferite dai maschi a quelle più vecchie; forse il segnale dei feromoni è più debole in queste ultime. Al riguardo, è interessante il caso di Phidippus johnsoni che cambia completamente sistema di corteggiamento se la femmina è fuori o è nascosta dentro un nido.
Se il corteggiamento ha successo il maschio inietta il suo sperma dai pedipalpi nella femmina attraverso l'apertura genitale della stessa, nota come epigino, posta sulla parte inferiore del suo addome. Gli apparati riproduttivi delle femmine variano da semplici tubi a sistemi che includono ricettacoli seminali nei quali le femmine immagazzinano lo sperma ricevuto e lo rilasciano quando sono fertili.

#### Accoppiamento

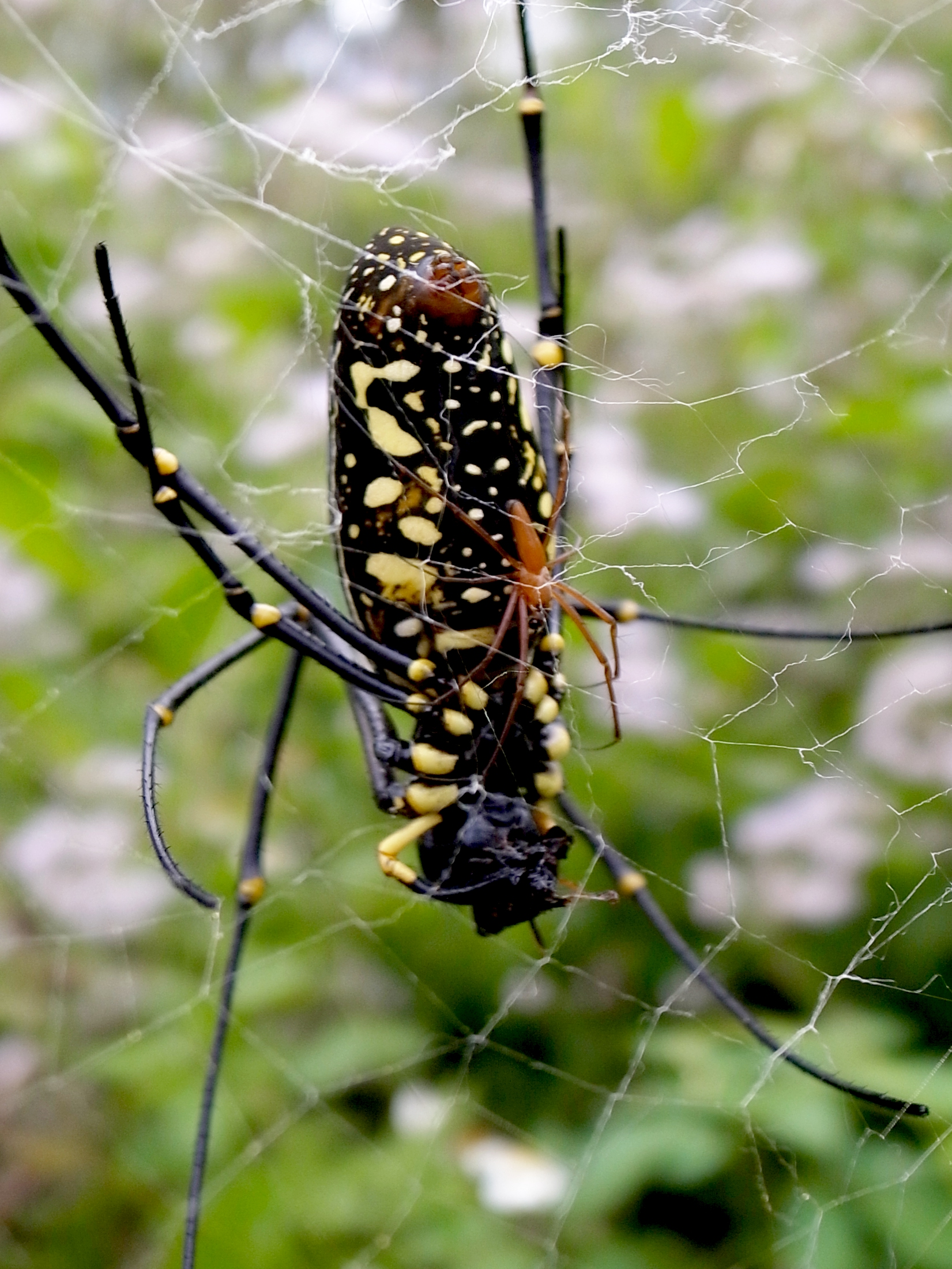
Accoppiamento sproporzionato fra due Nephila pilipes

Le molte variazioni delle posizioni dell'accoppiamento si possono riassumere in tre tipi fondamentali e uno inusuale:
1. Caratteristico dei ragni erranti più primitivi Mesothelae, Orthognatha e Haplogynae: il maschio si avvicina alla femmina di fronte, alza il suo prosoma e vi inserisce uno o entrambi i palpi nell'apertura genitale femminile.
2. Diffuso fra i ragni che tessono una ragnatela: l'incontro è sempre frontale ma avviene mentre i due partner sono appesi alla tela capovolti. Il maschio inserisce nella femmina i due palpi consecutivamente.
3. Riscontrato nei ragni erranti più evoluti: Clubionidae, Lycosidae, Salticidae e Thomisidae: il maschio si arrampica sul prosoma della femmina e si sporge dalla parte in cui vuole inserire il palpo provocando una torsione volontaria della femmina dalla stessa parte.
4. In Cheiracanthium, genere dei Cheiracanthiidae, viene posta in opera una quarta posizione: i ragni si accoppiano con le superfici ventrali a contatto.

All'interno di una stessa famiglia la posizione dell'accoppiamento non sempre è fissa. Ad esempio negli Agelenidae la posizione n. 3 è quella più comune ma in certe specie di Tegenaria adottano la n. 1.

#### Isacrificidel maschio
I ragni maschi del genere Tidarren amputano uno dei loro palpi durante la maturazione ed entrano nella vita adulta con un solo palpo. I palpi costituiscono il 20% della massa del corpo degli appartenenti a questo genere, e liberandosi di uno dei due palpi migliorano di molto la mobilità. Nella specie yemenita Tidarren argo, il palpo rimanente è strappato via dalla femmina dopo l'accoppiamento. Il resto di palpo strappato rimane nell'epigino della femmina per le successive quattro ore, a quanto pare continuando a funzionare indipendentemente. Nel frattempo la femmina si alimenta del maschio rimasto senza palpi.
In oltre il 60% dei casi la femmina del ragno australiano Latrodectus hasselti uccide e mangia il maschio dopo che questi ha inserito il secondo palpo nell'apertura genitale della femmina; in questo caso si osserva addirittura che i maschi cooperano cercando di offrirsi ai cheliceri della femmina, per fornire nutrimento alla futura prole. Alcune ricerche effettuate hanno mostrato che la maggior parte dei maschi non trova mai un'occasione per accoppiarsi e i pochi che vi riescono aumentano le probabilità di avere una discendenza assicurandosi che la femmina sia ben nutrita.

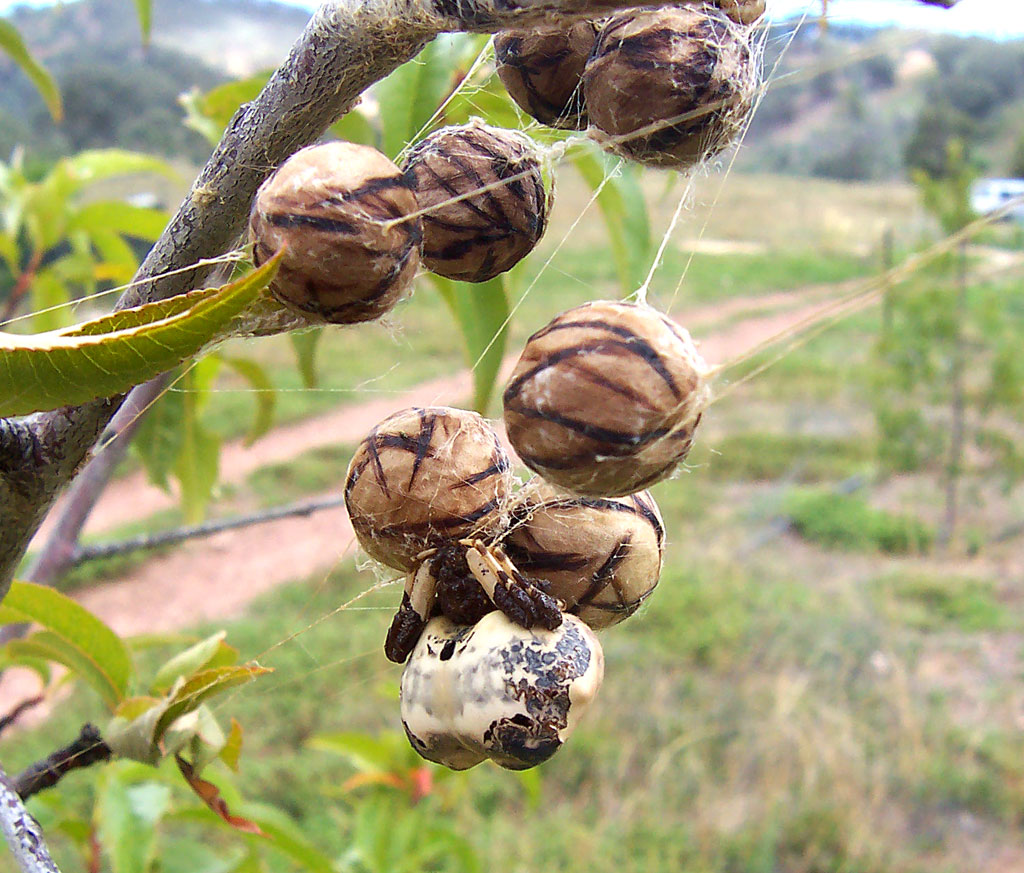
Un ragno del genere Celaenia attacca grossi sacchi ovigeri a una ragnatela

Nella norma dei casi, comunque, i maschi di parecchie specie scampano a più accoppiamenti, limitati principalmente dalla loro vita di breve durata. Alcuni riescono a vivere senza correre pericoli anche per qualche tempo nelle ragnatele insieme con le femmine. Anche per i maschi che eseguono riti di corteggiamento, si hanno casi (ad esempio la vedova nera) in cui rischiano comunque di essere divorati dopo l'accoppiamento; mentre in altri i maschi cercano di tenere a bada la femmina eseguendo il rituale di legare e di sottomettere la partner (più che altro simbolico visto che la femmina è ampiamente in grado di liberarsi in qualunque momento).

#### La deposizione delle uova
La maggior parte delle specie della famiglia Pholcidae depone le uova nel terreno in piccole masserelle collegate fra loro, ma costituisce un'eccezione rispetto alla totalità dei ragni.

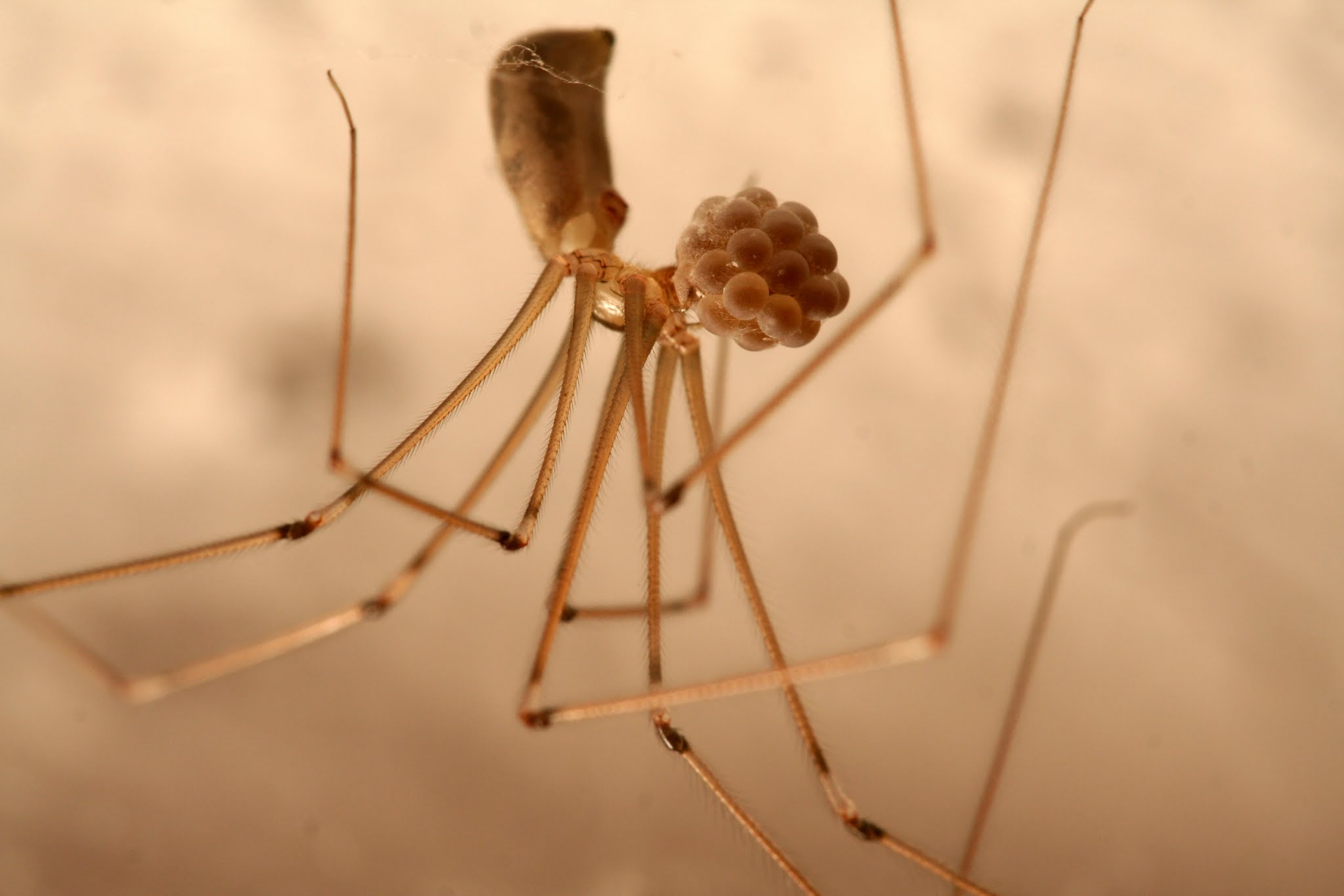
Femmina di Pholcus phalangioides mentre trasporta le uova

Infatti la grande maggioranza delle femmine depone fino a 3 000 uova alla volta in uno o più sacchi ovigeri avvolti dalla seta, e si adoperano per mantenerli a un livello abbastanza costante di umidità.

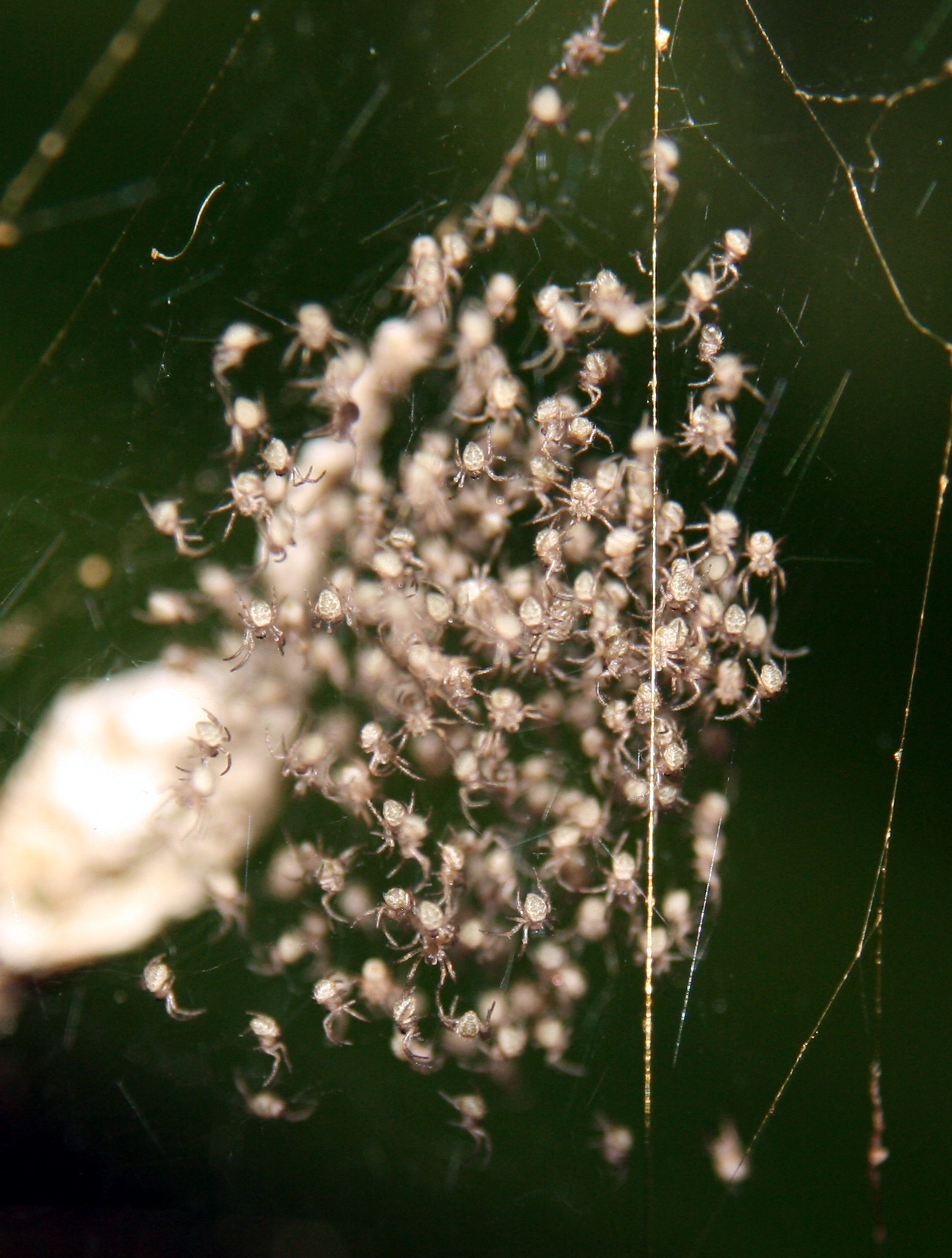
Piccoli di Gasteracantha mammosa in prossimità del loro sacco ovigero

Il sacco ovigero (cocoon - bozzolo - in lingua inglese) viene intessuto dalla femmina in varie forme a seconda della specie: può essere da sferico a emisferico, da cilindrico a fusiforme; quando viene deposto nel terreno è ricoperto di terriccio o di foglioline per mimetizzarlo con l'ambiente. Il colore della seta che avvolge il sacco ovigero può essere bianco, rosa, o anche giallo paglierino. I ragni della famiglia Theridiidae costruiscono un solo bozzolo in cui più femmine depongono le uova. Nella famiglia Salticidae molte specie proteggono i sacchi ovigeri legandoli alla loro ragnatela o nascondendoli in tane apposite, portandoli fra i cheliceri o legandoli alle filiere e trascinandoli con sé.

#### I piccoli di ragno
I piccoli di ragno passano tutti i loro stadi larvali nelle uova e ne escono fuori come ragnetti, molto piccoli e sessualmente immaturi ma di aspetto e forma del tutto simile a quella degli adulti. Alcuni ragni mostrano delle cure parentali per i loro giovani, come ad esempio i ragni-lupo che, rendendo ruvidi i peli del loro dorso, vi covano sopra i piccoli ragnetti che riescono a restare abbarbicati alla madre, mentre le femmine di alcune specie rispondono al comportamento mendicante dei loro giovani dandogli la propria preda o rigurgitando del cibo già ingerito.

### Muta dei ragni

#### Preparativi

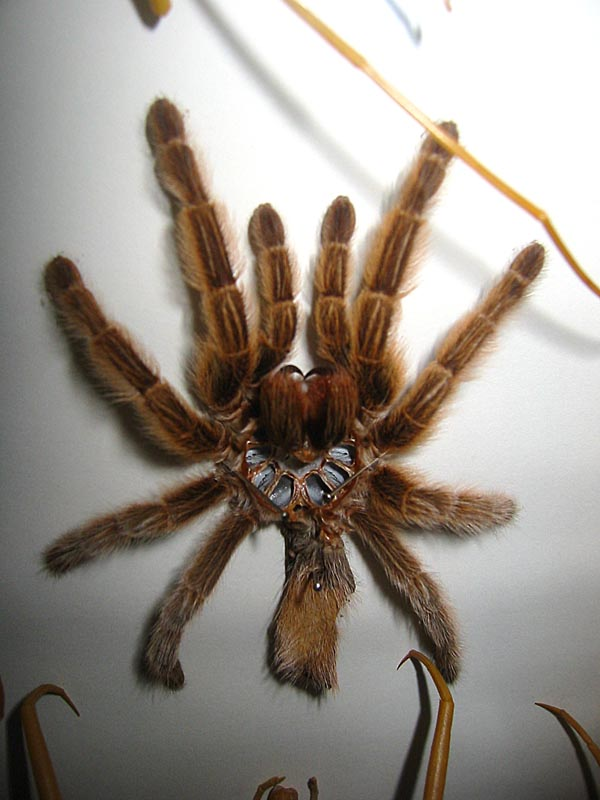
Esuvia di una tarantola eliminata dopo aver effettuato la muta

Come gli altri artropodi, i ragni effettuano la muta nel crescere in quanto le loro cuticole non sono estensibili. In alcune specie i maschi approfittano di una femmina che ha fatto da poco la muta per accoppiarsi con meno rischio di essere divorati in quanto essa è indebolita per lo sforzo fatto. Nei ragni di dimensioni medio-grandi ci si può accorgere dell'inizio della muta ponendo attenzione ad alcuni particolari: l'animale smette di alimentarsi per un periodo che va da due settimane a qualche mese (dipende dalla specie). Questo prolungato digiuno è segno che il ragno ha accumulato tutte le sostanze necessarie per avviare una nuova fase di accrescimento che culmina con la muta. Inoltre diventa meno aggressivo del solito e le specie che sono solite produrre tela costruiscono una struttura apposita dove riporsi in attesa di questo cambiamento. I dettagli fisici esterni da cui possiamo intuire che è prossima la muta comprendono un opistosoma più grosso del solito, in evidenza soprattutto se il ragno è giovane, e la perdita dei peli urticanti che lo fa divenire glabro a chiazze. Proprio la colorazione di queste zone ci aiuta a comprendere quando il ragno è prossimo alla muta: quando la colorazione passa dal colore rosa chiaro al grigio scuro, ciò è segno di una forte idratazione della pelle, necessaria perché si possa staccare dall'epidermide sottostante. Appena poco prima della muta alcuni ragni costruiscono con le filiere un tappetino di seta abbastanza fitto; ad esempio, la Lasiodora parahybana vi depone all'intorno i peli urticanti che va perdendo dall'opistosoma al fine di scoraggiare eventuali predatori che volessero attaccarla in questo momento di alta vulnerabilità.

#### La muta
A questo punto il ragno si sdraia supino in modo da avere la possibilità di muovere più agevolmente le zampe. Poi, grazie ad alcuni enzimi, la parte superiore del cefalotorace si spacca consentendo al ragno di sgusciare fuori dalla vecchia pelle un poco alla volta con movimenti lenti. La pelle dell'opistosoma si spacca lateralmente e quindi vengono rinnovati anche organi esterni come le filiere e i polmoni a libro. Nel caso abbia subito mutilazioni in passato, il ragno è in grado di ricostruire l'arto mancante, anche se inizialmente sarà di dimensioni più piccole degli altri, dimensioni che recupererà una muta dopo l'altra. La frequenza con cui i ragni compiono la muta varia a seconda dell'età, della specie e delle condizioni alimentari: ragni giovani effettuano le mute più di frequente, a volte anche a distanza di un mese, in modo da raggiungere dimensioni che rendano più difficile la predazione da parte di altre specie. Gli esemplari adulti, invece, ne effettuano una o due all'anno, soprattutto a seconda delle condizioni alimentari. I ragni arboricoli e terrestri delle zone tropicali sono più veloci nella crescita e nelle mute avendo una maggiore costanza di alimenti disponibili lungo tutto l'arco dell'anno.

### Dimensioni

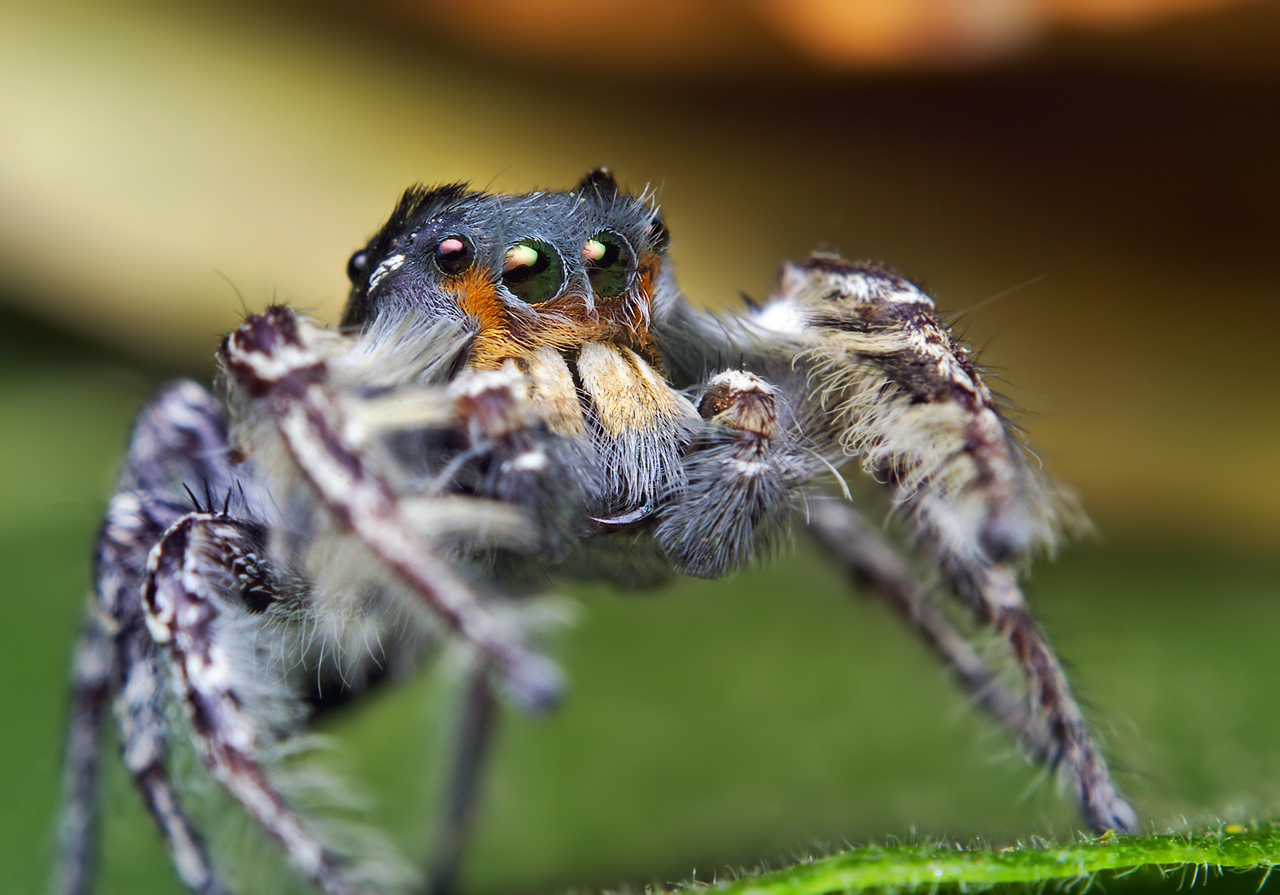
Phidippus putnami può essere tranquillamente annoverato fra i ragni più piccoli

I ragni sono presenti in natura in una grande varietà di dimensioni. Parte dei ragni di piccole dimensioni appartengono alla sottofamiglia delle Erigoninae, detti anche ragni nani, la cui lunghezza del corpo è di poco inferiore al millimetro; il Patu marplesi, appartenente alla famiglia Symphytognathidae, e comune nella Samoa Occidentale, ha una dimensione di mezzo millimetro. Il record attuale appartiene alla specie Patu digua, con esemplari di 0,37 mm.

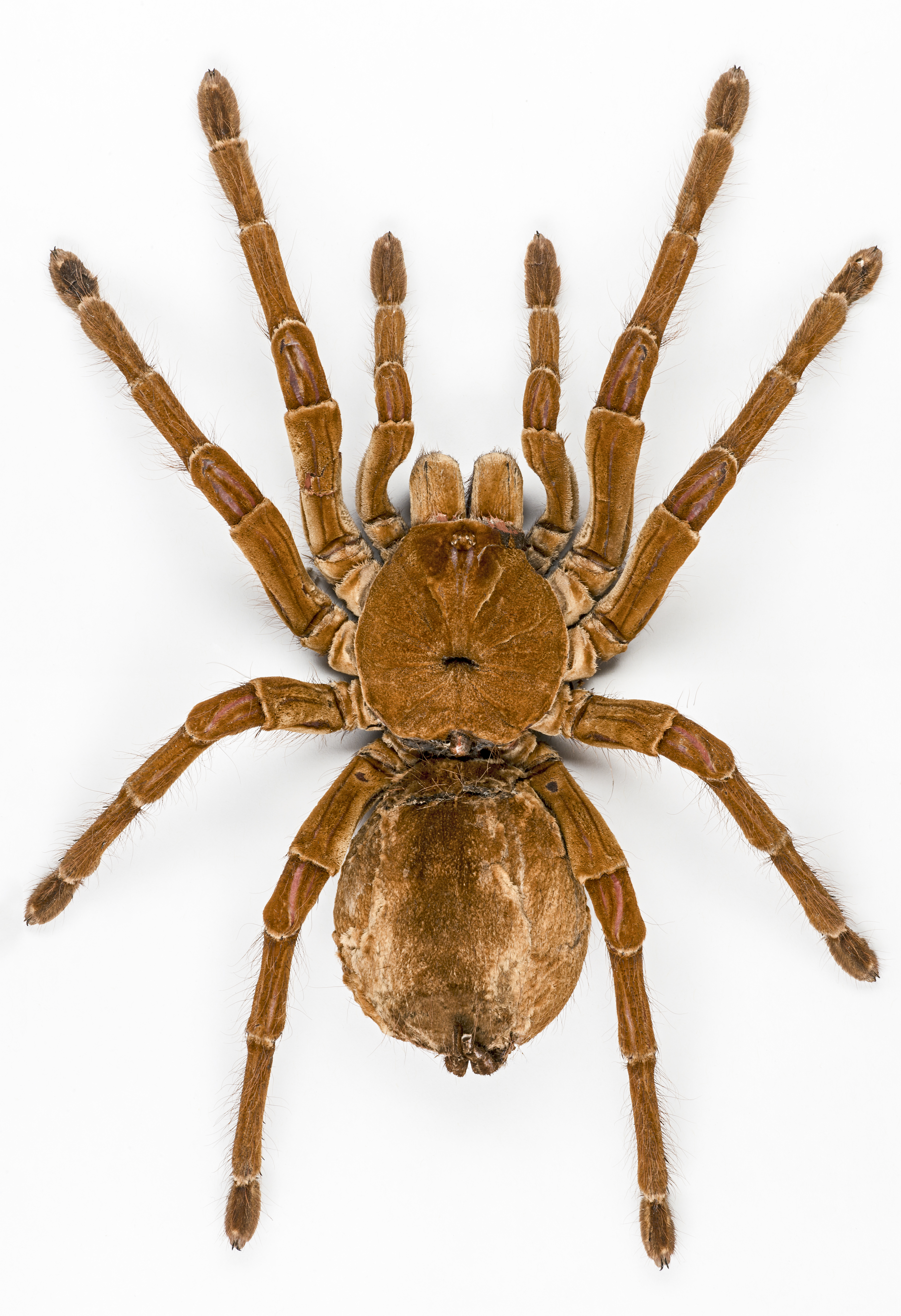
Theraphosa blondi, il ragno più grande conosciuto

I ragni più grandi e più pesanti, invece, sono annoverati fra le tarantole che possono raggiungere un bodylength, cioè una lunghezza del solo corpo, di 90 millimetri e una legspan, cioè la distanza massima fra le punte delle zampe distese, di oltre 250 millimetri. I ragni più grossi conosciuti appartengono al genere Theraphosa (Theraphosa blondi e Theraphosa apophysis) delle foreste della Guyana: sono stati ritrovati degli esemplari che raggiungevano i 30 cm di legspan. Il primato effettivo sembra appartenere a un esemplare di Theraphosa apophysis (negli anni novanta del secolo scorso era denominata Pseudotheraphosa apophysis, poi il genere dal 2001 è confluito in Theraphosa) che misurava ben 33 centimetri di legspan.

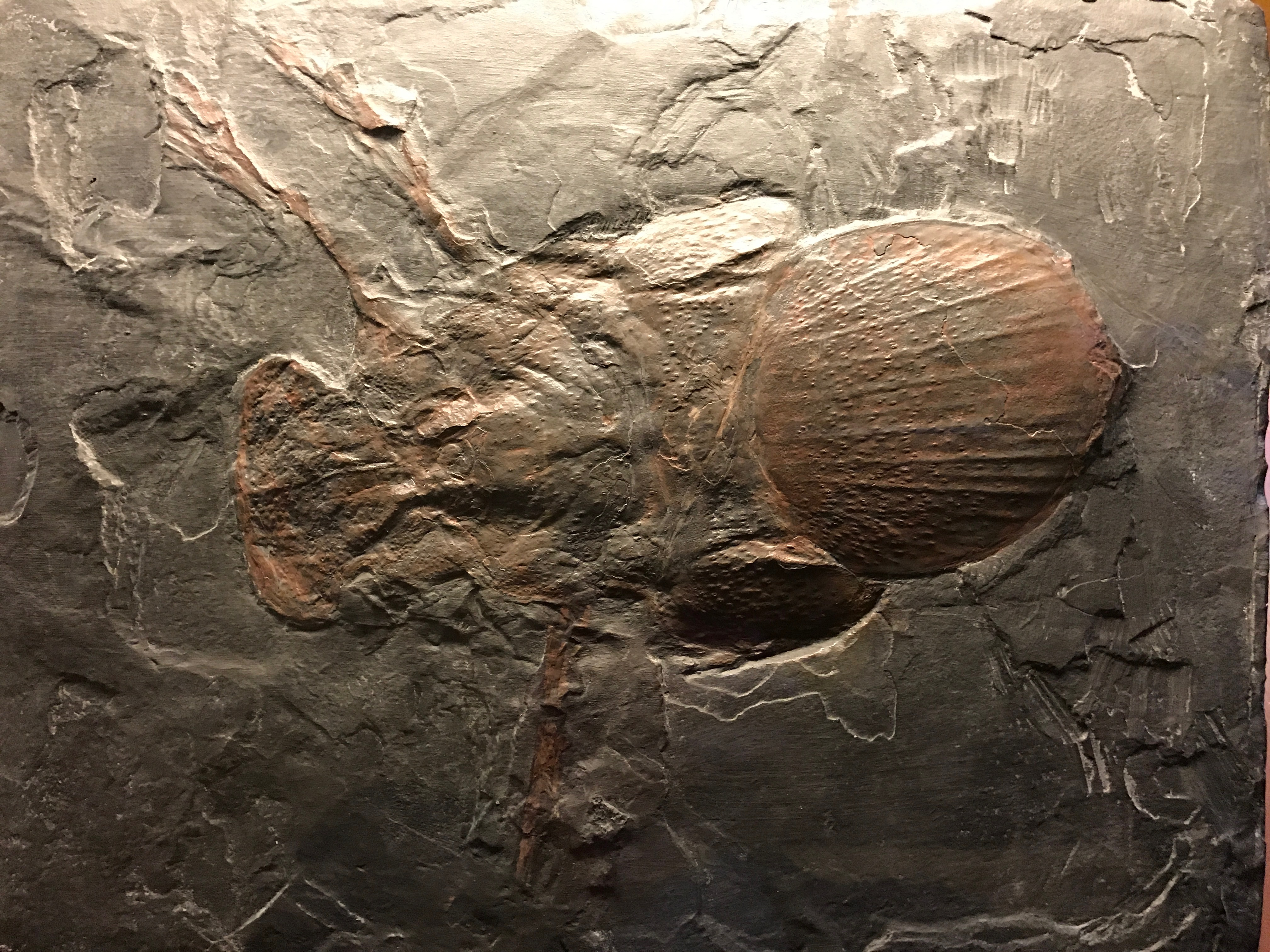
Megarachne servinei sp., l'aracnide fossile più grande conosciuto

Per quanto riguarda i ragni fossili alcuni esemplari del genere Megarachne studiati nel 1980 e risalenti al periodo Carbonifero raggiungevano una legspan di ben 80 centimetri; nel 2005, uno studio più accurato e approfondito su questi esemplari ha portato a classificarli come Eurypterida, classe di artropodi chelicerati aventi alcune affinità con gli Araneae.

### Colorazione

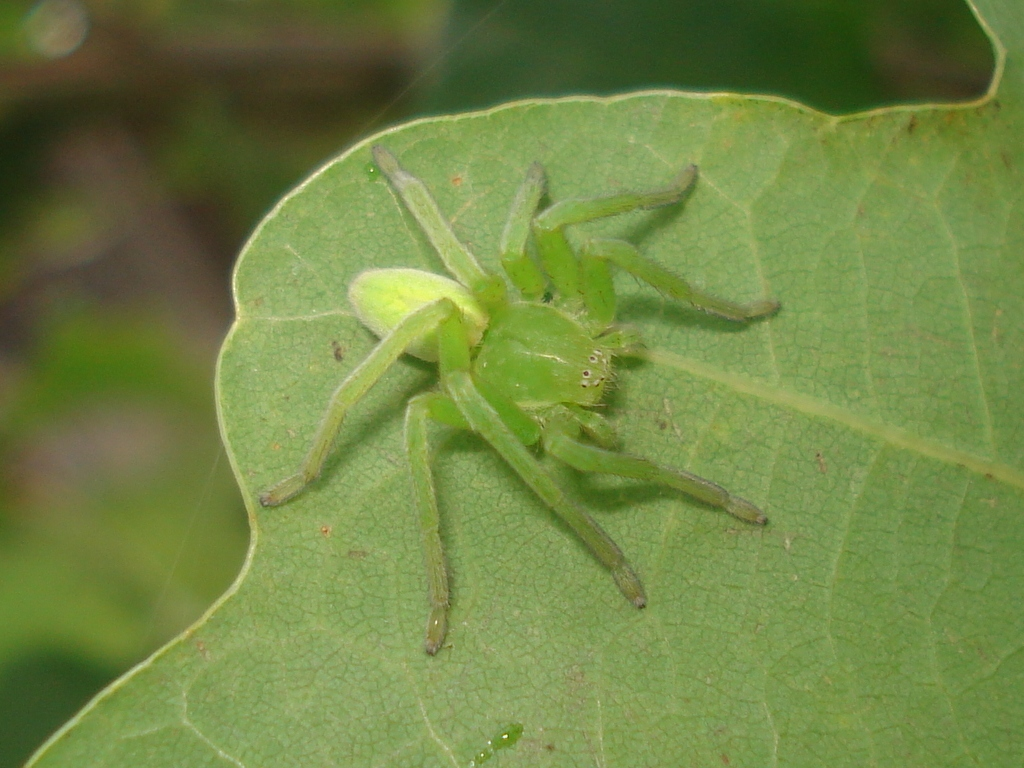
Micrommata virescens, ragno delle Sparassidae dal colore verde chiaro, dovuto alla presenza di biline

Sono state identificate finora solo tre classi di pigmenti nei ragni: gli ommocromi, responsabili di una grande varietà di colori negli occhi, le biline e la guanina, anche se altri pigmenti sono stati scoperti ma non ancora caratterizzati. Le melanine, i carotenoidi e le pterine, che sono molto comuni in altri animali, nei ragni sono completamente assenti. In alcune specie l'esocuticola delle zampe e il prosoma vengono modificate da un processo simile a quello della concia, dando luogo a una colorazione marrone.
Le biline sono state ad esempio rinvenute in Micrommata virescens e sono la causa della sua colorazione verde acceso. La guanina è responsabile per le chiazze bianche del ragno comunissimo Araneus diadematus e in molte specie viene accumulata in cellule specializzate chiamate guanociti. In generi quali Tetragnatha, Leucauge, Argyrodes o Theridiosoma, la guanina è responsabile del loro aspetto argenteo. La guanina, originariamente, è un prodotto finale del metabolismo di una proteina e quindi diviene prodotto di scarto per la maggior parte degli animali. Alcuni ragni, invece, hanno imparato a conservarla e a depositarla nell'organismo per poterla poi utilizzare all'occorrenza. I colori strutturali che si manifestano nelle varie specie, così importanti per il riconoscimento tassonomico di molte di esse, sono il risultato della diffrazione, diffusione e interferenza della luce, ad esempio, nella modifica delle setae e del corpo. Il prosoma bianco dell'Argiope è dovuto a peli che riflettono la luce del Sole; sia il genere Lycosa sia il genere Josa hanno aree di cuticola modificata che fungono da piccoli riflettori della luce naturale.

### Orifizi

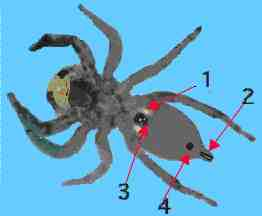
Una Pardosa sp. vista ventralmente; si riconoscono i seguenti orifizi: 1. polmoni a libro, 2. filiere, 3. epigino, 4. trachea

Nei ragni possiamo distinguere i seguenti orifizi:
- La bocca, di piccole dimensioni, è l'apertura fra le gnathocoxae ed è l'unico orifizio che non è posto ventralmente.
- L'orifizio genitale si apre nella parte ventrale dell'opistosoma più vicina al pedicello; nelle femmine è ricoperto dalla piastra detta epigino.
- Gli ingressi a forma di fessura o lamellare dei polmoni a libro, da due a quattro, sono posti ai lati dell'epigino.
- La parte terminale della trachea, detta stigma tracheale, è posta nella parte centrale dell'opistosoma, poco più in basso dell'orifizio genitale.
- Gli orifizi di forma conica, detti filiere, dai quali viene secreta la seta sono situati nella parte terminale dell'opistosoma.
- L'ano, per l'escrezione dei residui non digeriti, è situato poco sopra le filiere.[28]

## Ecologia e comportamento

### Nutrizione senza predazione
Normalmente i ragni sono considerati predatori di altri animali, tuttavia esistono alcune eccezioni: ad esempio, il ragno salticida Bagheera kiplingi ottiene il 90% del suo cibo da materiale vegetale abbastanza solido prodotto dalle acacie in mutua relazione simbiotica con una specie di formica del genere Pseudomyrmex.
Le forme giovani (dette juvenilia) di alcuni ragni delle famiglie Anyphaenidae, Corinnidae, Clubionidae, Thomisidae e Salticidae si alimentano col nettare secreto dalle piante. Studi di laboratorio mostrano che si comportano così intenzionalmente, per lunghi periodi e, mentre si alimentano, provvedono anche a una pulizia periodica del loro corpo. Questi ragni preferiscono anche soluzioni zuccherine ad acqua semplice, il che indica che sono alla continua ricerca di nutrienti. Siccome molti ragni hanno abitudini notturne è probabile che sia stato sottostimato il loro ricorso al consumo di nettare. Il nettare contiene amminoacidi, lipidi, vitamine, sali minerali oltre a zucchero e vari studi hanno dimostrato che, quando queste integrazioni alimentari sono disponibili, i ragni riescono a vivere più a lungo. Dal punto di vista strettamente ergonomico il ragno, alimentandosi di nettare, evita i rischi di lotte con le prede e il dispendio energetico nel produrre veleno ed enzimi digestivi.
Diverse specie di ragni sono note per alimentarsi di artropodi morti (saprofagia), della seta delle ragnatele e anche delle loro cuticole esterne dopo la muta. Il polline intrappolato nella ragnatela può essere mangiato e vari studi hanno dimostrato che i giovani ragni che hanno potuto nutrirsi di polline hanno migliori possibilità di sopravvivenza. In cattività si hanno diverse notizie attendibili di ragni che si cibano anche di banane, marmellate, salsicce e latte. Tutto ciò è meno insolito di quanto si pensi: fra gli insetti, gli esemplari giovani di una specie di mantide religiosa, si nutrono attivamente di polline, proprio come si comportano alcuni ragni adulti che catturano insetti all'interno dei fiori, (Thomisidae, ad esempio), cibandosi anche del polline per integrare l'alimentazione.

### Tecniche predatorie
In agguato sulle ragnatele
Il metodo più classico e più famoso di un ragno per catturare la preda è la costruzione di una fitta ragnatela composta da fili ricoperti di sostanze collanti e aderenti. La grande varietà di disposizioni e strutture delle ragnatele permette ai di ragni di intrappolare specie di insetti diversi nella stessa area; ad esempio ragnatele costruite orizzontalmente fra le foglie intrappolano insetti che volano dalla vegetazione interna verso l'alto, mentre ragnatele verticali o poco inclinate consentono di catturare insetti che volano orizzontalmente. I ragni costruttori di ragnatele hanno la vista poco acuta, ma in compenso una sensibilità eccezionale alle vibrazioni della ragnatela stessa.

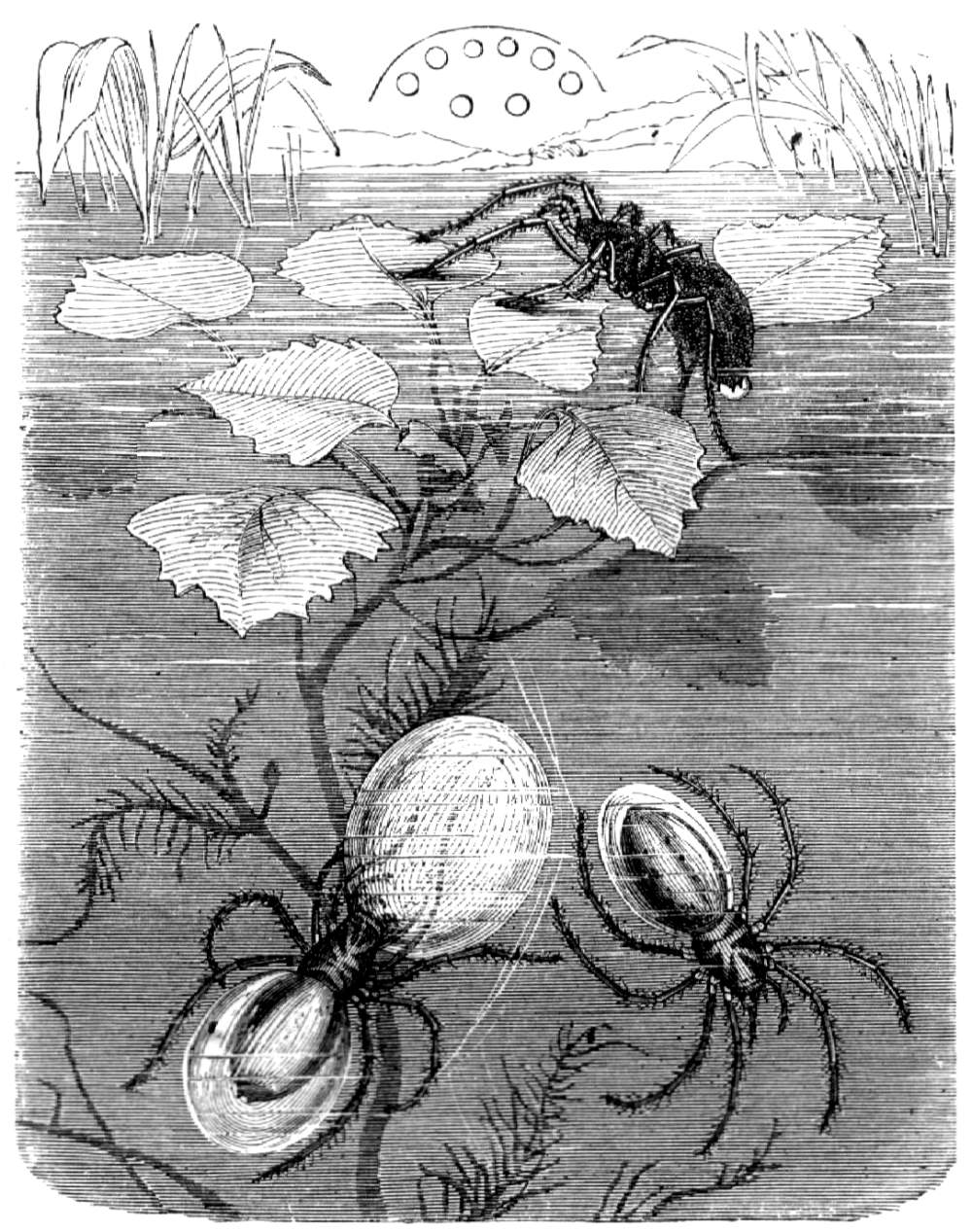
Argyroneta aquatica in immersione subacquea

Le femmine del ragno d'acqua Argyroneta aquatica costruiscono una ragnatela a forma di campana di immersione subacquea che riempiono d'aria e usano per digerire le prede, mentre fanno la muta, quando si accoppiano e allevano i piccoli. In pratica vivono quasi completamente all'interno di queste campane; ne escono solamente per cacciare le prede che si imbattono nella struttura della campana stessa o nei fili che l'ancorano. Alcuni ragni usano le superfici placide di laghi e stagni a guisa di ragnatele: quando due insetti lottando tra loro finiscono sul pelo dell'acqua, il ragno sente le vibrazioni che causano agitandosi e accorre per assalirli.
Ragnatele mobili e semi-mobili

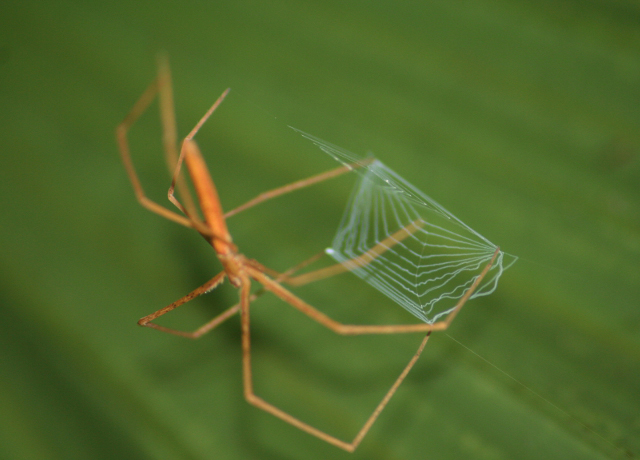
Deinopis spinosa costruisce la tela portatile e rimane in agguato per poterla lanciare sulla preda al fine di catturarla

Vi sono inoltre ragni che tessono piccole ragnatele, aderenti a una o più zampe, mobili o semimobili, che manipolano per catturare le prede: in pratica distendendo le zampe, la ragnatela si tende in tutta la sua ampiezza; ripiegando le zampe, la tela si affloscia. Quelli del genere Hyptiotes e i ragni della famiglia Theridiosomatidae tendono fortemente le loro tele per poi rilasciarle quando una preda le colpisce, tuttavia non trasportano attivamente la tela con loro, fabbricandola nuova di volta in volta. Le specie della famiglia Deinopidae tessono tele molto piccole, le tengono distese fra le loro due prime paia di zampe e le spingono in avanti fino a due volte la lunghezza del proprio corpo per intrappolare la preda; questa tecnica può aumentare la superficie occupata dalle tele stesse anche di un fattore dieci. Alcuni esperimenti hanno dimostrato che la Deinopis spinosa ha due diverse tecniche per intrappolare la preda: zampate all'indietro per prendere insetti volatori che individua attraverso le vibrazioni e zampate in avanti per afferrare prede che camminano sul terreno. Queste due tecniche sono state osservate anche in altri deinopidi. Gli insetti che camminano sul terreno costituiscono la maggior parte delle prede dei Deinopidae, ma popolazioni di Deinopis subrufus si cibano principalmente di ditteri tipulidi che afferrano menando zampate all'indietro.

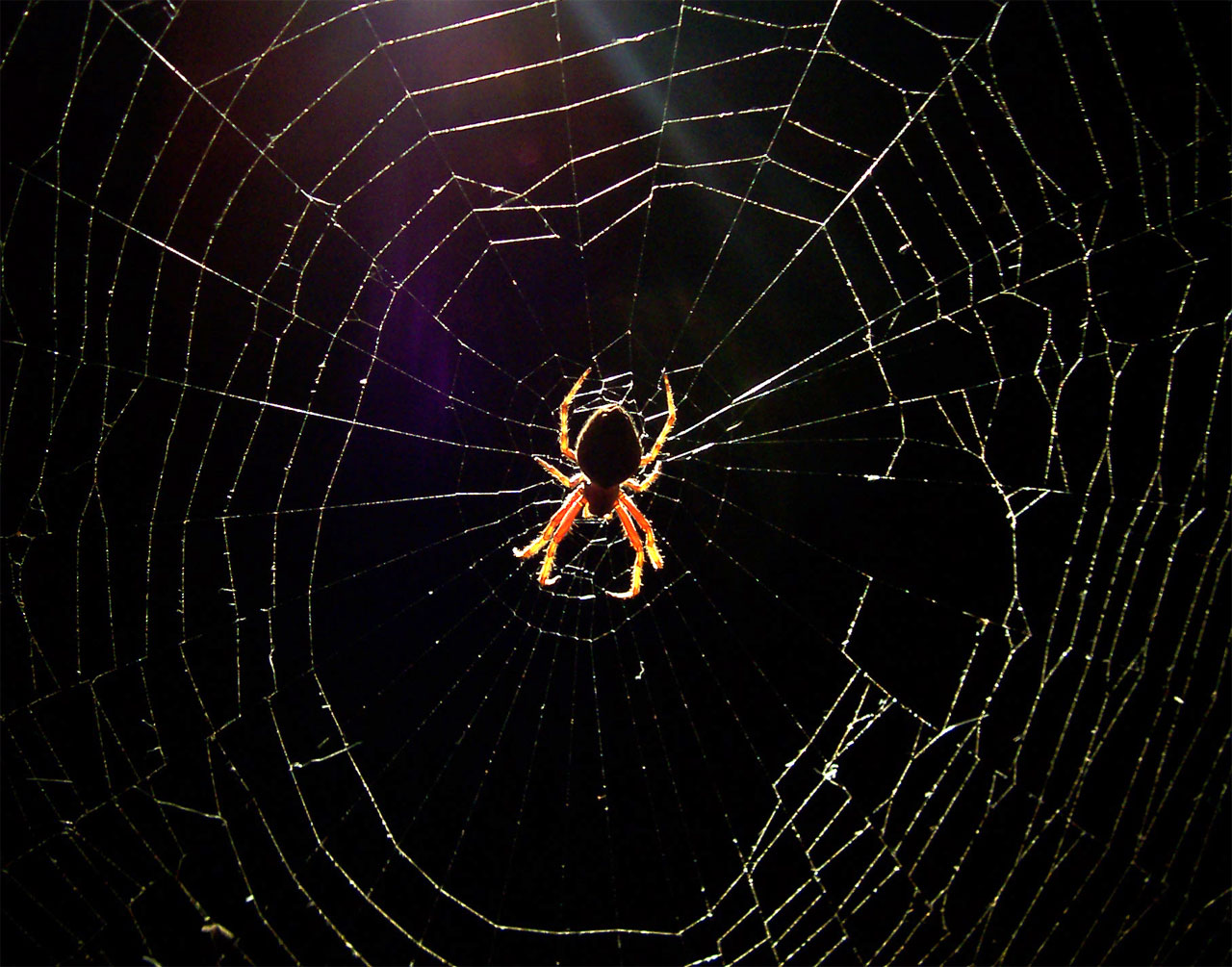
Eriophora transmarina in agguato sulla tela

Le femmine mature del genere Mastophora costruiscono ragnatele che constano di una singola linea trapezoidale che pattugliano da un lato all'altro. Costruiscono anche una bolas di forma sferica utilizzando un singolo filo che ha la forma di una punta cui è legata una grande palla di seta appiccicaticcia e bagnata al tatto. Emettono composti chimici che sono molto simili ai feromoni delle falene, e poi appendono le bolas alla tela. Anche se approssimativamente il 50% delle loro zampate va a vuoto, riescono a prendere in una notte la stessa quantità di prede di un ragno che tesse una tela orbicolare di uguali dimensioni. Se in circa trenta minuti non hanno catturato una preda con questo sistema, reingeriscono la bolas per poi secernerla di nuovo, dopo essere rimasti per un po' inattivi.
Gli esemplari maschi adulti e giovani sono troppo piccoli per costruire le bolas, ma rilasciano feromoni di diverso tipo in grado di attirare falene volanti e le afferrano con le due paia di zampe anteriori.

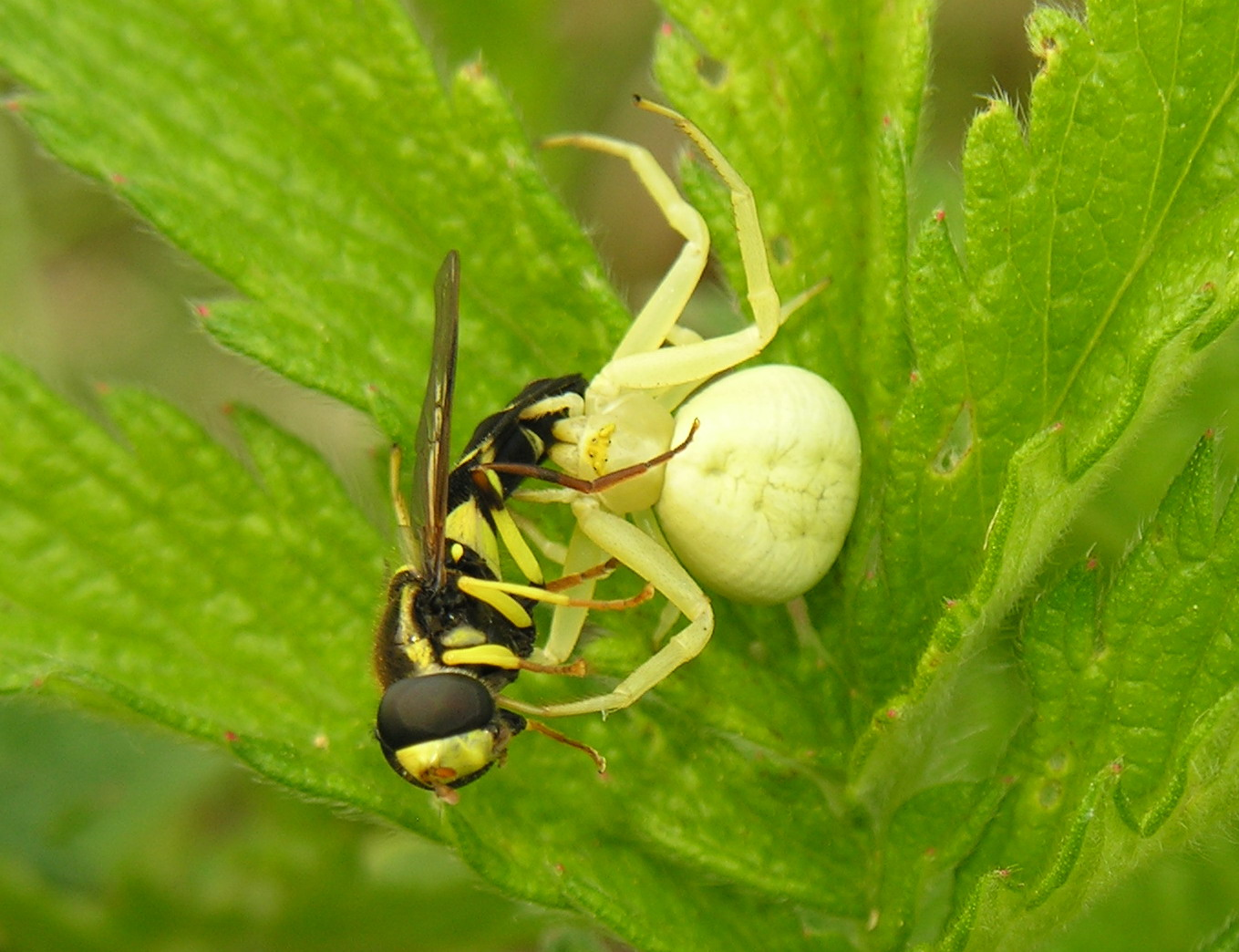
Misumena vatia ha predato un sirfide

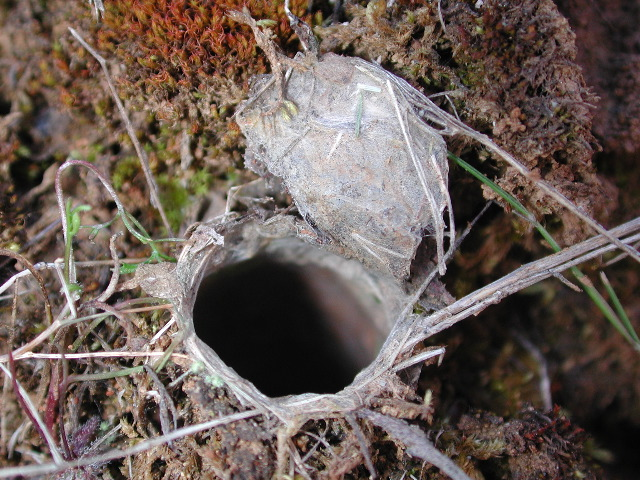
Esempio di cunicolo a "porta-trappola" aperta costruito da un ragno delle Cyrtaucheniidae

I primitivi Liphistiidae, costruiscono dei cunicoli nel terreno per intrappolare le prede come le famiglie Ctenizidae, Cyrtaucheniidae e alcune tarantole; l'imboccatura del cunicolo viene celata alla vista coprendola con una "porta" costituita da foglie morte, imbottitura di materiali morbidi e terriccio, con un aggancio al cunicolo in modo da potersi aprire repentinamente per poter afferrare la preda. Nell'area circostante la "porta-trappola" il ragno estende fili molto sottili il cui minimo movimento viene percepito. Quando la preda passa su questi fili, il ragno, in agguato nel cunicolo, sbuca fuori nella direzione della preda afferrandola e portandola con sé nel cunicolo.
Nascosti in agguato
Altri predatori in agguato, inclusi i Thomisidae detti ragni-granchio, fanno a meno di tali aiuti; alcune specie per predare le api, che hanno un'ottima visione nell'ultravioletto, riescono ad adeguare l'indice di riflessione nell'ultravioletto per mimetizzarsi completamente nei fiori in cui si sono appostate. Essi sono in grado di cambiare colore in pochi giorni per adeguarsi al colore del fiore sul quale si trovano. Lycosidae, Salticidae e Thomisidae catturano la preda inseguendola e fanno principalmente affidamento sulla vista per localizzarla con precisione. Alcuni ragni semi-acquatici, che solitamente vivono vicino a fiumi e stagni nel Nord America, specialmente nelle paludi della Florida, e di dimensioni piuttosto grandi, si ancorano con le zampe posteriori a una pietra o una pianta, e tengono quelle anteriori a filo d'acqua in attesa della preda talvolta costituita da piccoli pesci d'acqua dolce, come il Gambusia affinis, che riescono a catturare, portare fuori dall'acqua e tramortire con le neurotossine prima di mangiarli.
Tattiche predatorie istintive

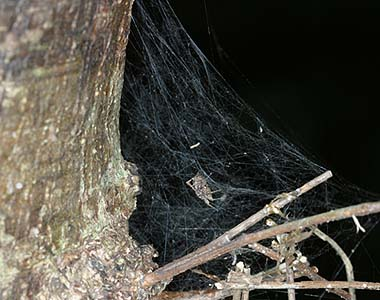
I ragni del genere Portia adoperano le ragnatele, molta astuzia e tattiche versatili per sopraffare la preda

Fra i ragni salticidi quelli del genere Portia sembrano cacciare usando una certa intelligenza, aggirando le loro vittime o adescandole fuori dalle loro ragnatele per poterle predare. Studi di laboratorio hanno mostrato che le tattiche istintive adoperate da questi ragni sono punti di partenza per approcci del tipo prova e sbaglia, che consentono loro di imparare molto rapidamente come affrontare prede sempre diverse. Il loro atteggiamento porta comunque a ritenerli pensatori relativamente lenti, cosa che non deve certo sorprendere in quanto i loro cervelli sono enormemente più piccoli di quelli dei mammiferi che adottano tecniche di caccia non molto più sofisticate.
Mimetizzazione

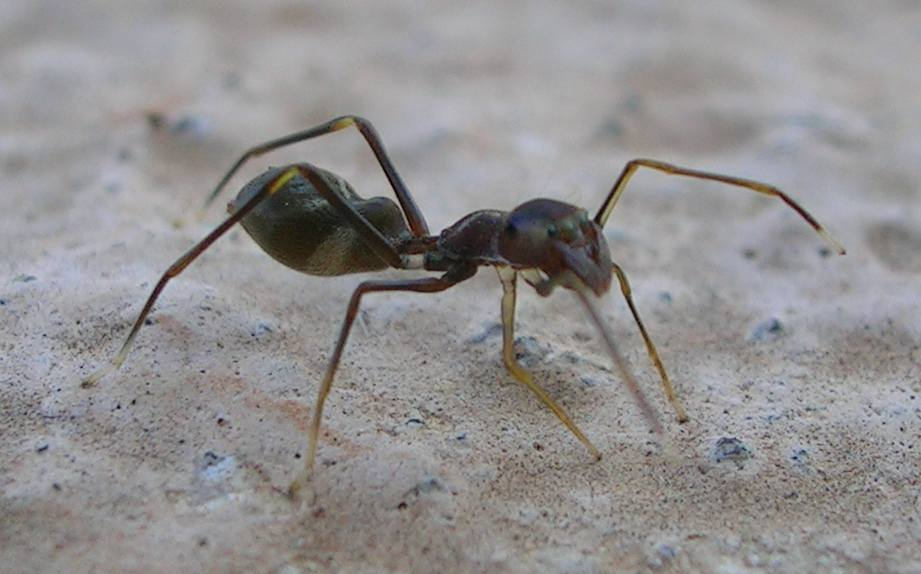
Ragno appartenente al genere Myrmarachne

I ragni del genere Myrmarachne, detti anche ragni imitatori di formiche, per adattarsi a questo ruolo hanno subìto modifiche decisive: sviluppano addomi più magri e pseudo-vite nel cefalotorace per imitare nel modo più preciso possibile le tre regioni distinte del corpo di una formica; tengono sempre puntato verso l'alto il primo paio di zampe per imitare l'aspetto delle antenne di questi insetti, particolare anatomico che nei ragni manca del tutto, e nello stesso tempo nascondono alla formica incontrata di avere otto zampe invece di sei; inoltre sviluppano un paio di occhi rotondi di colore uniforme per nascondere di averne otto o sei semplici, mentre le formiche ne hanno due composti; infine ricoprono il loro corpo con peli che riflettono la luce per assomigliare ai corpi generalmente lucidi delle formiche.
In alcune specie di ragni i maschi e le femmine imitano specie diverse di formiche, anche perché usualmente le femmine dei ragni sono di dimensioni maggiori dei maschi. Queste specie di ragni cambiano sovente anche il loro comportamento per adeguarlo maggiormente a quello delle formiche e farsi accettare come una di loro; ad esempio molti adottano un modello di movimento a zig-zag, se hanno la capacità di saltare evitano di farlo in presenza delle formiche; e i ragni del genere Synemosyna camminano sull'orlo esterno delle foglie allo stesso modo delle formiche del genere Pseudomyrmex. In molti ragni e artropodi l'adattamento a imitare le formiche può anche servire da deterrente visivo nei confronti di vari predatori quali uccelli, lucertole e altre specie di ragni. Buona parte di queste specie comunque preda direttamente le formiche o le parassita come se fossero afidi. Ancora da menzionare il comportamento dei ragni del genere Amyciaea, anch'essi mirmecofagi, che, per quanto dissimili dalle formiche Oecophylla, mentre sono in caccia sanno imitare perfettamente la posa morente di quelle formiche, attirando così l'attenzione delle formiche operaie che appena si avvicinano vengono predate. Dopo l'uccisione di una formica alcuni di questi ragni la tengono fra loro e le altre formiche per evitare di essere riconosciuti come estranei e quindi attaccati.

### Tattiche difensive

#### Colorazione mimetica

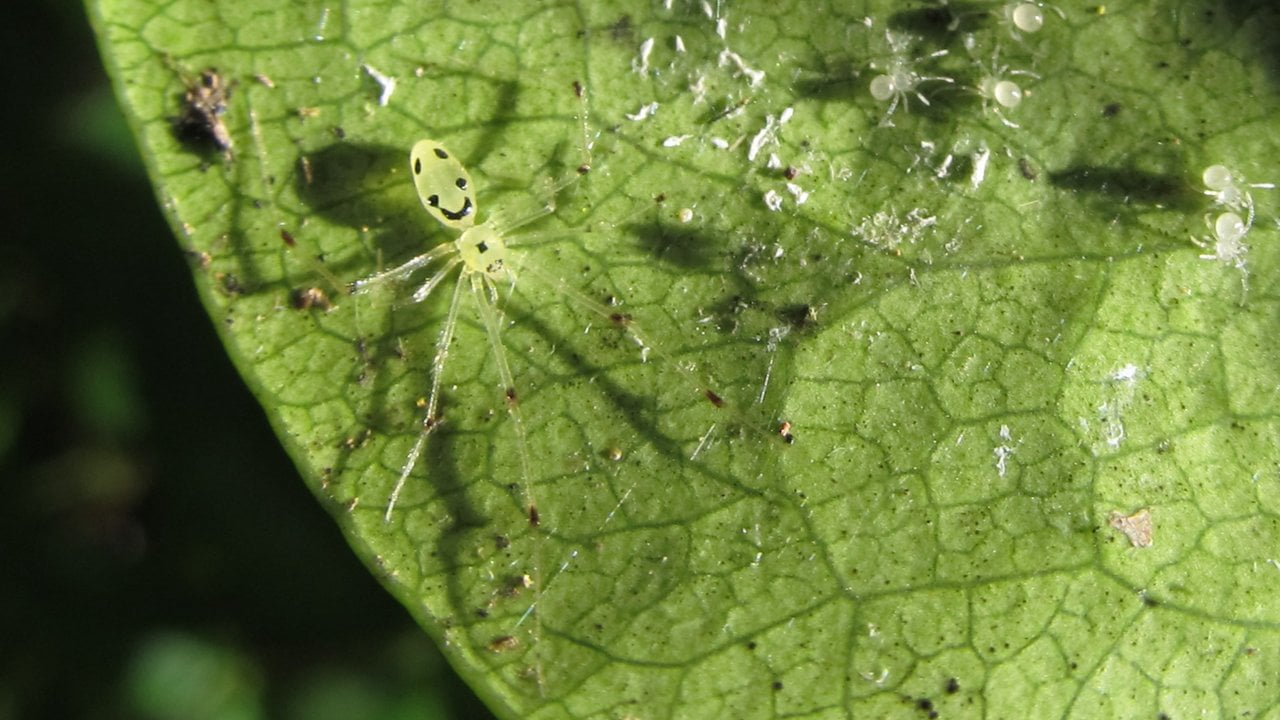
Schemi di colorazione del ragno Theridion grallator, lo rendono poco riconoscibile dal resto della foglia

Si ritiene che la colorazione dei ragni sia un camuffamento che li aiuti a evitare i loro predatori più pericolosi quali uccelli e vespe parassite, i quali hanno una buona visione dei colori. La maggior parte delle specie dei ragni è colorata in modo da mascherarsi bene nel fogliame o nel terreno e attirare poco l'attenzione; alcune specie, al contrario, hanno una colorazione accesa con strisce e macchie che tendono a separare i contorni dell'animale e darne una visione non conforme. In alcune specie come il ragno Theridion grallator, endemico delle isole Hawaii, molti schemi di colorazione sono presenti in un rapporto che sembra rimanere costante, e questo costituisce senz'altro una difficoltà per il predatore nel riconoscere chiaramente l'animale. La maggior parte dei ragni non sono pericolosi o di sapore sgradevole o repellente, però la colorazione sgargiante che esprimono offre loro un certo beneficio. Comunque le specie in possesso di veleno mortale, mascelle potenti e peli urticanti hanno colori alquanto vistosi e, se minacciati, non esitano a metterli in mostra.

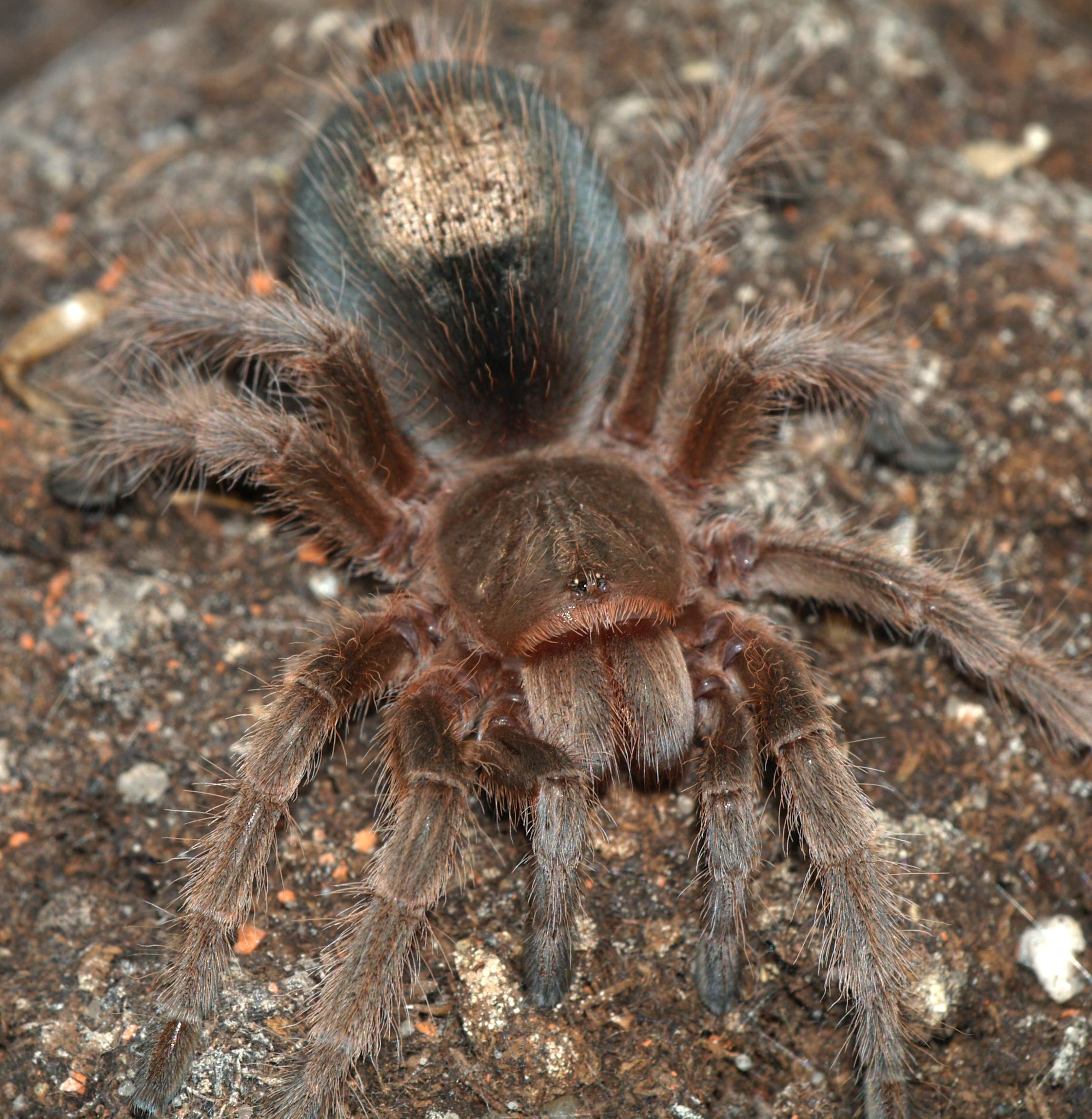
Peli urticanti rilucenti sul dorso di una giovane tarantola cilena (Grammostola rosea)

#### Peli urticanti
Vari ragni della famiglia Theraphosidae, comprese le tarantole e la sottofamiglia Harpactirinae, hanno peli urticanti sui loro addomi e usano le zampe per dare un leggero colpetto e scagliarli verso gli assalitori. Questi peli sono composti da setole molto fini con basi fragili e una fila di piccole barbe sulla punta. Queste barbe provocano irritazione intensa soprattutto se colpiscono parti delicate quali occhi o mucose ma non vi è alcuna prova che contengano veleno. Alcuni ragni si difendono dalle vespe includendo nelle loro ragnatele dei fili molto robusti, consentendo al ragno stesso di fuggire mentre la vespa è impegnata a strappare questi fili più tenaci. Il ragno di colore dorato Carparachne aureoflava, appartenente alle Sparassidae e originario del Deserto del Namib, mette in fuga le vespe parassite muovendosi a scatti dal posto in cui si trova e facendo la ruota sulle dune di sabbia circostanti.

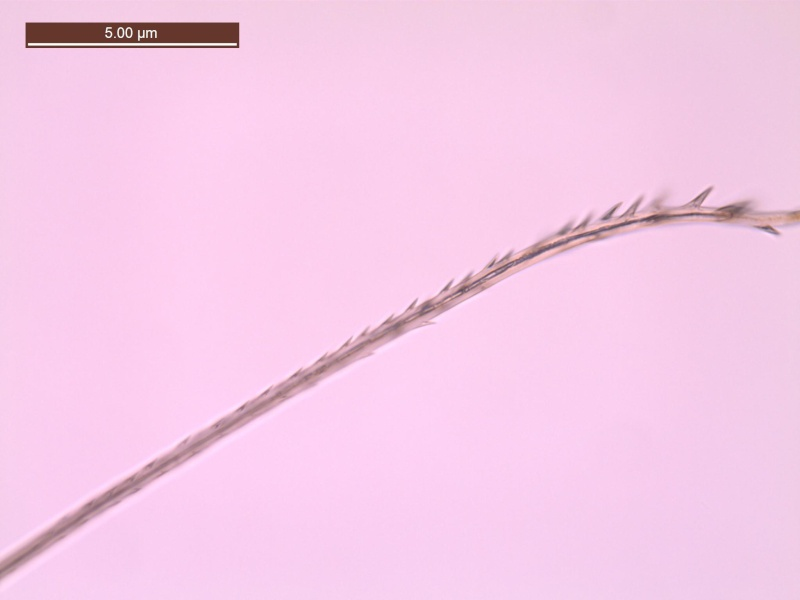
Pelo urticante di Grammostola sp., si notano le "barbe" irritanti

### Longevità nei ragni
La maggior parte dei ragni vive solamente per uno o due anni, anche se alcune tarantole in cattività hanno raggiunto i venticinque anni. Per quanto concerne i ragni di una certa dimensione, che sono anche quelli più tenuti sotto controllo in quanto vengono allevati dagli appassionati oltre che studiati dai ricercatori, si è appurato che di norma i maschi sono meno longevi delle femmine: appena giunti alla maturità sessuale non possono più effettuare mute e il loro ciclo vitale giunge a compimento. Le femmine invece, dopo la maturità sessuale, continuano a crescere e a effettuare mute. La morte sopraggiunge o per problemi metabolici o per eccessivi sforzi profusi per la muta. In termini numerici il record documentato di un ragno maschio è di massimo cinque anni, mentre le femmine di norma vivono circa quindici anni: anche qui i record documentati portano un massimo di oltre quarant'anni. Altro segno distintivo notato è che i ragni mediamente più longevi sono quelli terrestri che abitano le zone con maggiore escursione termica, il che li obbligherebbe ad alternare periodi di attività con periodi di latenza; mentre quelli meno longevi sono i ragni arboricoli delle zone tropicali, calde e umide tutto l'anno.

### Socialità nei ragni

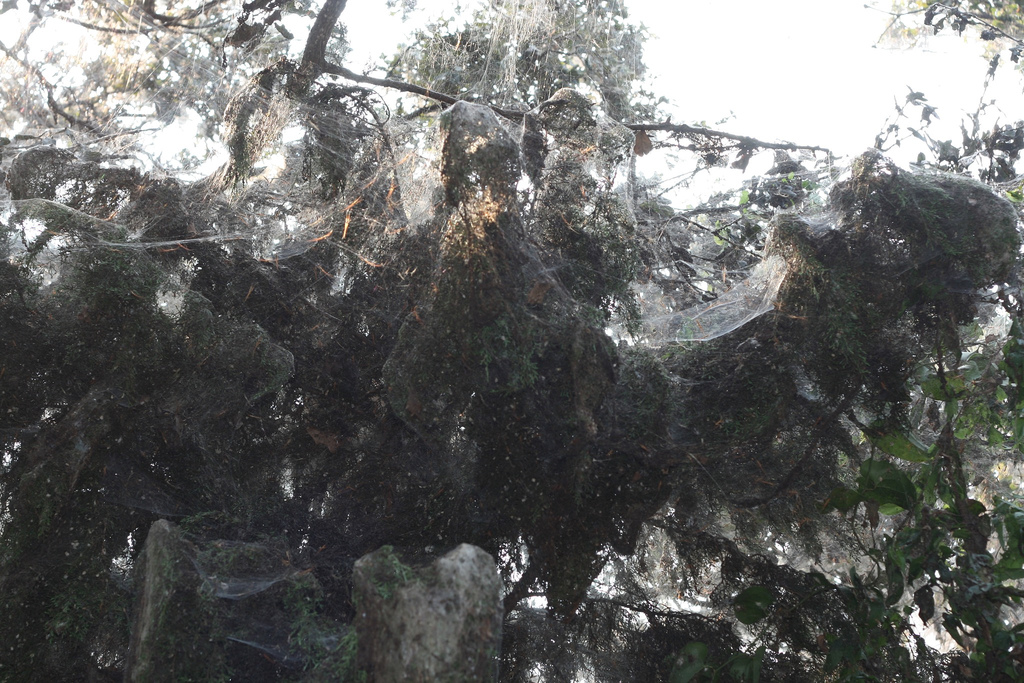
Parte dell'enorme ragnatela costruita da migliaia di esemplari di specie diverse, con condivisione delle prede catturate e rinvenuta nel 2007 nella contea USA di West Tawakoni

Alcune specie di ragni che tessono tele vivono insieme in grandi colonie e mostrano comportamento sociale, anche se non nel complesso, tutti insieme, come accade fra gli insetti sociali. Il ragno Anelosimus eximius, della famiglia Theridiidae può costituire colonie di oltre 50 000 individui. Il genere Anelosimus ha proprio una forte tendenza verso la socialità: tutte le specie americane note sono sociali e una specie del Madagascar ha un comportamento che è avvicinabile a quello sociale. Membri di altre specie, appartenenti alla stessa famiglia, ma di generi diversi, hanno sviluppato indipendentemente comportamento sociale, in casi di convergenza evolutiva. Ad esempio, anche se il Theridion nigroannulatum appartiene a un genere che non ha altre specie sociali affini, costruisce delle colonie che possono contenere molte migliaia di individui che cooperano nella cattura delle prede e nella spartizione del cibo. Fra gli altri ragni sociali possiamo annoverare la maggior parte delle specie di Philoponella, appartenente alla famiglia Uloboridae; la Agelena consociata, della famiglia Agelenidae e Mallos gregalis della famiglia Dictynidae. I ragni predatori sociali hanno bisogno di difendere le loro prede dai cleptoparassiti, in pratica da altri ragni ladri, e le colonie quanto più sono grandi, tanto più hanno successo in questo. Il ragno vegetariano Bagheera kiplingi vive in piccole colonie in cui si aiutano reciprocamente nella protezione delle uova e dei piccoli. Persino i ragni del genere Latrodectus, fra i quali si annovera la temibile vedova nera, notoriamente aggressivi e cannibali, in cattività formano piccole colonie, condividendo la ragnatele e il cibo predato. Nel 2007 alcuni entomologi del Texas hanno scoperto nella riserva naturale di Tawakoni una ragnatela enorme (di circa 180 metri di lunghezza per alcuni metri di altezza) prodotta da una colonia di ragni di 10 specie differenti che hanno collaborato assieme. L'enorme ragnatela è divenuta una formidabile trappola per insetti e per zanzare, e ha aumentato la capacità di sostentamento di tutte le specie, confermando appunto una delle funzioni fondamentali del vivere in società, cioè di procurarsi più cibo.

### Tipi e forme di ragnatele

#### Caratteri generali

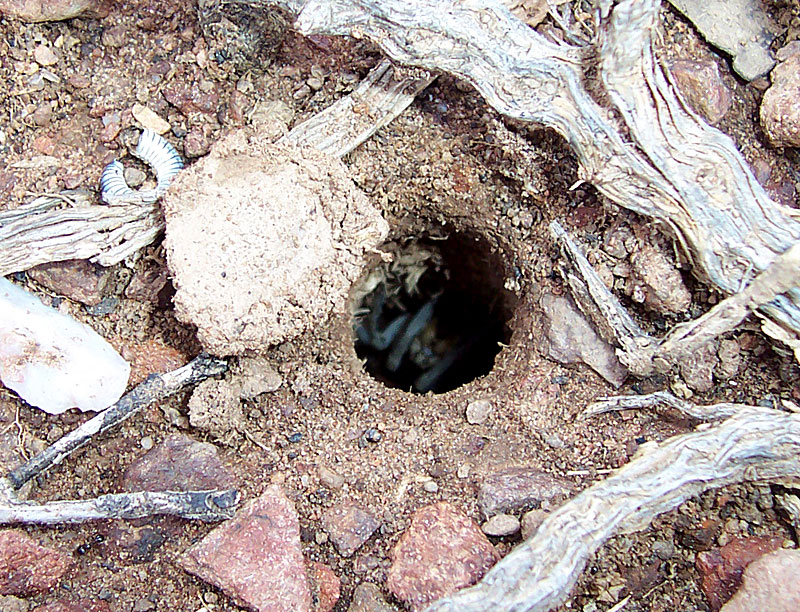
Un ragno della famiglia Ctenizidae, abile a costruire porte-trappola

Gli studi finora condotti non hanno mostrato correlazioni fra la classificazione dei ragni e le tipologie di ragnatele che essi costruiscono: nell'ambito dello stesso genere, specie diverse possono costruire ragnatele dello stesso tipo o alquanto diverse. Non vi è neppure corrispondenza fra la classificazione dei ragni e la composizione chimica delle loro tele. La convergenza evolutiva nella costruzione delle ragnatele, in altre parole l'uso di tecniche di costruzione simili da parte di specie fra loro geneticamente lontane, è alquanto frequente. Le ragnatele costruite in forma orbicolare e i comportamenti ripetitivi e spiraliformi che occorrono per edificarle non hanno finora ricevuto la giusta attenzione da parte degli aracnologi, nonostante il fatto che questo tipo di ragnatela rappresenti il costrutto della maggior parte dei ragni. La sequenza di costruzione basilare raggio-spirale presente nelle ragnatele di forma orbicolare e spiraliforme, e l'elevato senso della direzione necessario per edificarle, è stato sicuramente ereditato da più famiglie di ragni attraverso antenati comuni. Vari studiosi ritenevano che le ragnatele orbicolari appiccicose fossero un'innovazione evolutiva che ha dato luogo alla differenziazione degli Orbiculariae. Da ricerche dei primi anni 2000 sembra invece che i ragni che costruiscono tele di forma tubolare siano un sottogruppo che si è evoluto da quelli che la edificano di forma orbicolare e che i primi contano il 40% di specie in più e sono quattro volte più numerosi dei secondi. Il loro maggiore successo evolutivo potrebbe essere dovuto al fatto che le vespe sfecidi, che sono i principali predatori dei ragni, di frequente preferiscono attaccare i ragni che costruiscono ragnatele orbicolari o spiraliformi. In base a lavori più recenti, si è giunti alla conclusione che Orbiculariae non è un gruppo monofiletico, quindi prevale l'ipotesi che i ragni abbiano costruito prima le ragnatele orbicolari e poi, col passare del tempo, diversificarsi fino alla varietà di tecniche e forme che abbiamo oggi in natura.

#### Ragnatele orbicolari o spiraliformi

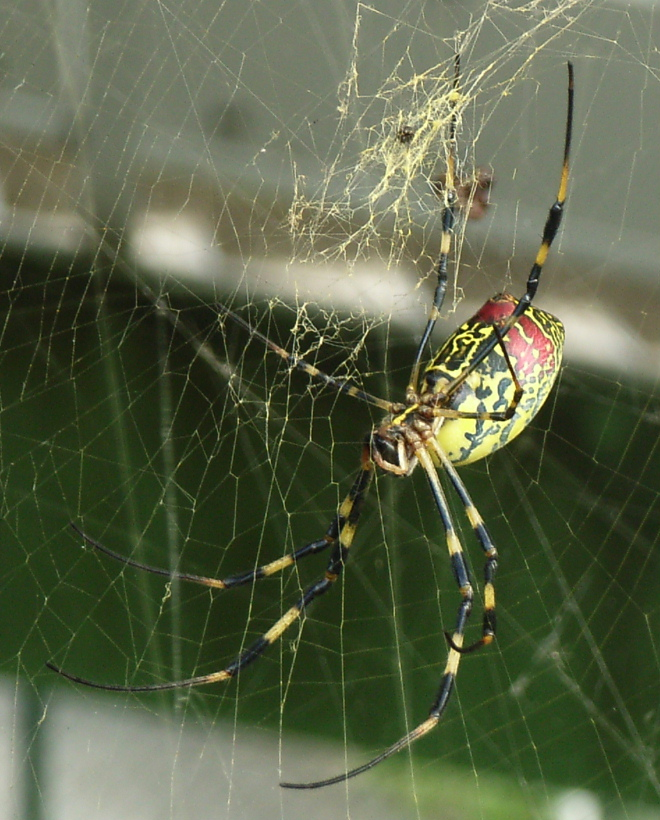
Nephila clavata, un tessitore di ragnatela dorata

Le ragnatele di tipo orbicolare sono le più diffuse; hanno forma pressoché circolare e, partendo dai punti di appoggio da dove il ragno comincia a costruirle, si sviluppano a spirale verso il centro. Una ragnatela deve assolvere queste tre funzioni: intercettare la preda; assorbire l'urto della preda stessa senza rompersi; intrappolare l'animale, lasciandolo impigliato e invischiato nella tela, trattenendolo fino all'arrivo del ragno. Non vi è una forma o disegno di ragnatela ottimale per ogni preda. Ad esempio, una spaziatura più larga fra le linee circolari della tela ne aumenterà certamente l'area e la sua abilità nell'intercettare la preda, ma a scapito della capacità di trattenerla per il tempo necessario; nel caso di una spaziatura più serrata fra le linee, le gocce appiccicose migliorano senz'altro la trattenuta della preda, ma ne rendono più facile l'individuazione a distanza e quindi la possibilità di evitarla da parte dei malcapitati animali, almeno durante il giorno e comunque l'area occupata diviene molto minore. All'incirca la metà delle potenziali prede che incappano in una ragnatela orbicolare riesce a scappare. Non vi sono sostanziali differenze fra la struttura delle ragnatele costruite durante il giorno o durante la notte. In effetti non esiste alcuna correlazione semplice fra il tipo di ragnatela costruita e la tipologia di preda che vi rimane intrappolata, in quanto ogni tipo di ragnatela orbicolare è in grado di catturare una varietà cospicua di prede.
I punti di snodo (hubs) delle ragnatele orbicolari, dove in genere si appostano i ragni, solitamente sono posti verso il centro, in modo che il ragno possa spostarsi velocemente in qualunque direzione e afferrare la preda nel minor tempo possibile. Se nella tela vi è una direzione preferenziale verso la quale il ragno può scappare dai suoi predatori, il punto di snodo dove si apposta è collocato nei pressi di questa.
Le ragnatele orbicolari orizzontali sono le più diffuse nonostante siano meno efficienti nell'intercettare e nel trattenere la preda e più vulnerabili all'azione della pioggia battente o di ramoscelli e foglie che vi cadano sopra. Alcuni ricercatori sostengono che queste ragnatele orizzontali offrano dei benefici compensativi quali: vulnerabilità ridotta ai danni che può causare il vento; la visibilità ridotta per le prede che volano verso l'alto e vi incappano, in quanto rivolgono la schiena al cielo; la possibilità di farle oscillare per catturare insetti in volo orizzontale lento. Non vi è comunque un singolo motivo che giustifichi la grande diffusione di questo tipo di ragnatela rispetto a quella verticale.

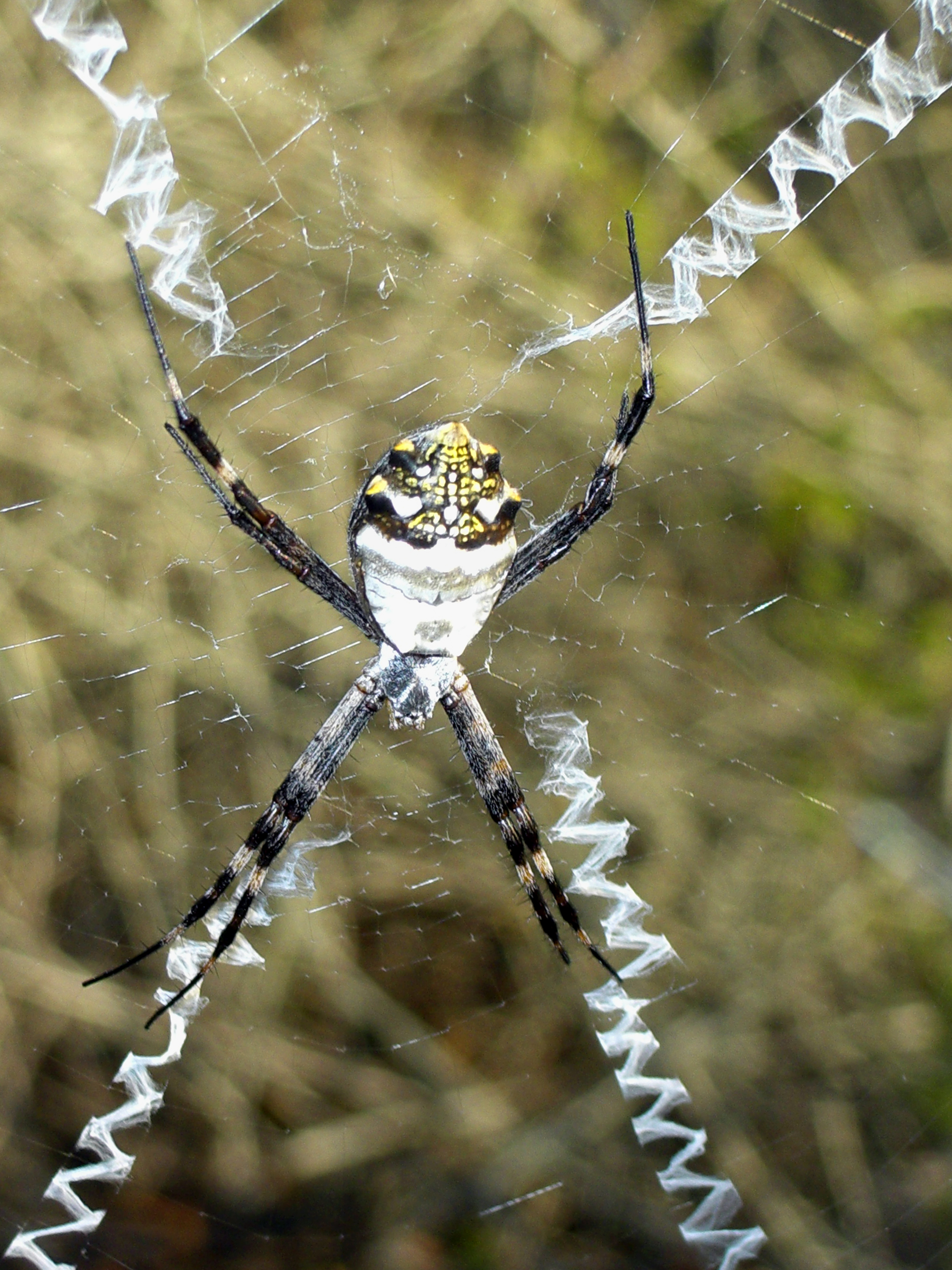
Argiope argentata in attesa sulla tela dopo aver tessuto gli stabilimenta

I ragni, soprattutto quelli della sottofamiglia Argiopinae, spesso intrecciano bande e nastri di seta in varie parti della ragnatela, rendendola di fatto più visibile e appariscente, che prendono il nome di decorazioni o stabilimenta. Ricerche sul campo hanno dimostrato che queste ragnatele con varie bande decorative catturano un maggior numero di preda per ogni ora, anche se non ne è ben chiaro il motivo. In ogni caso successivi studi condotti in laboratorio hanno dimostrato che i ragni riducono la costruzione di queste decorazioni se sono consapevoli della vicina presenza di potenziali predatori.
Vi sono molte varianti insolite di ragnatele orbicolari, alcune delle quali fenomeno di convergenza evolutiva: ragnatele costruite a pelo d'acqua, allo scopo di intrappolare gli insetti che volano a poca distanza dalla superficie; oppure quelle con ramoscelli passanti per il loro centro, presumibilmente per nascondere i ragni dai predatori; infine ragnatele a forma di scala, che sembrano molto efficienti per cacciare falene. In ogni caso il senso di molte di queste varianti a volte appare poco chiaro.

#### Ragnatele dalla forma tubolare ecobweb

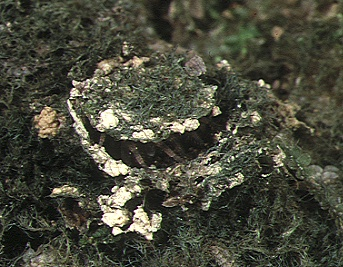
Tela a porta-trappola del ragno Heptathela kimurai, ben mimetizzata

I ragni delle famiglie Ctenizidae, Liphistiidae, Barychelidae, Cyrtaucheniidae, Nemesiidae e Idiopidae costruiscono delle particolari tele tubolari a porta-trappola, ossia con un'apertura più o meno mimetizzata nel terreno o fra le foglie, dalla quale il ragno può sbucare all'improvviso per catturare la preda e trascinarla all'interno. In genere estendono tutt'intorno alla porta-trappola filamenti di seta, al fine di poter controllare, standosene ben nascosti, la direzione e la velocità della preda che sta sopraggiungendo, tramite le vibrazioni che essa produce nel camminare sopra questi filamenti.
I ragni della famiglia Theridiidae sono noti anche per la tessitura irregolare, ovoidale o intricata delle loro ragnatele tridimensionali, comunemente chiamate cobweb. Questo comportamento sembra portare vantaggi dal punto di vista evolutivo in quanto consente di ridurre la quantità di seta appiccicosa usata, fino a portare, in qualche specie, alla completa assenza di fili appiccicaticci. La costruzione di queste ragnatele è meno organizzata di quelle orbicolari e può richiedere diversi giorni, a seconda del grado di complessità.

#### Altri tipi di ragnatele

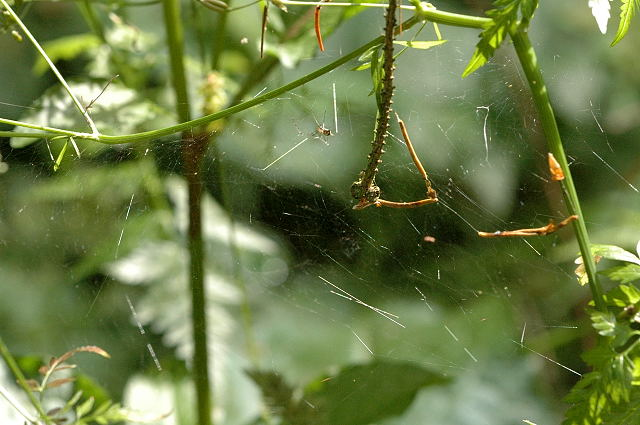
Esempio dell'intricata tela tessuta dalla Linyphia triangularis

I ragni della famiglia Linyphiidae generalmente costruiscono tele orizzontali di forma disuguale somiglianti a una superficie a maglie intrecciate, con piccoli grovigli di seta sparsi qua e là. Gli insetti che colpiscono questi grovigli cadono sulla sottostante rete a forma di amaca che trasporta le vibrazioni fino al ragno in attesa, e vengono trattenuti e immobilizzati finché non sopraggiunge il ragno che sta in agguato al di sotto. La costruzione di questo tipo di tela inizia con la deposizione dei fili che costituiranno la periferia e l'intelaiatura della tela stessa; il ragno li dispone prima sul piano orizzontale, fino a definirne i margini del foglio a forma di amaca, poi colloca i fili verticali che formeranno il supporto del foglio stesso. Quindi su questa struttura di base il ragno continua a tendere fili da un capo all'altro rendendola sempre più intrecciata, badando che i filamenti principali, detti di ancoraggio, tengano sempre ben tesa tutta la tela, evitando che si afflosci. Tutto questo lavoro fa sì che non esistano praticamente due tele uguali fatte da questi ragni, dipendendone la struttura dalla collocazione, sempre variabile, dei punti di sostegno e dalla grandezza del ragno. Non essendo i filamenti attaccaticci, quando una mosca o una cavalletta va a sbattere contro i filamenti, nello staccarsene finisce sul foglio a maglie intrecciate sotto il quale è appostato il ragno che prontamente interviene e preda l'insetto.

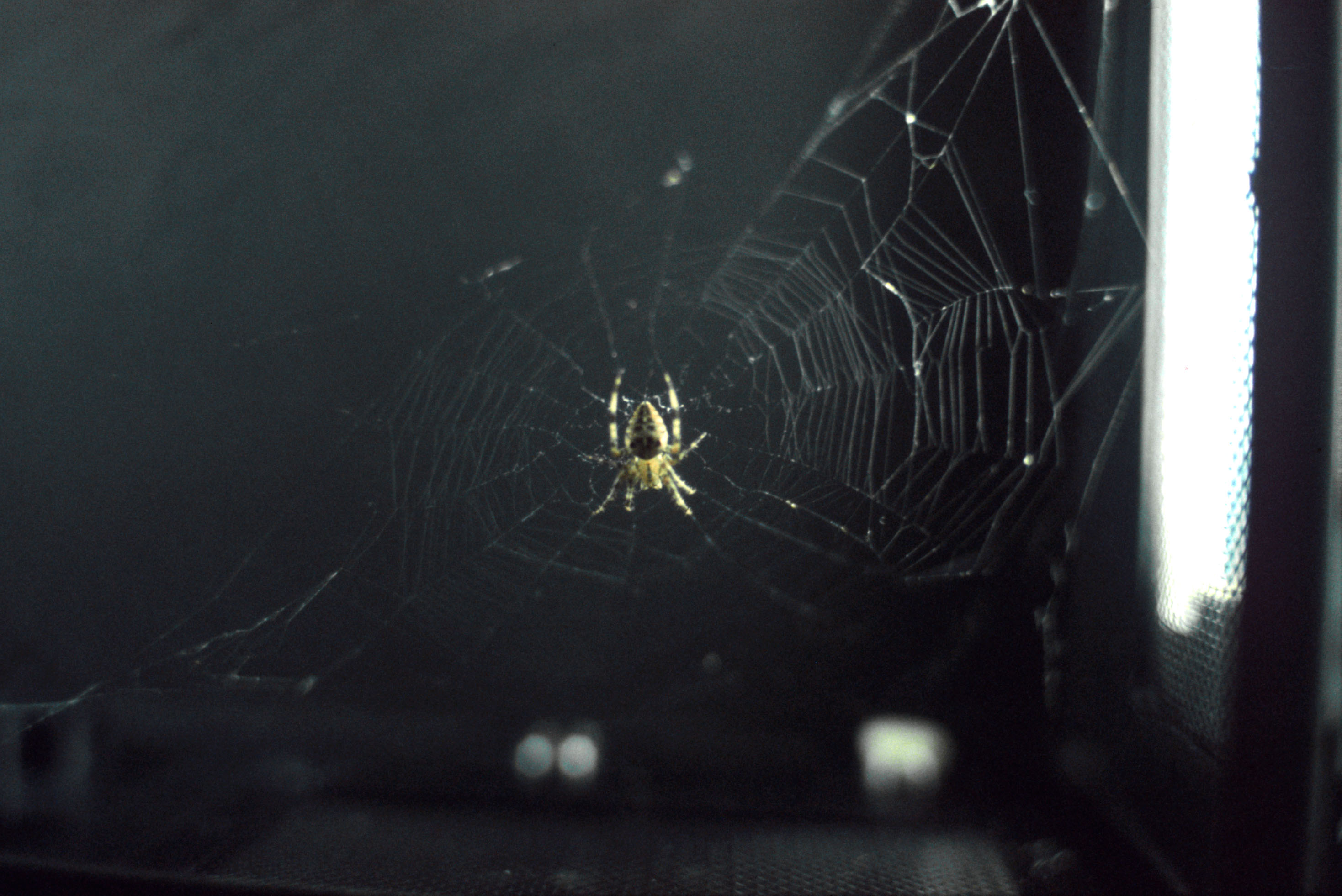
Costruzione di una tela "disordinata" da parte di un ragno crociato a bordo dello Skylab 3 nel 1973

#### Ragnatele nello spazio
Nel 1973 lo Skylab 3 prese a bordo, a scopo sperimentale, alcuni ragni per studiarne il comportamento nello spazio e come tessono le ragnatele in assenza di gravità. Nei primi tentativi produssero ragnatele poco consistenti e disorganizzate, poi, col passare del tempo, si adattarono al nuovo ambiente mostrando grandi capacità di recupero.
Nel 2011 la missione Shuttle STS-134 portò sulla Stazione spaziale internazionale alcuni ragni al fine di valutarne l'adattabilità in ambienti di microgravità. L'esperimento CSI-05 monitorò 2 esemplari di Nephila clavipes per tutta la durata della missione al fine di verificare quante e quali differenze di comportamento i ragni esibivano raffrontandoli con esemplari a terra. Le ragnatele intessute non differivano molto da quelle ordinarie a terra, erano solo di forma più circolare e venivano costruite a un preciso orario del giorno.

### Ragni fossili

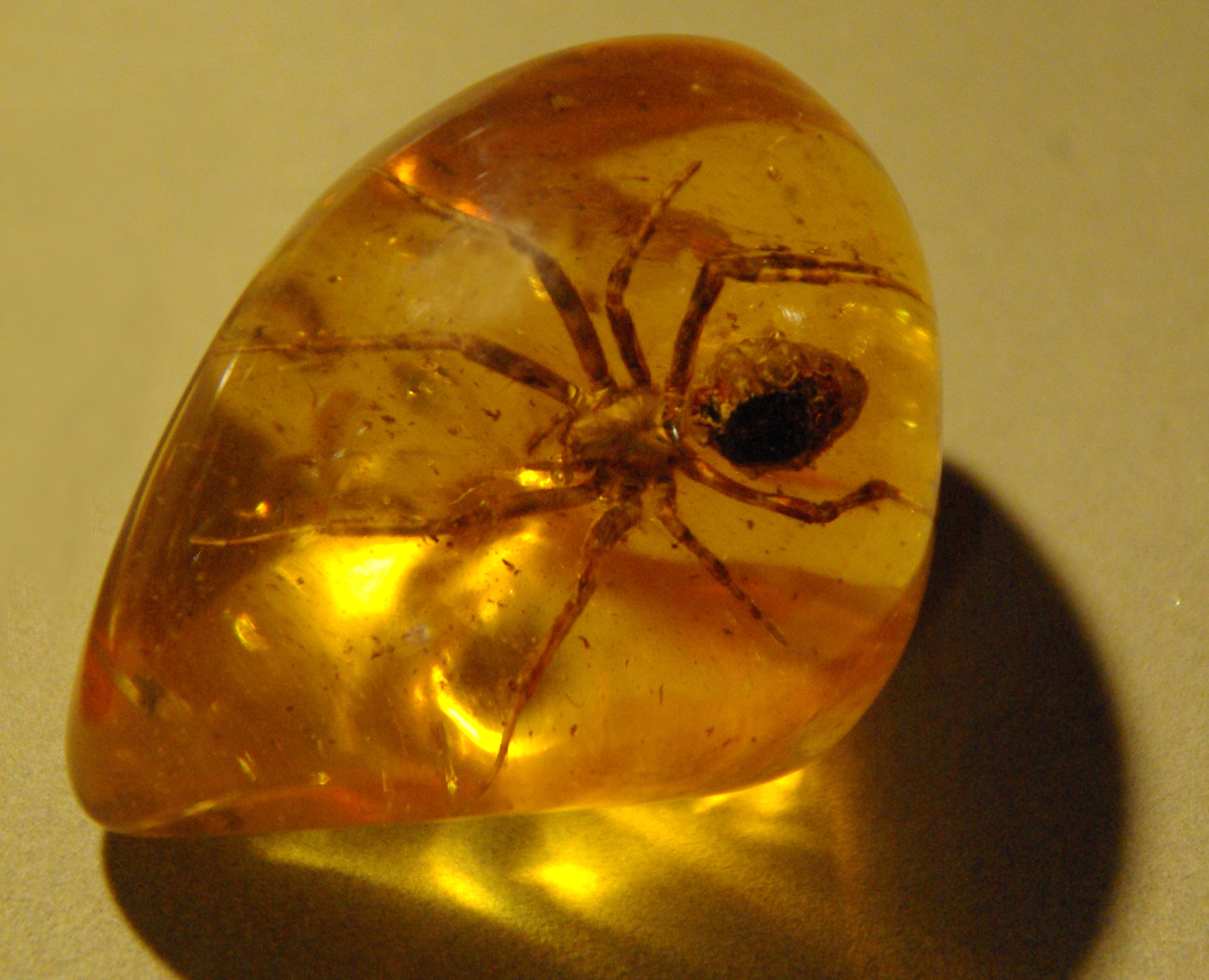
Ragno preservato nell'ambra

I ragni fossili sono una vera rarità in quanto il loro corpo è molle e non si preserva nel tempo se non in casi eccezionali. Il più vecchio fossile noto è un'ambra che contiene artropodi fossili risalenti a circa 130 milioni di anni fa, del periodo Cretaceo. Oltre a preservare i dettagli anatomici dei ragni con molti particolari, alcune ambre hanno catturato anche istanti di accoppiamento fra ragni, uccisioni di prede, produzioni di seta e, probabilmente, cura dei piccoli. In qualche raro caso l'ambra ha preservato i sacchi ovigeri dei ragni e le ragnatele, alcune persino con la preda intrappolata. La ragnatela fossile più grande scoperta finora ha circa 100 milioni di anni. Si sono conservati anche resti fossili di alcuni ragni nei lagerstätten, luoghi dove le condizioni di seppellimento e di conservazione eccezionalmente consentono di mantenere integra parte dei tessuti molli.

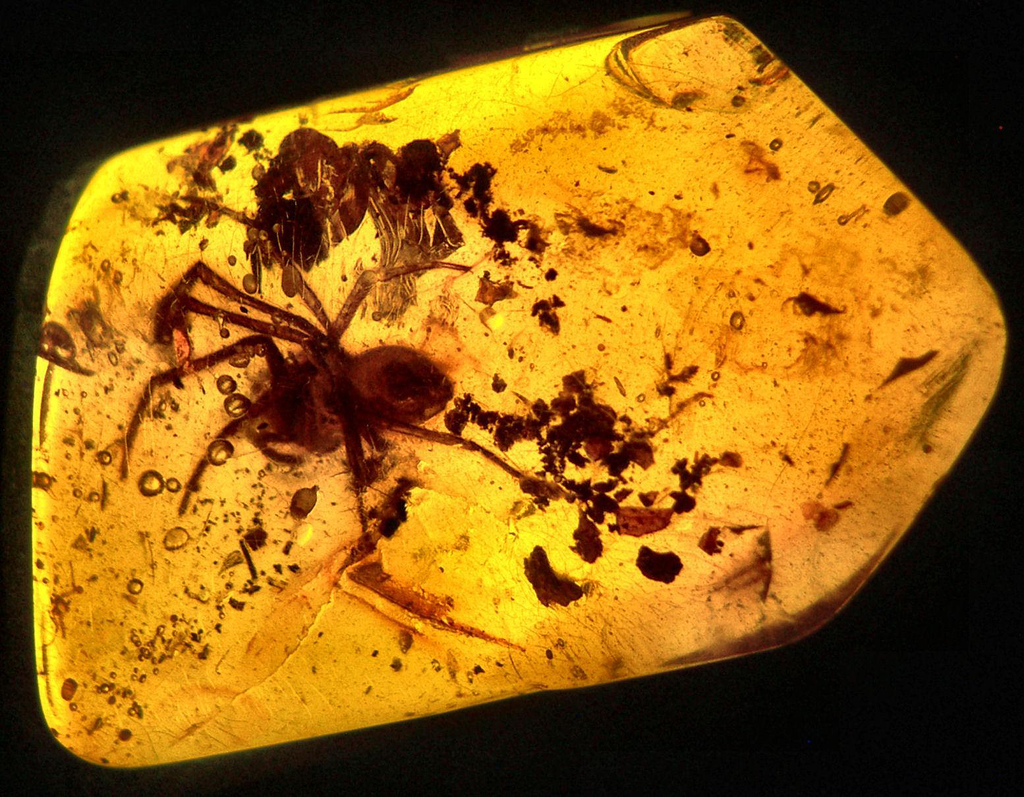
Ragni nell'ambra

L'aracnide fossile più antico conosciuto è il trigonotarbide Palaeotarbus jerami, di circa 420 milioni di anni fa, del periodo Siluriano, che aveva un cefalotorace di forma triangolare, l'addome segmentato, otto zampe e un paio di pedipalpi. Il fossile originariamente venne chiamato Eotarbus, ma venne rinominato quando ci si rese conto che un altro aracnide del Carbonifero era già stato chiamato Eotarbus in precedenza: Attercopus fimbriunguis, risalente a 386 milioni di anni fa, nel periodo Devoniano, mostra il primo fusulo per produrre la seta conosciuto e venne perciò identificato come ragno.
In ogni caso questi fusuli erano posti sulla parte inferiore dell'addome piuttosto che su filiere, che consentono con le loro appendici modificate una certa mobilità nel difficile compito di costruire le ragnatele. Per questo motivo i ragni del genere fossile Attercopus e l'aracnide simile del periodo Permiano, il Permarachne, non possono essere considerati dei ragni veri e propri; probabilmente adoperavano la poca seta che riuscivano a filare per ricoprire e proteggere il nido o le uova, piuttosto che per tessere ragnatele. Nel periodo Carbonifero la maggior parte dei ragni apparteneva al sottordine Mesothelae, ragni piuttosto primitivi, la cui unica famiglia rappresentata oggi è quella dei Liphistiidae. Il mesotelide Paleothele montceauensis, del tardo Carbonifero di oltre 299 milioni di anni fa, aveva ben cinque filiere.

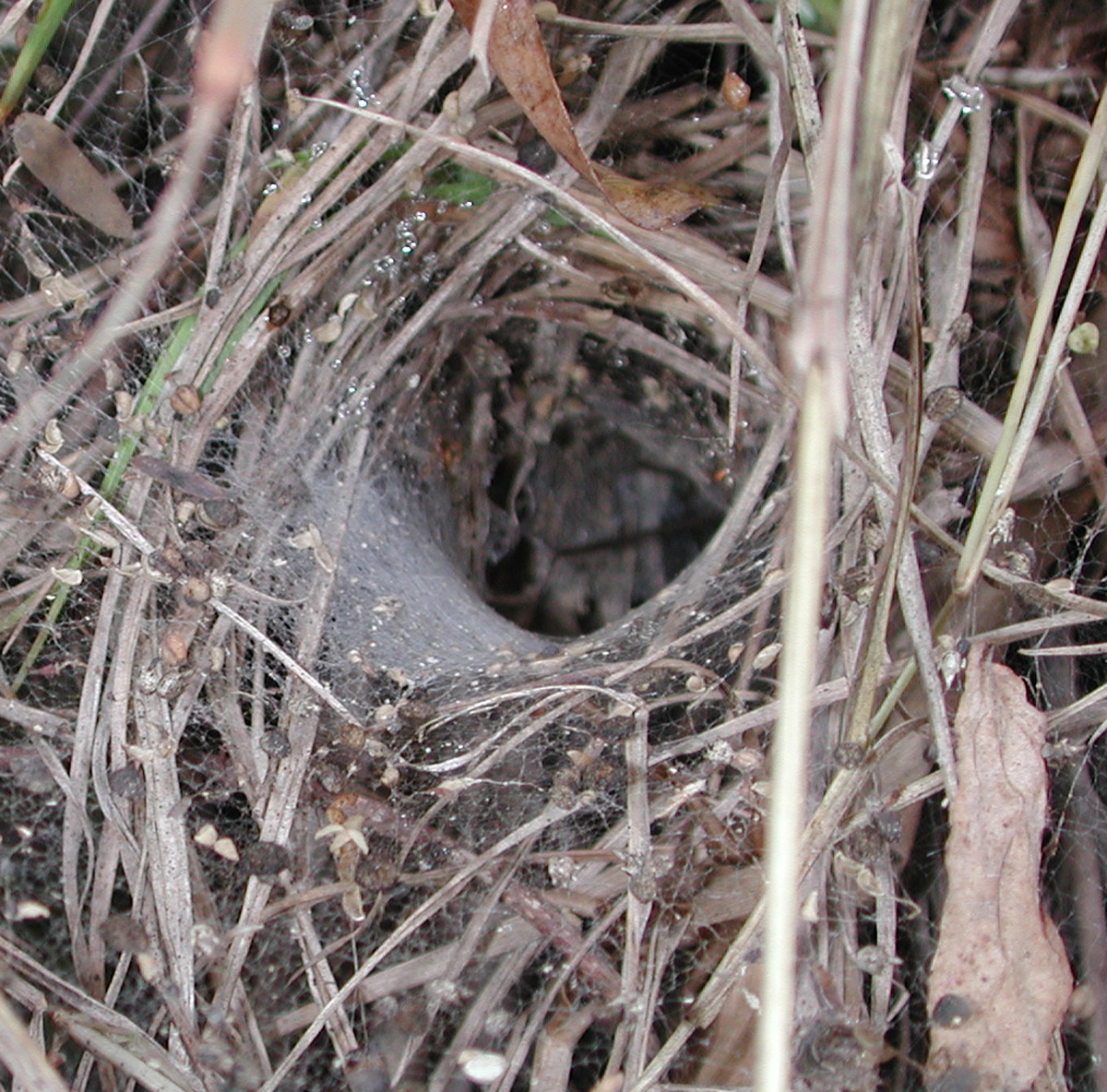
Una ragnatela a forma di imbuto

Nonostante nel periodo Permiano, all'incirca fra 251 e 299 milioni di anni fa, vi sia stata una rapida diversificazione di insetti volanti, sono ben pochi i resti fossili di ragni rinvenuti appartenenti a quest'epoca.
I gruppi principali in cui si suddividono i ragni moderni, Mygalomorphae e Araneomorphae, hanno fatto la loro prima apparizione nel periodo Triassico, all'incirca 200 milioni di anni fa. Alcuni migalomorfi del Triassico sembrano essere membri della famiglia Hexathelidae, che include le moderne tarantole e i famosi ragni australiani dalla tela a imbuto, le cui filiere sembrano proprio essersi adattate per la costruzione di ragnatele sagomate a forma di imbuto atte a catturare principalmente gli insetti saltatori che, una volta caduti all'interno, non ne possono più uscire. Gli Araneomorphae comprendono la grande maggioranza delle specie e famiglie di ragni moderni, inclusi quelli che tessono la familiare ragnatela di forma orbicolare. Il periodo Giurassico e il periodo Cretaceo offrono una grande quantità di fossili, inclusi parecchi rappresentanti di famiglie moderne.

## Filogenesi e tassonomia

### Albero filogenetico dei Chelicerati
|  | Eurypterida †     |
|  |                   |
|  | Chasmataspidida † |
|  |                   |

|  | Scorpiones (scorpioni) |
|  |                        |
|  | Opiliones (opilioni)   |
|  |                        |

|  | Pseudoscorpiones (pseudoscorpioni) |
|  |                                    |
|  | Solifugae (solifugi)               |
|  |                                    |

|  | Amblypygi (amblipigi)                                       |
|  |                                                             |
|  | \| \| Thelyphonida \| \| \| \| \| \| Schizomida \| \| \| \| |
|  |                                                             |
|  | Thelyphonida                                                |
|  |                                                             |
|  | Schizomida                                                  |
|  |                                                             |

|  | Thelyphonida |
|  |              |
|  | Schizomida   |
|  |              |

|  | Amblypygi (amblipigi)                                       |
|  |                                                             |
|  | \| \| Thelyphonida \| \| \| \| \| \| Schizomida \| \| \| \| |
|  |                                                             |
|  | Thelyphonida                                                |
|  |                                                             |
|  | Schizomida                                                  |
|  |                                                             |

|  | Thelyphonida |
|  |              |
|  | Schizomida   |
|  |              |

|  | Amblypygi (amblipigi)                                       |
|  |                                                             |
|  | \| \| Thelyphonida \| \| \| \| \| \| Schizomida \| \| \| \| |
|  |                                                             |
|  | Thelyphonida                                                |
|  |                                                             |
|  | Schizomida                                                  |
|  |                                                             |

|  | Thelyphonida |
|  |              |
|  | Schizomida   |
|  |              |

|  | Amblypygi (amblipigi)                                       |
|  |                                                             |
|  | \| \| Thelyphonida \| \| \| \| \| \| Schizomida \| \| \| \| |
|  |                                                             |
|  | Thelyphonida                                                |
|  |                                                             |
|  | Schizomida                                                  |
|  |                                                             |

|  | Thelyphonida |
|  |              |
|  | Schizomida   |
|  |              |

|  | Amblypygi (amblipigi)                                       |
|  |                                                             |
|  | \| \| Thelyphonida \| \| \| \| \| \| Schizomida \| \| \| \| |
|  |                                                             |
|  | Thelyphonida                                                |
|  |                                                             |
|  | Schizomida                                                  |
|  |                                                             |

|  | Thelyphonida |
|  |              |
|  | Schizomida   |
|  |              |

|  | Amblypygi (amblipigi)                                       |
|  |                                                             |
|  | \| \| Thelyphonida \| \| \| \| \| \| Schizomida \| \| \| \| |
|  |                                                             |
|  | Thelyphonida                                                |
|  |                                                             |
|  | Schizomida                                                  |
|  |                                                             |

|  | Thelyphonida |
|  |              |
|  | Schizomida   |
|  |              |

|  | Amblypygi (amblipigi)                                       |
|  |                                                             |
|  | \| \| Thelyphonida \| \| \| \| \| \| Schizomida \| \| \| \| |
|  |                                                             |
|  | Thelyphonida                                                |
|  |                                                             |
|  | Schizomida                                                  |
|  |                                                             |

|  | Thelyphonida |
|  |              |
|  | Schizomida   |
|  |              |

|  | Amblypygi (amblipigi)                                       |
|  |                                                             |
|  | \| \| Thelyphonida \| \| \| \| \| \| Schizomida \| \| \| \| |
|  |                                                             |
|  | Thelyphonida                                                |
|  |                                                             |
|  | Schizomida                                                  |
|  |                                                             |

|  | Thelyphonida |
|  |              |
|  | Schizomida   |
|  |              |

|  | Ricinulei           |
|  |                     |
|  | Anactinotrichida    |
|  |                     |
|  | Acariformes (acari) |
|  |                     |

|  | Scorpiones (scorpioni) |
|  |                        |
|  | Opiliones (opilioni)   |
|  |                        |

|  | Pseudoscorpiones (pseudoscorpioni) |
|  |                                    |
|  | Solifugae (solifugi)               |
|  |                                    |

|  | Amblypygi (amblipigi)                                       |
|  |                                                             |
|  | \| \| Thelyphonida \| \| \| \| \| \| Schizomida \| \| \| \| |
|  |                                                             |
|  | Thelyphonida                                                |
|  |                                                             |
|  | Schizomida                                                  |
|  |                                                             |

|  | Thelyphonida |
|  |              |
|  | Schizomida   |
|  |              |

|  | Amblypygi (amblipigi)                                       |
|  |                                                             |
|  | \| \| Thelyphonida \| \| \| \| \| \| Schizomida \| \| \| \| |
|  |                                                             |
|  | Thelyphonida                                                |
|  |                                                             |
|  | Schizomida                                                  |
|  |                                                             |

|  | Thelyphonida |
|  |              |
|  | Schizomida   |
|  |              |

|  | Amblypygi (amblipigi)                                       |
|  |                                                             |
|  | \| \| Thelyphonida \| \| \| \| \| \| Schizomida \| \| \| \| |
|  |                                                             |
|  | Thelyphonida                                                |
|  |                                                             |
|  | Schizomida                                                  |
|  |                                                             |

|  | Thelyphonida |
|  |              |
|  | Schizomida   |
|  |              |

|  | Amblypygi (amblipigi)                                       |
|  |                                                             |
|  | \| \| Thelyphonida \| \| \| \| \| \| Schizomida \| \| \| \| |
|  |                                                             |
|  | Thelyphonida                                                |
|  |                                                             |
|  | Schizomida                                                  |
|  |                                                             |

|  | Thelyphonida |
|  |              |
|  | Schizomida   |
|  |              |

|  | Amblypygi (amblipigi)                                       |
|  |                                                             |
|  | \| \| Thelyphonida \| \| \| \| \| \| Schizomida \| \| \| \| |
|  |                                                             |
|  | Thelyphonida                                                |
|  |                                                             |
|  | Schizomida                                                  |
|  |                                                             |

|  | Thelyphonida |
|  |              |
|  | Schizomida   |
|  |              |

|  | Amblypygi (amblipigi)                                       |
|  |                                                             |
|  | \| \| Thelyphonida \| \| \| \| \| \| Schizomida \| \| \| \| |
|  |                                                             |
|  | Thelyphonida                                                |
|  |                                                             |
|  | Schizomida                                                  |
|  |                                                             |

|  | Thelyphonida |
|  |              |
|  | Schizomida   |
|  |              |

|  | Amblypygi (amblipigi)                                       |
|  |                                                             |
|  | \| \| Thelyphonida \| \| \| \| \| \| Schizomida \| \| \| \| |
|  |                                                             |
|  | Thelyphonida                                                |
|  |                                                             |
|  | Schizomida                                                  |
|  |                                                             |

|  | Thelyphonida |
|  |              |
|  | Schizomida   |
|  |              |

|  | Amblypygi (amblipigi)                                       |
|  |                                                             |
|  | \| \| Thelyphonida \| \| \| \| \| \| Schizomida \| \| \| \| |
|  |                                                             |
|  | Thelyphonida                                                |
|  |                                                             |
|  | Schizomida                                                  |
|  |                                                             |

|  | Thelyphonida |
|  |              |
|  | Schizomida   |
|  |              |

|  | Ricinulei           |
|  |                     |
|  | Anactinotrichida    |
|  |                     |
|  | Acariformes (acari) |
|  |                     |

|  | Eurypterida †     |
|  |                   |
|  | Chasmataspidida † |
|  |                   |

|  | Scorpiones (scorpioni) |
|  |                        |
|  | Opiliones (opilioni)   |
|  |                        |

|  | Pseudoscorpiones (pseudoscorpioni) |
|  |                                    |
|  | Solifugae (solifugi)               |
|  |                                    |

|  | Amblypygi (amblipigi)                                       |
|  |                                                             |
|  | \| \| Thelyphonida \| \| \| \| \| \| Schizomida \| \| \| \| |
|  |                                                             |
|  | Thelyphonida                                                |
|  |                                                             |
|  | Schizomida                                                  |
|  |                                                             |

|  | Thelyphonida |
|  |              |
|  | Schizomida   |
|  |              |

|  | Amblypygi (amblipigi)                                       |
|  |                                                             |
|  | \| \| Thelyphonida \| \| \| \| \| \| Schizomida \| \| \| \| |
|  |                                                             |
|  | Thelyphonida                                                |
|  |                                                             |
|  | Schizomida                                                  |
|  |                                                             |

|  | Thelyphonida |
|  |              |
|  | Schizomida   |
|  |              |

|  | Amblypygi (amblipigi)                                       |
|  |                                                             |
|  | \| \| Thelyphonida \| \| \| \| \| \| Schizomida \| \| \| \| |
|  |                                                             |
|  | Thelyphonida                                                |
|  |                                                             |
|  | Schizomida                                                  |
|  |                                                             |

|  | Thelyphonida |
|  |              |
|  | Schizomida   |
|  |              |

|  | Amblypygi (amblipigi)                                       |
|  |                                                             |
|  | \| \| Thelyphonida \| \| \| \| \| \| Schizomida \| \| \| \| |
|  |                                                             |
|  | Thelyphonida                                                |
|  |                                                             |
|  | Schizomida                                                  |
|  |                                                             |

|  | Thelyphonida |
|  |              |
|  | Schizomida   |
|  |              |

|  | Amblypygi (amblipigi)                                       |
|  |                                                             |
|  | \| \| Thelyphonida \| \| \| \| \| \| Schizomida \| \| \| \| |
|  |                                                             |
|  | Thelyphonida                                                |
|  |                                                             |
|  | Schizomida                                                  |
|  |                                                             |

|  | Thelyphonida |
|  |              |
|  | Schizomida   |
|  |              |

|  | Amblypygi (amblipigi)                                       |
|  |                                                             |
|  | \| \| Thelyphonida \| \| \| \| \| \| Schizomida \| \| \| \| |
|  |                                                             |
|  | Thelyphonida                                                |
|  |                                                             |
|  | Schizomida                                                  |
|  |                                                             |

|  | Thelyphonida |
|  |              |
|  | Schizomida   |
|  |              |

|  | Amblypygi (amblipigi)                                       |
|  |                                                             |
|  | \| \| Thelyphonida \| \| \| \| \| \| Schizomida \| \| \| \| |
|  |                                                             |
|  | Thelyphonida                                                |
|  |                                                             |
|  | Schizomida                                                  |
|  |                                                             |

|  | Thelyphonida |
|  |              |
|  | Schizomida   |
|  |              |

|  | Amblypygi (amblipigi)                                       |
|  |                                                             |
|  | \| \| Thelyphonida \| \| \| \| \| \| Schizomida \| \| \| \| |
|  |                                                             |
|  | Thelyphonida                                                |
|  |                                                             |
|  | Schizomida                                                  |
|  |                                                             |

|  | Thelyphonida |
|  |              |
|  | Schizomida   |
|  |              |

|  | Ricinulei           |
|  |                     |
|  | Anactinotrichida    |
|  |                     |
|  | Acariformes (acari) |
|  |                     |

|  | Scorpiones (scorpioni) |
|  |                        |
|  | Opiliones (opilioni)   |
|  |                        |

|  | Pseudoscorpiones (pseudoscorpioni) |
|  |                                    |
|  | Solifugae (solifugi)               |
|  |                                    |

|  | Amblypygi (amblipigi)                                       |
|  |                                                             |
|  | \| \| Thelyphonida \| \| \| \| \| \| Schizomida \| \| \| \| |
|  |                                                             |
|  | Thelyphonida                                                |
|  |                                                             |
|  | Schizomida                                                  |
|  |                                                             |

|  | Thelyphonida |
|  |              |
|  | Schizomida   |
|  |              |

|  | Amblypygi (amblipigi)                                       |
|  |                                                             |
|  | \| \| Thelyphonida \| \| \| \| \| \| Schizomida \| \| \| \| |
|  |                                                             |
|  | Thelyphonida                                                |
|  |                                                             |
|  | Schizomida                                                  |
|  |                                                             |

|  | Thelyphonida |
|  |              |
|  | Schizomida   |
|  |              |

|  | Amblypygi (amblipigi)                                       |
|  |                                                             |
|  | \| \| Thelyphonida \| \| \| \| \| \| Schizomida \| \| \| \| |
|  |                                                             |
|  | Thelyphonida                                                |
|  |                                                             |
|  | Schizomida                                                  |
|  |                                                             |

|  | Thelyphonida |
|  |              |
|  | Schizomida   |
|  |              |

|  | Amblypygi (amblipigi)                                       |
|  |                                                             |
|  | \| \| Thelyphonida \| \| \| \| \| \| Schizomida \| \| \| \| |
|  |                                                             |
|  | Thelyphonida                                                |
|  |                                                             |
|  | Schizomida                                                  |
|  |                                                             |

|  | Thelyphonida |
|  |              |
|  | Schizomida   |
|  |              |

|  | Amblypygi (amblipigi)                                       |
|  |                                                             |
|  | \| \| Thelyphonida \| \| \| \| \| \| Schizomida \| \| \| \| |
|  |                                                             |
|  | Thelyphonida                                                |
|  |                                                             |
|  | Schizomida                                                  |
|  |                                                             |

|  | Thelyphonida |
|  |              |
|  | Schizomida   |
|  |              |

|  | Amblypygi (amblipigi)                                       |
|  |                                                             |
|  | \| \| Thelyphonida \| \| \| \| \| \| Schizomida \| \| \| \| |
|  |                                                             |
|  | Thelyphonida                                                |
|  |                                                             |
|  | Schizomida                                                  |
|  |                                                             |

|  | Thelyphonida |
|  |              |
|  | Schizomida   |
|  |              |

|  | Amblypygi (amblipigi)                                       |
|  |                                                             |
|  | \| \| Thelyphonida \| \| \| \| \| \| Schizomida \| \| \| \| |
|  |                                                             |
|  | Thelyphonida                                                |
|  |                                                             |
|  | Schizomida                                                  |
|  |                                                             |

|  | Thelyphonida |
|  |              |
|  | Schizomida   |
|  |              |

|  | Amblypygi (amblipigi)                                       |
|  |                                                             |
|  | \| \| Thelyphonida \| \| \| \| \| \| Schizomida \| \| \| \| |
|  |                                                             |
|  | Thelyphonida                                                |
|  |                                                             |
|  | Schizomida                                                  |
|  |                                                             |

|  | Thelyphonida |
|  |              |
|  | Schizomida   |
|  |              |

|  | Ricinulei           |
|  |                     |
|  | Anactinotrichida    |
|  |                     |
|  | Acariformes (acari) |
|  |                     |

Fra i ricercatori del settore vi è un sostanziale accordo nel definire i ragni un gruppo monofiletico, ovvero appartenenti a un gruppo che contiene un antenato comune a tutti i suoi discendenti. Comunque c'è stato un acceso dibattito su quali possano essere i loro parenti evolutivi più vicini e su come tutti questi evolsero dai chelicerati ancestrali che erano animali marini. Il cladogramma sulla destra è basato sulle analisi dell'aracnologo J.W.Shultz del 2007. Gli altri punti di vista principalmente si possono riassumere in due schemi:
- gli scorpioni sarebbero apparentati più agli estinti scorpioni marini detti euripteridi che ai ragni;[116]
- i ragni e gli Amblypygi insieme formano un gruppo monofiletico.[116]

L'aspetto alquanto intricato di molte diramazioni dell'albero evolutivo di questi animali mostra palesemente che vi sono ancora fondamentali incertezze circa le relazioni che sussistono o sono sussistite fra i gruppi coinvolti.
Agli aracnidi mancano diverse caratteristiche presenti negli altri chelicerati, inclusa la possibilità di voltarsi all'indietro spalancando bocche e gnatobasi (mascelle articolate) alla base delle proprie zampe; entrambe queste comuni caratteristiche sono parte del sistema di alimentazione dell'artropode ancestrale. Invece loro hanno bocche che si spalancano in avanti e verso il basso e tutti hanno dei sistemi per respirare aria. I ragni, appartenenti all'ordine Araneae, si distinguono dagli altri gruppi di aracnidi per varie caratteristiche, comprese le filiere e, nei maschi, i pedipalpi che hanno sviluppato un adattamento specializzato nel trasferimento dello sperma.

### Tassonomia
|               | Mesothelae                                                      |
|               |                                                                 |
| Opisthothelae | \| \| Mygalomorphae \| \| \| \| \| \| Araneomorphae \| \| \| \| |
|               | \| \| Mygalomorphae \| \| \| \| \| \| Araneomorphae \| \| \| \| |
|               | Mygalomorphae                                                   |
|               |                                                                 |
|               | Araneomorphae                                                   |
|               |                                                                 |

|  | Mygalomorphae |
|  |               |
|  | Araneomorphae |
|  |               |

I ragni sono suddivisi in tre sottordini, Mesothelae, Mygalomorphae e Araneomorphae; secondo gli ultimi orientamenti tassonomici degli aracnologi questi ultimi due vanno raggruppati nel sottordine Opisthothelae e in questo caso diverrebbero infraordini come si evince dall'albero tassonomico a lato. La ragione di questa suddivisione è per differenziare specificamente i Mesothelae, ragni dalla struttura e dall'anatomia più primitiva, dagli Opisthothelae, che racchiudono ragni con caratteri fisiologici più evoluti e più moderni, come l'assenza dei gangli e la più efficiente disposizione delle zanne.
A novembre 2021 sono state identificate e classificate dagli aracnologi circa 49 720 specie di ragni raggruppate in 129 famiglie e ben 4 232 generi.
|               | Suddivisione dei ragni | Suddivisione dei ragni | Suddivisione dei ragni | Tratti distintivi                      | Tratti distintivi | Tratti distintivi                                     |                                          |
| Sottordine    | Specie                 | Generi                 | Famiglie               | Segmenti appiattiti in cima all'addome | Gangli addominali | Filiere                                               | Singolare direzione delle zanne          |
| Mesothelae    | 146                    | 8                      | 1                      | Si                                     | Si                | Quattro o più paia sotto la parte mediana dell'addome | In giù e in avanti                       |
| Mygalomorphae | 3 287                  | 369                    | 30                     | No                                     | No                | Due o tre paia sotto la parte posteriore dell'addome  | In giù e in avanti                       |
| Araneomorphae | 46 287                 | 3 855                  | 98                     | No                                     | No                | Due o tre paia sotto la parte posteriore dell'addome  | Dai lati verso il centro, simili a pinze |

#### Mesothelae

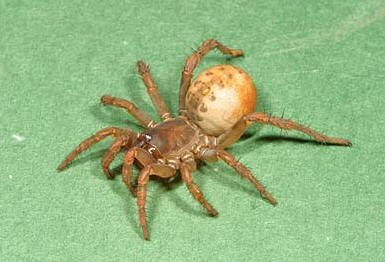
Ryuthela secundaria, membro della famiglia Liphistiidae

Le uniche specie viventi del primitivo ordine Mesothelae appartengono alla famiglia Liphistiidae, rinvenute solamente in Asia sudorientale, Cina e Giappone. La maggior parte della struttura delle ragnatele a forma di cunicoli a porta-trappola intessute dai Liphistiidae, hanno la forma di tunnel di seta mimetizzati, caratterizzati da una seconda porta-trappola adoperata come uscita di emergenza. Specie del genere Liphistius secernono fili di seta tutt'intorno all'apertura della porta-trappola al fine di rendersi conto prontamente dell'avvicinarsi di una preda, mentre le specie del genere Heptathela non sprecano tutta questa seta e contano invece sui propri sensori incorporati nelle zampe per accorgersi subito dell'approssimarsi di una potenziale preda. I ragni del genere Heptathela sono gli unici, fra i Mesothelae, a non possedere ghiandole velenifere.
Le famiglie estinte degli Arthrolycosidae, i cui esemplari sono stati rinvenuti in rocce dei periodi Carbonifero e Permiano, e degli Arthromygalidae, finora rinvenuti solo in rocce del Carbonifero, sono state classificate come appartenenti ai Mesothelae dall'aracnologo Alexander Petrunkevitch. Nel 2015 lo studioso di fossili di aracnidi P.A. Selden, riesaminando gli esemplari noti di queste due famiglie, li ha tolti dalle Mesothelae assegnandoli agli Araneae con un'attribuzione generica a "mesotheles" per indicarne l'incertezza della classificazione.

#### Opisthothelae
La maggioranza degli aracnologi sembra essere d'accordo nel raggruppare gli Araneomorphae e i Mygalomorphae in un unico sottordine, denominato Opisthothelae, per designare quei ragni che presentano caratteri più evoluti rispetto ai Mesothelae, dotati di caratteristiche più primitive. Ciò ovviamente fa sì che gli araneomorfi e i migalomorfi siano classificati come infraordini.

##### Mygalomorphae

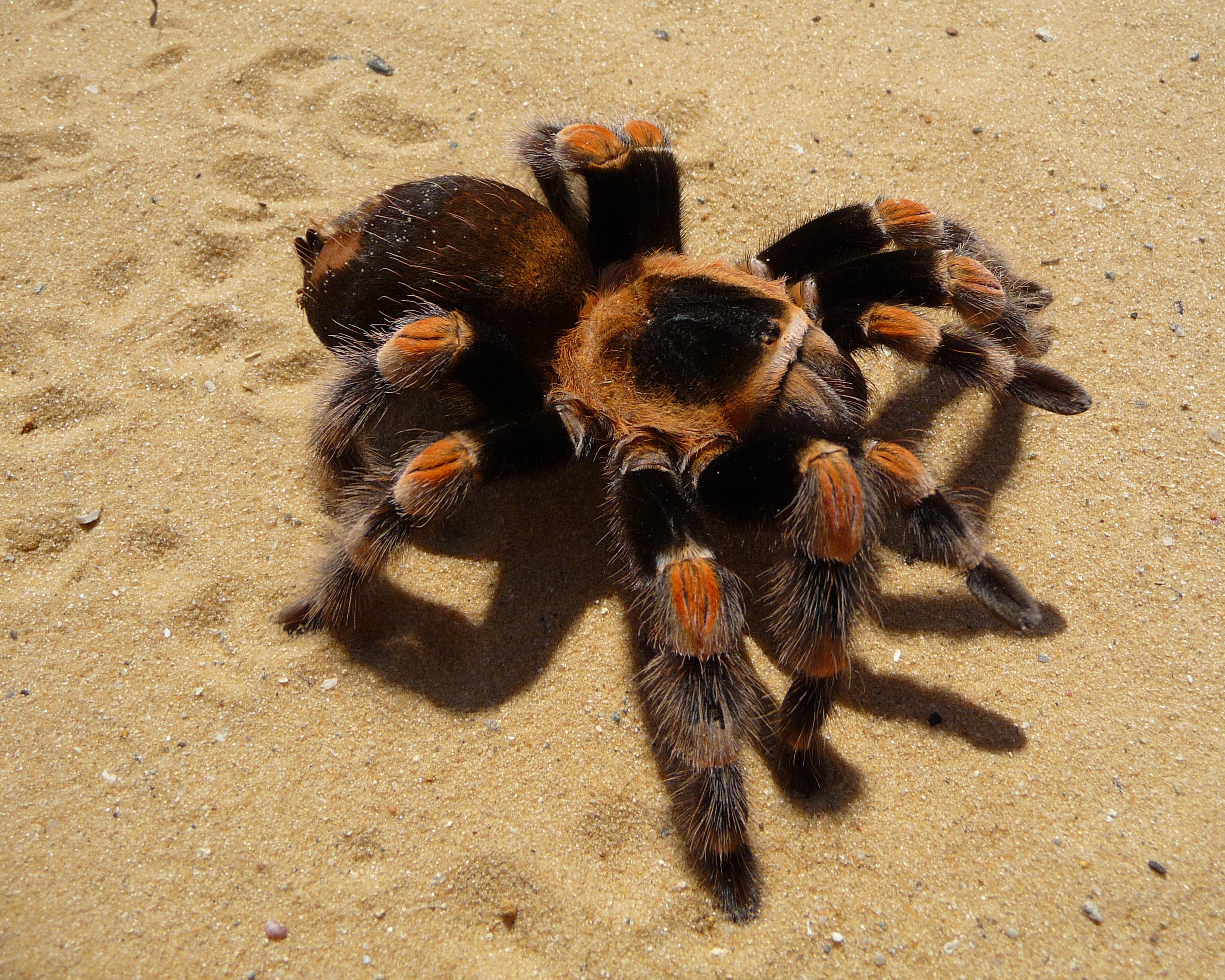
Brachypelma smithi, una tarantola rossa messicana

I Mygalomorphae, che fanno la loro prima apparizione in rocce fossili del periodo Triassico, sono generalmente ben tozzi e pelosi, con grandi e robusti cheliceri e zanne. Esempi molto noti comprendono le tarantole, i ragni che costruiscono le tane a porta-trappola e quelli delle ragnatele a forma di cunicolo, imbutiformi, dell'Asia sudorientale e dell'Australia. La costruzione di queste elaborate ragnatele tessendo fili su fili, cercando di ampliare la zona di cattura della preda, è molto laboriosa; alcuni costruiscono ragnatele atte a catturare direttamente la preda. I migalomorfi, infatti, con le loro filiere non possono secernere la seta piriforme, a forma di fuso, che gli araneomorfi usano per far aderire i fili della tela in tensione alla maggior parte delle superfici, coprendo aree più ampie. Poiché questi ultimi raramente si disperdono nei dintorni facendosi trasportare dalla corrente, le loro popolazioni spesso formano gruppi molto folti. Oltre ad altri artropodi, i migalomorfi predano rane, lucertole e lumache.

##### Araneomorphae

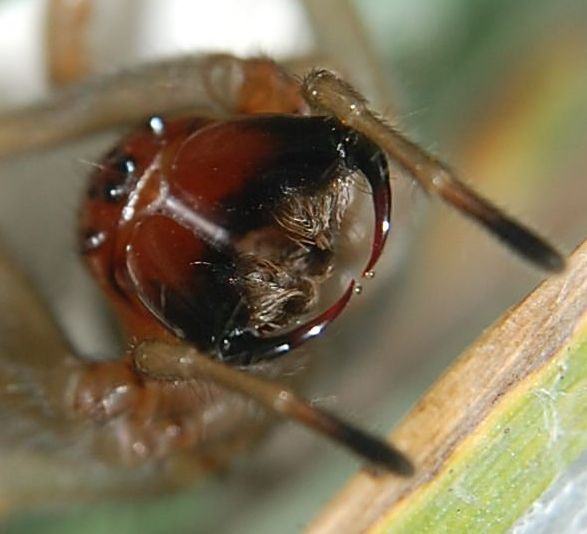
Le zanne di un araneomorfo

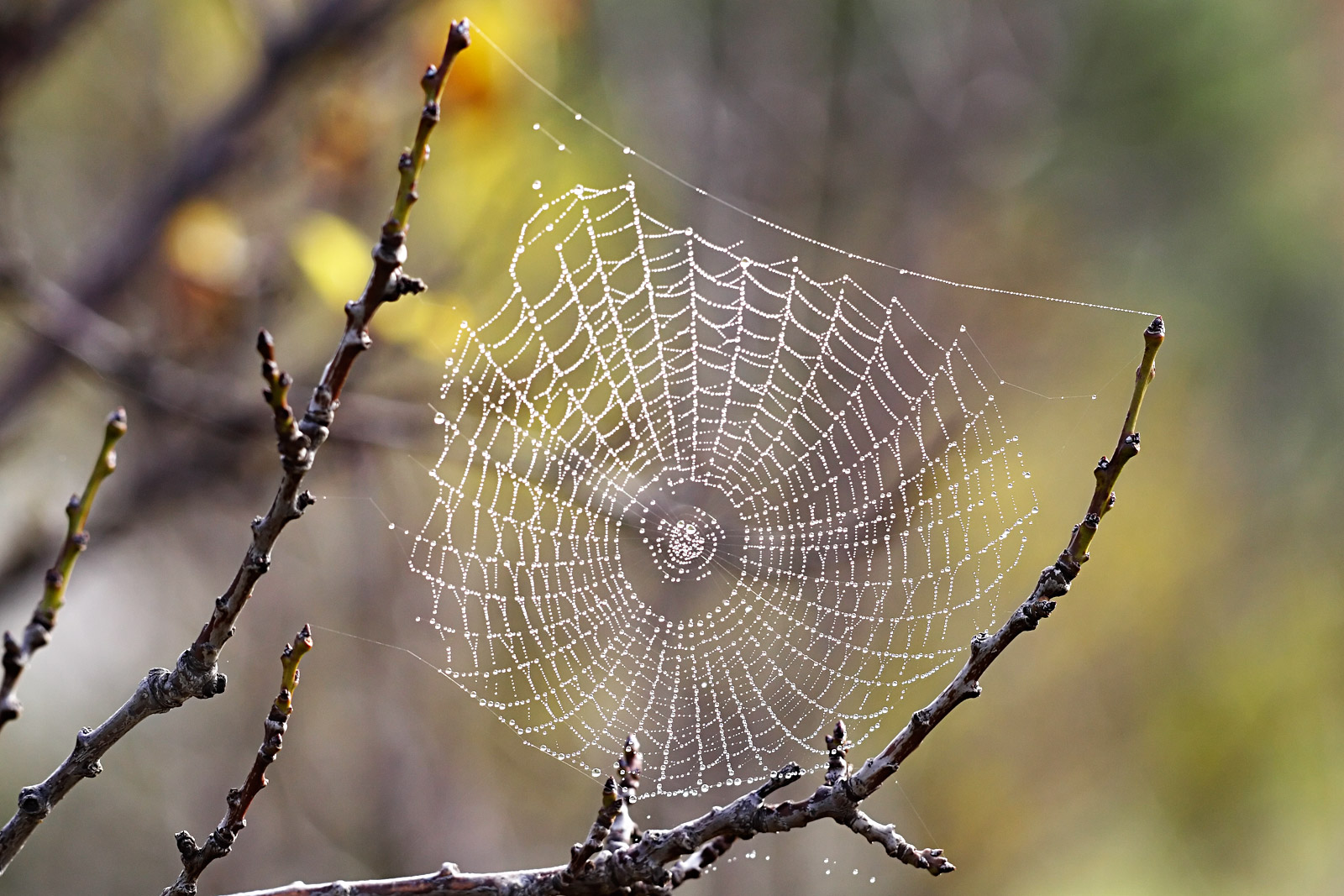
Una ragnatela orbicolare fra i rami di un albero

Gli araneomorfi da soli rappresentano oltre il 90% delle specie conosciute di ragni, includendo i ragni dalle tele orbicolari o spiraliformi, i ragni salticidi e i ragni corridori, e anche l'unico ragno vegetariano noto, e quindi stili di vita e comportamenti molto differenti fra loro. Sono facili da riconoscere per la posizione dei cheliceri, fronteggiati l'uno con l'altro, il che consente loro un'ampia varietà di prese che congiunta a una grande capacità di adattamento agli ambienti più disparati, fa sì che siano i ragni più diffusi nel mondo e persino nei luoghi antropizzati, dalle case (soffitte, cantine, ripostigli) ai giardini (cespugli, alberi, orticelli).

## Biodiversità aracnologica nel territorio italiano
L'Italia, per la varietà di habitat che possiede lungo tutto l'arco peninsulare, ha una biodiversità aracnologica pari al 3,5% delle specie censite mondiali.
Al 2004 sono stati censiti 375 generi di 49 differenti famiglie, per complessive 1 534 specie rinvenute nel territorio della nazione.
Al marzo 2015, nella Checklist dei ragni italiani, risultano sul territorio italiano 1 599 specie appartenenti a 422 diversi generi di 54 famiglie di ragni. Le sottospecie identificate sono 26, da riferirsi a 13 specie diverse.

### Considerazioni analitiche
Una disamina di questi ultimi dati per sottordine ha evidenziato:
- sottordine Mesothelae: sono completamente assenti in territorio italiano.[129][130]
- sottordine Migalomorfi: in Italia sono risultati piuttosto rari, e rappresentati da 6 famiglie: Atypidae (3 specie), Cyrtaucheniidae (4 specie), Ctenizidae (2 specie), Hexathelidae e Theraphosidae (1 specie), ed è cospicua, in paragone, la presenza dei Nemesiidae (18 specie[130] o 20 specie[129]).
- sottordine Araneomorfi: con 48 famiglie ampiamente rappresentate, è una vera esplosione di biodiversità.[130]

Nelle tabelle seguenti sono riportate le famiglie rinvenute in territorio italiano col numero di generi e specie:
|                 | Migalomorfi reperiti in Italia | Migalomorfi reperiti in Italia |
| Famiglia        | Generi                         | Specie                         |
| --------------- | ------------------------------ | ------------------------------ |
| Atypidae        | 1                              | 3                              |
| Ctenizidae      | 1                              | 2                              |
| Cyrtaucheniidae | 1                              | 4                              |
| Hexathelidae    | 1                              | 1                              |
| Nemesiidae      | 2                              | 18                             |
| Theraphosidae   | 1                              | 1                              |
| Totali          | 7                              | 31                             |

|                   | Araneomorfi reperiti in Italia | Araneomorfi reperiti in Italia |
| Famiglia          | Generi                         | Specie                         |
| ----------------- | ------------------------------ | ------------------------------ |
| Agelenidae        | 13                             | 62                             |
| Amaurobiidae      | 2                              | 12                             |
| Anapidae          | 2                              | 3                              |
| Anyphaenidae      | 1                              | 3                              |
| Araneidae         | 22                             | 59                             |
| Clubionidae       | 1                              | 30                             |
| Cybaeidae         | 2                              | 6                              |
| Dictynidae        | 12                             | 28                             |
| Dysderidae        | 10                             | 79                             |
| Eresidae          | 2                              | 5                              |
| Eutichuridae      | 1                              | 14                             |
| Filistatidae      | 2                              | 3                              |
| Gnaphosidae       | 27                             | 154                            |
| Hahniidae         | 4                              | 17                             |
| Leptonetidae      | 3                              | 8                              |
| Linyphiidae       | 141                            | 465                            |
| Liocranidae       | 9                              | 23                             |
| Lycosidae         | 15                             | 103                            |
| Mimetidae         | 2                              | 6                              |
| Miturgidae        | 2                              | 9                              |
| Mysmenidae        | 3                              | 3                              |
| Nesticidae        | 3                              | 7                              |
| Oecobiidae        | 2                              | 4                              |
| Oonopidae         | 5                              | 10                             |
| Oxyopidae         | 1                              | 4                              |
| Palpimanidae      | 1                              | 1                              |
| Philodromidae     | 4                              | 40                             |
| Pholcidae         | 5                              | 7                              |
| Phrurolithidae    | 2                              | 6                              |
| Pimoidae          | 1                              | 1                              |
| Pisauridae        | 2                              | 6                              |
| Prodidomidae      | 1                              | 1                              |
| Salticidae        | 39                             | 135                            |
| Scytodidae        | 1                              | 2                              |
| Segestriidae      | 2                              | 5                              |
| Selenopidae       | 1                              | 1                              |
| Sicariidae        | 1                              | 1                              |
| Sparassidae       | 3                              | 5                              |
| Synaphridae       | 1                              | 1                              |
| Tetragnathidae    | 4                              | 19                             |
| Theridiidae       | 34                             | 108                            |
| Theridiosomatidae | 1                              | 1                              |
| Thomisidae        | 14                             | 76                             |
| Titanoecidae      | 2                              | 6                              |
| Trachelidae       | 4                              | 4                              |
| Uloboridae        | 3                              | 5                              |
| Zodariidae        | 2                              | 19                             |
| Zoropsidae        | 1                              | 3                              |
| Totali            | 415                            | 1 568                          |

Al 2003, quando erano state rinvenute in Italia 1 411 specie, ben 213 di esse erano endemismi, presenti esclusivamente sul territorio italiano in una o più località.

## I ragni e l'uomo

### Morsi di ragno

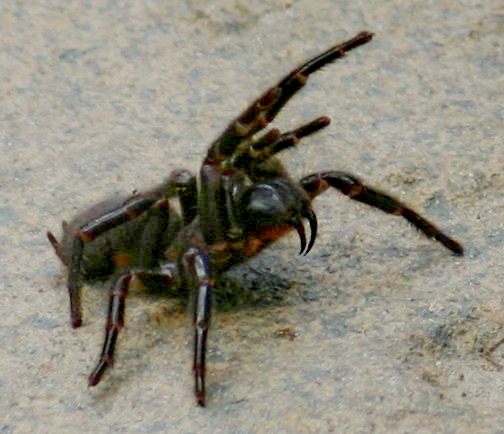
Atteggiamento minaccioso da parte del ragno australiano (Atrax robustus)

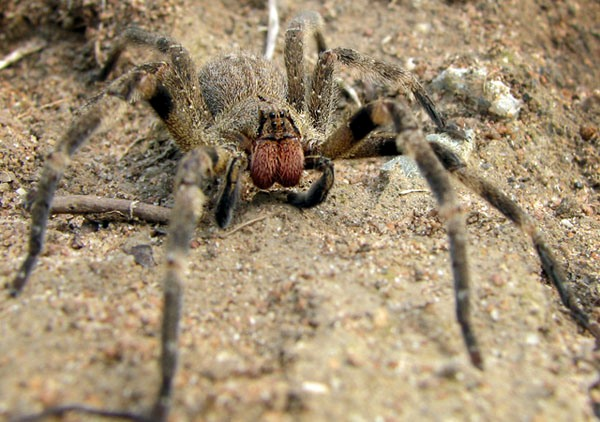
Phoneutria nigriventer, originario del Brasile

La stragrande maggioranza dei ragni morde un essere umano solo in casi estremi di autodifesa e se viene direttamente minacciato; comunque, quasi nella totalità dei casi, l'irritazione è poco più grave di un morso di zanzara o della puntura di un'ape. Alcune specie procurano invece morsi abbastanza seri dal punto di vista medico, come vari generi della famiglia Sicariidae, principalmente i Loxosceles, e le vedove nere, che mordono solo se si sentono minacciati direttamente e in modo insistente, anche se ciò può capitare incidentalmente. Gli araneomorfi, e in particolare gli appartenenti alla famiglia Agelenidae, adoperano tattiche difensive di tipo aggressivo, anche se raramente arrivano a iniettare il veleno. D'altra parte i ragni della famiglia Ctenidae, in modo particolare il genere Phoneutria, reagiscono in modo aggressivo anche a piccole provocazioni. In letteratura vengono riportate approssimativamente cento morti attribuibili a morsi di ragno nell'arco dell'intero ventesimo secolo, a confronto dei circa 1.500 decessi attribuibili ai tentacoli urticanti e pungiglioni di meduse nello stesso periodo. Molti casi attribuiti a morsi di ragno possono anche essere frutto di diagnosi incorrette, cosa che rende più difficile controllare l'effettiva efficacia dei trattamenti contro i morsi veri.

### Possibilità di utilizzo per l'uomo

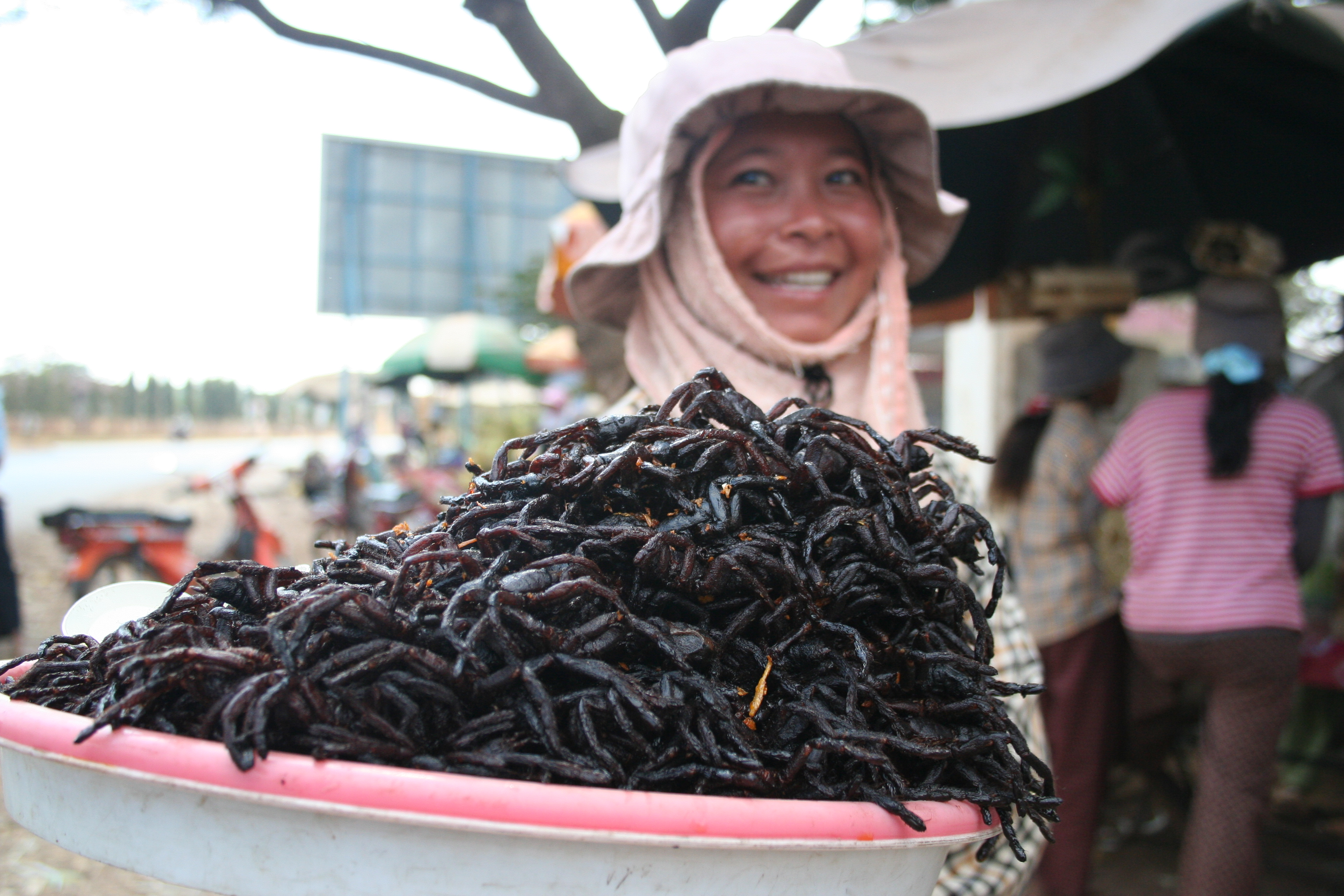
Ragni fritti in un mercato cambogiano

I ragni come le tarantole, cucinati, sono considerati una prelibatezza gastronomica in Cambogia, e dai Piaroa, indigeni del Venezuela meridionale, purché i peli estremamente irritanti, sistema difensivo principale di queste specie di ragni, vengano accuratamente rimossi prima di cucinarli.
I veleni secreti dai ragni possono essere un'alternativa concreta meno inquinante agli insetticidi convenzionali; queste tossine, infatti, sono mortali per gli insetti, ma la stragrande maggioranza è assolutamente innocua per l'uomo. Soprattutto gli appartenenti alla famiglia Hexathelidae sono una fonte promettente di produzione di varie tossine in grado di uccidere gli insetti, in quanto non si conoscono specie che sono state in grado di acquisire l'immunità da esse in tutto il mondo; inoltre sono ragni che resistono bene in cattività e abbastanza facili da mungere per estrarne il veleno. Grazie all'ingegneria genetica potrebbe essere possibile codificare i geni che producono queste tossine e inserirli in specifici virus già capaci di infettare le specie parassite delle piante come, ad esempio, quelle del genere Helicoverpa, che parassitano le piante di cotone.
Alcuni ricercatori investigano anche il possibile uso medico di alcune di queste tossine per il trattamento dell'aritmia cardiaca, la malattia di Alzheimer, ictus, ischemie, e la disfunzione erettile.
Poiché la seta del ragno è luminosa e molto resistente, da parte di ingegneri genetici sono stati effettuati tentativi di farla produrre ad altri esseri viventi, in particolare dal latte delle capre e dalle foglie di alcune piante, come il tabacco.
L'industria tessile sta producendo tessuti basati sul filato dei ragni araneomorfi, le cui filiere intrecciano fili molto sottili e resistenti, utili per la produzione di tessuti leggeri ma compatti quali giubbotti e maglioncini. La capacità delle ragnatele di assorbire l'urto degli insetti volanti deformandosi poco, consente anche la produzione di alcuni strati dei giubbotti antiproiettile in grado di disperdere la forza d'urto di un proiettile in orizzontale, limitandone la penetrazione. Inoltre il fine ordito è utilissimo anche nella produzione di cavi per paracadute, cinture di sicurezza e airbag.

### Aracnofilia
In molte persone il solo parlare di ragni provoca ribrezzo e repulsione, per cui ad alcuni risulta difficile concepire che vi siano appassionati che tengono ragni in casa come animali domestici, anche se ben confinati in spazi appositi. In genere si tengono in casa, in appositi terrari, animali di cospicue dimensioni per poterne seguire con attenzione il comportamento e rendersi conto delle necessità che il ragno potrebbe avere. Proprio per il veleno e i peli urticanti di cui dispongono parecchi di loro, vanno maneggiati con la dovuta cautela.

#### Manutenzione
I ragni di cospicue dimensioni non sono facili da gestire: va approntato un terrario, preferibilmente in vetro, in quanto è più duraturo e stabile della plastica; e, per la pericolosità di alcune specie allevate, deve essere anche a prova di evasione. I vantaggi di quelli in plastica è che sono più leggeri e più facili da pulire, ma col tempo tendono a ingiallire e le chiusure a incastro non sono particolarmente affidabili. Bisogna tenere presente che in genere questi ragni abitano in luoghi tropicali, con un certo tasso di umidità e temperatura costante che in qualche modo bisognerà replicare all'interno del terrario, perché riescano a sopravvivere a lungo. Nel terrario andrà inserito un substrato di base: il più adatto a tutte le specie di ragni è la vermiculite, ma anche la perlite va bene ed è più facile da reperire.

#### Alimentazione
Gli esemplari andranno alimentati principalmente con insetti (grilli, locuste, mosche, camole), facilmente reperibili nei negozi specializzati, di taglia proporzionata a quella del ragno e possibilmente vivi, per non far loro perdere le abitudini predatorie che li contraddistinguono. Un po' d'acqua in piccoli contenitori serve a stabilizzare l'umidità e a consentire al ragno di bere se ha sete. Da tenere presente che gli esemplari giovani necessitano di nutrirsi più frequentemente per poter crescere.

#### Legislazione
La vendita dei ragni nel mondo è regolamentata dalla CITES, in quanto la maggior parte delle specie è protetta. Ad esempio, della numerosa famiglia Theraphosidae, soltanto il genere Euathlus può essere soggetto a commercio e ogni specie e sottospecie deve riportare una copia del documento CITES. Ogni volta che un esemplare nasce in cattività può essere posto in vendita purché regolarmente certificato.
Nel 2006, la CITES ha emesso un comunicato in cui sono ben specificate due specie dei generi Aphonopelma (A. albiceps e A. pallidum), tutte le specie del genere Brachypelma per i ragni, e tre specie del genere Pandinus per gli scorpioni, di cui è fatto divieto assoluto di cattura e commercio esemplari.

#### Altro
Arachnophilia è anche un programma informatico, un editor di testo in HTML, chiamato con questo nome che deriva dal greco amore per i ragni, in quanto, ed è facile notarne la metafora, consente di costruire reti (informatiche).

### Aracnofobia
L'aracnofobia è una specifica fobia, una paura anormale dei ragni e di qualsiasi cosa possa anche solo evocarne il ricordo, come ad esempio, le ragnatele o oggetti che abbiano la forma di ragno. Può essere una forma esagerata di una risposta istintiva atavica che ha aiutato nel passato gli uomini a sopravvivere, o forse un fenomeno culturale che è molto diffuso nelle società prevalentemente europee.

### I ragni nel simbolismo e nella cultura

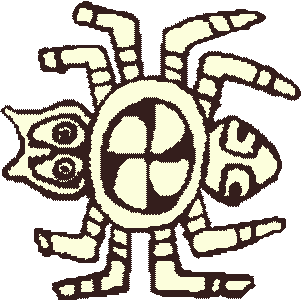
Raffigurazione di un ragno precolombiano sul guscio di una conchiglia appartenente a una collana trovata a Spiro, città dell'Oklahoma

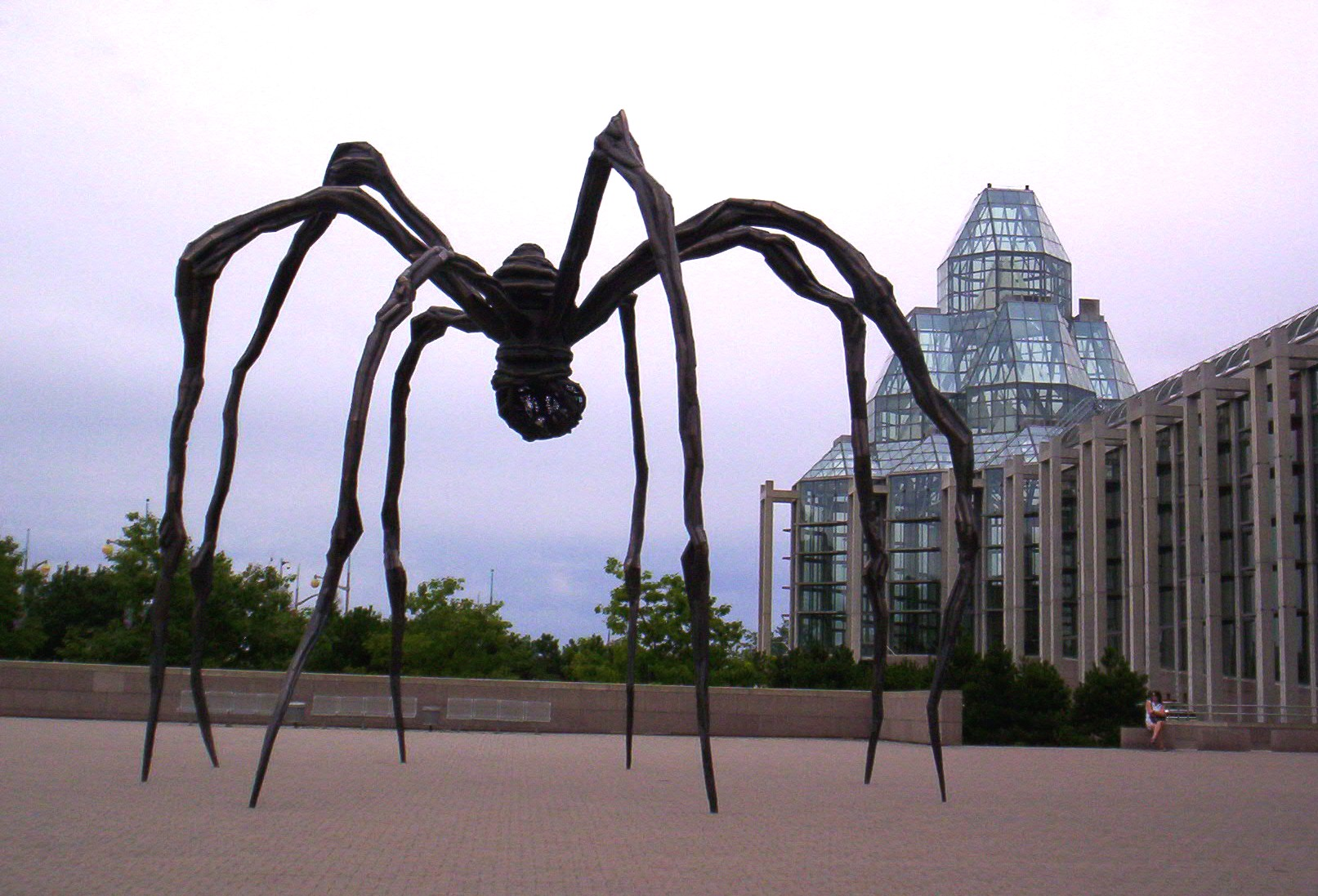
Copia in bronzo dell'opera Maman dell'artista Louise Bourgeois

I ragni sono il punto focale di molte paure, storie e mitologie di vari popoli sparsi in tutto il mondo e di diverse epoche storiche. Hanno spesso simboleggiato la pazienza, a causa della loro tecnica di caccia che consiste nel costruire la ragnatela e attendere la preda appostandosi, così come hanno anche simboleggiato il dolore e la malevolenza a causa della tossicità del veleno di alcuni di loro. La capacità di costruire le ragnatele ha provocato anche l'associazione del ragno ai miti cosmologici in cui si raffigura qualcosa o qualcuno in grado di costruire da sé il proprio mondo o di apportarvi benefici, con miti molto simili a quello occidentale di Prometeo. La cultura Moche dell'antico Perù adorava la natura; infatti venivano raffigurati molti tipi di animali, in particolare ragni, nelle varie forme della loro arte. Anche l'arte moderna ha spesso raffigurato con vari simbolismi la figura del ragno: ad esempio basti considerare l'opera Maman dell'artista Louise Bourgeois esposta esternamente alla National Gallery of Canada, di Ottawa, dove questo ragno gigantesco alto oltre 9 metri incombe minaccioso, copia in bronzo dell'originale custodito alla Tate Modern di Londra.
Secondo la leggenda, San Norberto avrebbe ingoiato un ragno velenoso caduto nel calice mentre celebrava messa in una cripta, senza patire danno alcuno.